# Biografielijst Wi

## Wi
- Charlie Wi (1972), Zuid-Koreaans golfspeler

## Wia
- Benny Wiame (1962), Belgisch dirigent, muziekpedagoog en trompettist
- Bea Wiarda (1959), Nederlands atlete
- Gerardus Johannes (Gerard) Wiarda (1906-1988), Nederlands jurist
- Herman Bernard Wiardi Beckman (1904-1945), Nederlands politicus en verzetsstrijder
- Meindert Wiardi Beckman (1795-1863), Nederlands rechter en politicus
- Adrian Paul Ghislain Carton de Wiart (1880-1963), Belgisch-Iers officier
- Etienne Carton de Wiart (1898-1948), Belgisch bisschop (1945-1948)
- Henri Victor Marie Ghislain (Henry) Carton de Wiart (1869-1951), Belgisch politicus
- Louis Joseph (Mutien-Marie) Wiaux (1841-1917), Belgisch broeder en heilige

## Wib
- Floor Wibaut jr. (1887-1974), Nederlands medicus en politicus
- Florentinus Marinus (Floor) Wibaut (1859-1936), Nederlands zakenman en politicus
- Tineke Wibaut-Guilonard (1922-1996), sociologe en verzetstrijdster
- Sören Axel Wibe (1946-2010), Zweeds econoom en eurosceptisch politicus
- Terje Wibe (1947), Noors schaker
- Pernilla Christina Wiberg (1970), Zweeds alpineskiester
- Wibert (11e eeuw), proost van de Sint-Donaaskerk
- Wibertus, aartsbisschop van Ravenna, bekend als Clemens III (ca. 1025-1100), aartsbisschop en tegenpaus (1084-1099)
- Fernon Wibier (1971), Nederlands tennisser

## Wic
- Jean-Baptiste Joseph Wicar (1762-1834), Frans kunstschilder
- Schelte Tjerks Wichelma (†1653), Nederlands marineofficier
- Johan Joeke Gabriël (Jan) van Wicheren (1808-1897), Fries kunstschilder
- Tine Brinkgreve-Wicherink (1880-1936), Nederlands schrijfster
- Berend Wichers (1790-1876), Nederlands politicus en Tweede Kamerlid
- Hendrik Ludolf Wichers (1800-1853), Nederlands edelman, rechter en minister
- Hendrikus Octavius Wichers (1831-1889), Nederlands militair, ambtenaar, politicus en minister
- Herman Pieter Schönfeld Wichers, bekend als Belcampo (1902-1990), Nederlands schrijver en arts
- Hillebrand Jacob Wichers (1859-1920), Nederlands burgemeester
- Johan Wichers (1887-1956), Nederlands componist en musicus
- Otto Wichers, bekend als Lucky Fonz III (1981), Nederlands singer-songwriter
- Sophie Wichers (1865-1937), oprichter Feministische Partij
- Zofia Wichłacz (1995), Pools actrice
- Wichman III van Vreden (ca. 975-1016), Duits graaf
- Wichman IV (ca. 920-na 974), graaf van Hamaland en de Veluwe
- Carl Ernst Arthur (Arthur) Wichmann (1851-1927), Duits geoloog en mineraloog
- Clara Wichmann (1885-1922), Nederlands juriste, activiste en feministe
- Erich Wichmann (1890-1929), Nederlands kunstenaar en fascist
- Mathias Wichmann Andersen (1991), Deens voetballer
- Moritz Ludwig George Wichmann (1821-1859), Duits astronoom
- Augustinus Wichmans (1596-1661), Zuid-Nederlands norbertijn en publicist
- Artur Wichniarek (1977), Pools voetballer
- Håkan Wickberg (1943-2009), Zweeds ijshockeyspeler
- Hayley Wickenheiser (1978), Canadees ijshockeyspeelster
- Robert Wickens (1989), Canadees autocoureur
- Roger Frederick Wicker (1951), Amerikaans politicus
- Emily Wickersham, Amerikaans actrice
- Jan Pieter van Wickevoort Crommelin (1763-1837), Nederlands politicus
- Christopher John Wickham (1950), Brits historicus en hoogleraar
- Connor Neil Ralph Wickham (1993), Engels voetballer
- Bernhard Wicki (1919-2000), Oostenrijks filmregisseur en acteur
- John Wickliffe (1330-1384), Brits kerkhervormer
- Hans Olof (Putte) Wickman (1924-2006), Zweeds jazzklarinettist
- Yanina Wickmayer (1989), Belgisch tennisspeelster
- Lasantha Wickramatunga (1958-2009), Sri Lankaans journalist en hoofdredacteur
- Chad Wicks (1978), Amerikaans worstelaar
- Johan Gustaf Knut Wicksell (1851-1926), Zweeds econoom
- Väinö Valdemar Wickström (1890-1951), Fins schaatser
- Raphael Wicky (1977), Zwitsers voetballer
- Abraham de Wicquefort (1606-1682), Nederlands diplomaat, nieuwsagent en historiograaf
- Hilmar Wictorin (1894-1964), Zweeds waterpolospeler

## Wid
- Ida Widawati (1956), Indonesisch zangeres
- Ann Widdecombe (1947), Brits politica, presentatrice en schrijfster
- Maaike Widdershoven (1969), Nederlands zangeres, actrice en musicalster
- Kathleen Widdoes (1939), Amerikaans actrice
- Robin Widdows (1942), Brits bobsleeër en autocoureur
- Bo Gunnar Widerberg (1930-1997), Zweeds auteur en filmregisseur
- Andreas Widhölzl (1976), Oostenrijks schansspringer
- Sendjaja Widjaja (1955), Indonesisch bestuurder en topfunctionaris
- Abdulkadir Widjojoatmodjo (1904-1992), Nederlands-Indisch ambtenaar, militair en diplomaat
- Christa Widlund-Broer, bekend als Anna Enquist (1945), Nederlands schrijfster
- Fredrik Widmark (1976), Zweeds golfspeler
- Richard Widmark (1914-2008), Amerikaans acteur
- Peter Widmer (1935), Zwitsers politicus
- Sigmund Widmer (1919-2003), Zwitsers politicus, historicus en schrijver
- Eveline Widmer-Schlumpf (1956), Zwitsers politica
- Ivar Fredrik Widner (1891-1973), Zweeds componist, dirigent en trompettist
- Charles-Marie-Jean-Albert Widor (1844-1937), Frans componist en organist
- Viktor Magnus Widqvist (1881-1952), Zweeds componist, dirigent, violist en fluitist
- Johan (Hans) de Widt (1939), Nederlands politicus
- Johan de Widt (1908-1971), Nederlands bestuurder en burgemeester
- Lodewijk de Widt (1977), Nederlands goochelaar
- Widukind, bekend als Wittekind (743-807), hertog der Saksen (ca. 777-785)
- Widukind van Corvey (ca. 925-na 973), Saksisch geschiedschrijver

## Wie

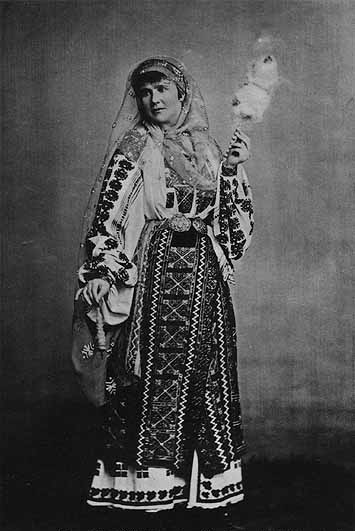
Elisabeth zu Wied in Roemeense klederdracht

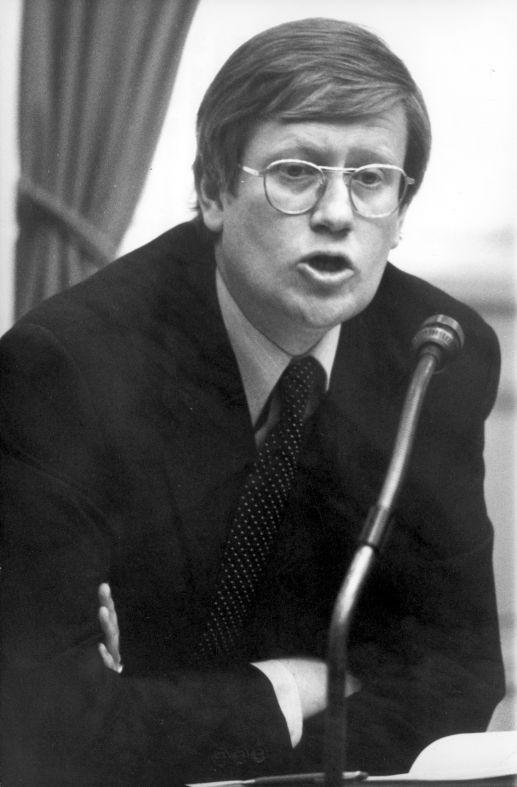
Hans Wiegel

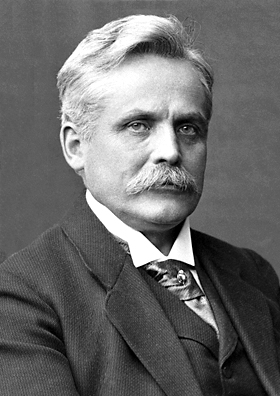
Wilhelm Wien (1911)

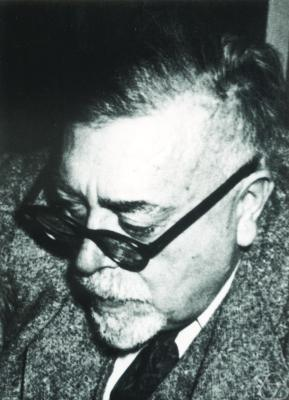
Norbert Wiener

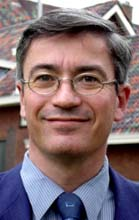
Johan Peter Hubert Marie (Jean) Wiertz

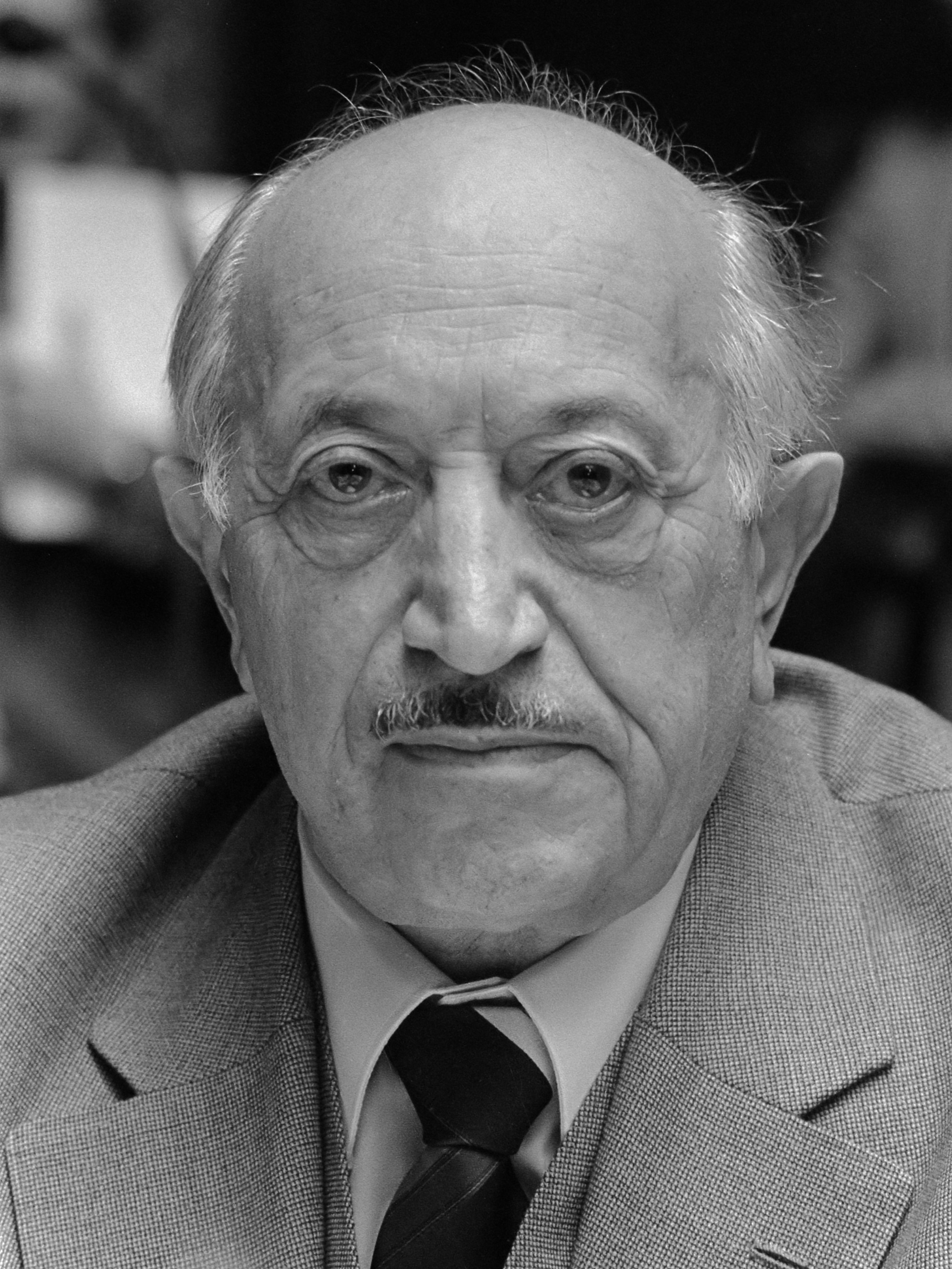
Simon Wiesenthal

- Doug Van Wie (1984), Amerikaans zwemmer
- Michelle Sung Wie, geboren als Wie Sung-Mi (1989), Amerikaans golfspeelster
- Hans Wiebenga (1917-2005), Nederlands politicus
- Jan Gerco Cornelis (Jan-Kees) Wiebenga (1947), Nederlands politicus en lid Raad van State
- Jan Gerko Wiebenga (1886-1974), Nederlands architect-ingenieur
- Lorenzo Wiebers (1977), Surinaams voetballer
- Eric Wiebes (1963), Nederlands wethouder
- Maria Wiebosch-Steeman (1950), Nederlands bestuurder en politica
- Magdalena Wiecek (1924-2008), Pools beeldhouwster
- Hans Jozef van Wiechen (1912-1978), Nederlands medicus
- Johann Emil (Emil) Wiechert (1861-1928), Duits natuurkundige en pionier in de seismologie
- Johann Gottlob Friedrich (Friedrich) Wieck (1785-1873), Duits zangleraar, pianist en muziekpedagoog
- Arnold van Wied (ca. 1098-1156), aartsbisschop en keurvorst van Keulen (1151-1156)
- David de Wied (1925-2004), Nederlands farmacoloog
- Karel Victor Willem Frederik Ernst Günther zu Wied (1913-1973), Duits prins
- Pauline Elisabeth Ottilie Luise (Elisabeth) zu Wied (1843-1916), koningin van Roemenië en schrijfster
- Willem Adolf van Wied (1845-1907), Duits militair en de echtgenoot van prinses Marie der Nederlanden
- Wilhelm Friedrich Heinrich zu Wied (1876-1945), vorst van Albanië tot 1914
- Herman van Wied (1814-1864), vorst van Wied
- Georg Friedrich Wiedemann (1787-1864), Duits katholiek theoloog, filosoof, geestelijke en historicus
- Josef Wiedemann (1828-1919), Tsjechisch componist en dirigent
- Mary van den Dries-Wiedemann (1920), Nederlands koerierster, verzetsstrijdster en psychologe
- Otto Martin Wiedemann (1915-2000), Engels verzetsstrijder
- Rolf Wiedemann (1922-1995), Duits componist en dirigent
- Thomas Ernst Josef Wiedemann (1950-2001), Duits-Brits oudhistoricus en classicus
- Heleen Levano-Wiedemeijer (1941), Nederlands beeldhouwster en medailleuse
- Peter Wiedemeijer (1932-1983), Nederlands zanger
- Reinold Wiedemeijer (1967), Nederlands voetbalscheidsrechter
- Dieter Wiedenmann (1957-1994), West-Duits roeier
- Karl Wiedergott (1969), Duits/Amerikaans (stem)acteur
- Peter Wiederkehr (1938), Zwitsers politicus
- Bedřich Antonín Wiedermann (1883-1951), Tsjechisch componist, muziekpedagoog en organist
- Paul Wiedmer (1947), Zwitsers beeldhouwer, tekenaar en graficus
- Herbert (Herb) Wiedoeft (1886-1928), Amerikaans bigband-leider
- Robert Gabor Charles (Rogi) Wieg (1962-2015), Nederlands schrijver
- Frank Wiegand (1943), Oost-Duits zwemmer
- Hans Wiegel (1941-2025), Nederlands politicus en bestuurder
- Nelly Frijda-Wiegel (1936), Nederlands actrice en politica
- Simone Wiegel (1956), Nederlands presentatrice en scenarioschrijfster
- Martin Wiegele (1978), Oostenrijks golfspeler
- Bas Wiegers (1974), Nederlands violist en dirigent
- Jan Wiegers (1893-1959), Nederlands kunstschilder
- Friso Wiegersma (1925-2006), Nederlands tekstschrijver en kunstschilder
- Hendrikus Josephus Maria (Hendrik) Wiegersma (1891-1969), Nederlands arts, tekenaar, boekbandontwerper, kunstschilder en schrijver
- Pieter Wiegersma (1920-2009), Nederlands glazenier, schilder, tapijtkunstenaar en schrijver
- Morten Wieghorst (1971), Deens voetballer en voetbaltrainer
- Emma Eleonora (Esmé) Wiegman-van Meppelen Scheppink (1975), Nederlands politica
- Jan Wiegman (1884-1963), Nederlands illustrator, boekbandontwerper en ontwerper van cartoons
- Marga Wiegman (1957), Nederlands atlete
- Mattheus Johannes Maria (Matthieu) Wiegman (1886-1971), Nederlands kunstschilder, tekenaar, wandschilder en glazenier
- Petrus Cornelis Constant (Piet) Wiegman (1885-1963), Nederlands kunstschilder, graficus, ceramist en poppensnijder
- Sarina Wiegman-Glotzbach (1969), Nederlands voetbalster en voetbaltrainster
- Arend Friedrich August Wiegmann (1802-1841), Duits zoöloog
- Ernst Gottfried Heinrich Rudolph (Rudolf) Wiegmann (1804-1865), Duits architect
- Willem Leendert Wiegmans (1892-1942), Nederlands kunstenaar
- Christopher Wiehl (1970), Amerikaans acteur
- Gerard Wiekens (1973), Nederlands voetballer
- Hindrik Wiekens (1903-1942), Nederlands los-arbeider en verzetsstrijder
- Anne van de Wiel (1997), Nederlands atlete
- Gijsbert (Gijs) van der Wiel (1918-2001), Nederlands ambtenaar en bestuurder
- Gregory van der Wiel (1988), Nederlands voetballer
- Jan van der Wiel (1882-1962), Nederlands schermer en militair
- John van der Wiel (1959), Nederlands schaker
- Jolijn van de Wiel (1992), Nederlands actrice
- Jorinus van der Wiel (1893-1960), Nederlands wegwielrenner
- Mattijs van de Wiel (1973), Nederlands journalist
- Willy van de Wiel (1982), Nederlands darter
- Jeroen Wielaert (1956), Nederlands verslaggever, columnist en auteur
- Rob Wielaert (1978), Nederlands voetballer
- Christoph Martin Wieland (1733-1813), Duits schrijver
- Heinrich Otto Wieland (1877-1957), Duits scheikundige en Nobelprijswinnaar
- Oeds de Leeuw Wieland (1839-1919), Nederlands architect en aannemer
- Maria Adriana Johanna (Riet) Wieland Los (1923-1989), Nederlands actrice
- Jeffery Philip Wielandt (1967), Amerikaans rockgitarist en zanger
- Filips Wielant (ca. 1441-1520), Zuid-Nederlands rechtsgeleerde en burgemeester
- Ruud Wielart (1954), Nederlands atleet
- Alex Wielders, bekend als Alex (1971), Nederlands zanger
- Egbert Roelof (Ep) Wieldraaijer (1927-2017), Nederlands politicus en bestuurder
- Agnies Pauw van Wieldrecht (1927), Nederlands publiciste
- Aimée Van de Wiele (1907-1991), Belgisch-Frans klaveciniste en componiste
- Eric Van De Wiele (1952), Belgisch wielrenner
- Ernest Van De Wiele (1920-1980), Belgisch ambtenaar en bestuurder
- Jef Van de Wiele (1903-1979), Vlaams hoofdredacteur, collaborist en activist
- Isidoor Van de Wiele (1924-2010), Belgisch atleet
- Johannes Stalpaert van der Wiele (1579-1630), Nederlands priester en dichter
- Mieke Offeciers-Van De Wiele (1952), Belgisch minister
- Willy Wielek-Berg (1919-2004), Nederlands vertaalster, schrijfster en filmrecensente
- Geertje Wielema (1934-2009), Nederlands zwemster
- Leon ter Wielen (1988), Nederlands voetballer
- Pieter van der Wielen (1974), Nederlands journalist en presentator
- Suzan Jacobien Unia van der Wielen (1971), Nederlands hockeyspeelster
- Ybe van der Wielen (1913-1999), Nederlands beeldhouwer en schilder
- Douwe Klaas Wielenga (1880-1942), Nederlands predikant en zendeling
- Hendrik Wielenga (1904-1941), Nederlands verzetsstrijder
- Jossi Wieler (1951), Zwitsers theater- en operaregisseur
- Stanisław Wojciech Wielgus (1939), Pools aartsbisschop van Warschau (2007)
- Wiebe Wieling (1955), voorzitter van de Koninklijke Vereniging De Friesche Elf Steden
- Reinbert Cornelis (Remmert) Wielinga (1978), Nederlands wielrenner
- Joy Wielkens (1980), Nederlands actrice
- Helmin Wiels (1958-2013), Curaçaos politicus
- Miguel Wiels (1972), Vlaams artiest, componist en muziekproducent
- Albertus Wielsma (1883-1968), Nederlands roeier
- Carl Edwin Wieman (1951), Amerikaans natuurkundige en Nobelprijswinnaar
- Serv Wiemers (1967), Nederlands schrijver
- Wilhelm Wien (1864-1928), Duits natuurkundige en Nobelprijswinnaar
- Robert Wiene (1873-1938), Duits filmregisseur
- Johannes Cornelis Wienecke (1872-1945), Nederlands beeldhouwer en medailleur
- Jos Wienen (1960), Nederlands wethouder en burgemeester
- Jacob (Jacques) Wiener (1815-1899), Nederlands graveur van munten, medailles en postzegels
- Jean Wiéner (1896-1982), Frans pianist en componist
- Leopold Wiener (1823-1891), Nederlands-Belgisch beeldhouwer, muntmeester en medailleur
- Lodewijk Willem Henri (L.H.) Wiener (1945), Nederlands prozaschrijver en leraar
- Norbert Wiener (1894-1964), Amerikaans wiskundige
- Oswald Wiener (1935-2021), Oostenrijks schrijver en onderzoeker
- Henri Jan (Jan) Wienese (1942), Nederlands roeier
- Henryk Wieniawski (1835-1880), Pools componist en violist
- Peter Wienk (1920-2010), Nederlands illustrator en schilder
- Arnold Gerard Wientjes (1938), Nederlands roeier
- Bernard Wientjes (1943), Nederlands ondernemer en bestuurder
- Wilhelm Friedrich Wieprecht (1802-1872), Duits componist, dirigent en arrangeur
- Johannes Wier (1515-1588), Nederlands arts
- Rusty Wier (1944-2009), Amerikaans singer-songwriter
- Wolter Wierbos (1957), Nederlands jazztrombonist
- Sytze Wopkes Wierda (1839-1911), Nederlands architect
- Amarins Marguerite Wierdsma (1991), Nederlands violiste
- Andreas Franciscus Maria (André) Wierdsma (1949), Nederlands bedrijfskundige en hoogleraar
- Larry Titus van Wieren (1951), Nederlands ijshockeyspeler en bondscoach
- Heiko (Ko) Wierenga (1933-2013), Nederlands politicus en bestuurder
- Dorothea Wierer (1990), Italiaans biatlete
- Mike te Wierik (1992), Nederlands voetballer
- Robert Wierinckx (1915-2002), Belgisch wielrenner
- Cees (Kees) Wieringa (20e eeuw), Nederlands pianist, componist en programmamaker
- Edwin Wieringa, Nederlands basgitarist en contrabassist
- Saskia Wieringa (1950), Nederlands sociologe en hoogleraar
- Tommy Wieringa (1967), Nederlands schrijver
- Fons van Wieringen (1946-2017), Nederlands onderwijskundige
- Ymke Wieringa (1989), Nederlands televisiepersoonlijkheid
- Cornelis Claesz. van Wieringen (1577-1633), Nederlands tekenaar, kunstschilder en etser
- Fons van Wieringen, Nederlands onderwijskundige
- Willien van Wieringen (1964), Nederlands theologe
- Bernard Willem (Ben) Wierink (1856-1939), Nederlands tekenaar, kunstschilder en ontwerper
- Albert Wiersema (1895-1966), Nederlands architect
- Herman Wiersinga (1927-2020), Nederlands predikant en theoloog
- Dorine Wiersma (1967), Nederlands gitariste, tekstschrijfster en cabaretière
- Durk Wiersma (1947-2019), Nederlands hoogleraar
- Eelke Wiersma (1973), Nederlands schaker
- Enno Dirk Wiersma (1858-1940), Nederlands medicus en hoogleraar
- Frits Wiersma (1894-1984), Nederlands weg- en baanwielrenner en gangmaker
- Griet Wiersma (1950), Nederlands zangeres
- Harm Wiersma (1953), Nederlands dammer
- Ids Wiersma (1878-1965), Nederlands kunstschilder en tekenaar
- Jan Marinus Wiersma (1951), Nederlands politicus en publicist
- Joseph Wiersma (1909-1979), Nederlands verzetsstrijder in de Tweede Wereldoorlog
- Klaas Wiersma (1917-1993), Nederlands politicus
- Koos Wiersma (1955), Nederlands biochemisch analist en politicus
- Lammert Wiersma (1881-1980), Fries dichter
- Marten Wiersma, Nederlands politicus
- Piet Wiersma (1946-2003), Nederlands organist
- Roel Wiersma (1932-1995), Nederlands voetballer
- Peter Wiersum (1984), Nederlands stuurman in de roeisport
- Johannes Petrus Judocus Wierts (1866-1944), Nederlands componist van kinderliedjes
- Abraham (Bram) Wiertz (1919-2013), Nederlands voetballer
- Antoine-Joseph Wiertz (1806-1865), Belgisch kunstschilder en beeldhouwer
- Franciscus Jozef Maria (Frans) Wiertz (1942), Nederlands bisschop
- Johan Peter Hubert Marie (Jean) Wiertz (1959), Nederlands componist en docent
- Anna Wierzbicka (1938), Pools taalkundige
- Adolf I van Nassau-Wiesbaden-Idstein (1307-1370), graaf van Nassau-Wiesbaden-Idstein (1344-1370)
- Bernd Wiesberger (1985), Oostenrijks golfer
- Eric F. Wieschaus (1947), Amerikaans ontwikkelingsbioloog en Nobelprijswinnaar
- Albertus Henricus Wiese (1761-1810), gouverneur-generaal van Nederlands-Indië (1805-1808)
- Carina Nicolette Wiese (1968), Duits actrice
- Tim Wiese (1981), Duits voetbaldoelman
- Elie (Eliezer) Wiesel (1928), Roemeens-Amerikaans schrijver, Holocaustoverlevende en Nobelprijswinnaar
- Torsten Nils Wiesel (1924), Zweeds neuroloog en Nobelprijswinnaar
- Karl-Heinz Wiesemann (1960), Duits geestelijke en bisschop
- Simon Wiesenthal (1908-2005), Oostenrijks jager op oorlogsmisdadigers
- Friedrich von Wieser (1851-1926), Oostenrijks econoom
- Roeland Wiesnekker (1967), Zwitsers toneelspeler
- Ulla Wiesner (1941), Duits zangeres
- Henri Pierre Leonard Wiessing (1878-1961), Nederlands journalist
- Dianne Wiest (1948), Amerikaans actrice
- Tomasz Wieszczycki (1971), Pools voetballer
- Ingeborg Wieten (1965), Nederlands actrice
- Tone Wieten (1994), Nederlands roeier
- Edgard Wiethase (1881-1965), Belgisch kunstschilder
- Egbert (Eppie) Wietzes (1938), Canadees autocoureur van Nederlandse komaf

## Wif
- Robert (Rob) Wiffin, Brits componist, muziekpedagoog, dirigent en trombonist
- Wifried I (ca. 850-897), graaf van Barcelona (878-897)
- Wifried II (†911), graaf van Barcelona (897-911)

## Wig

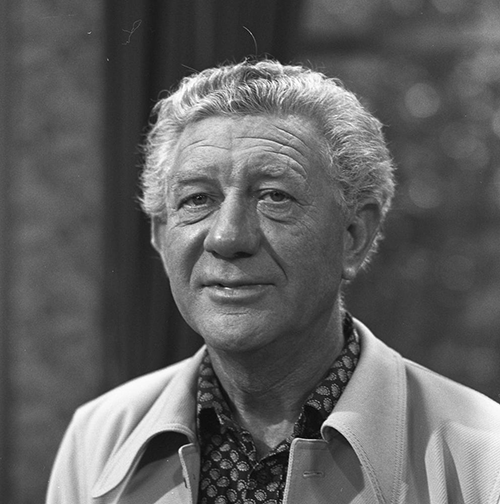
Herman Wigbold (1981)

- Wigbert van Rathmelsigi (7e eeuw), Nederlands benedictijner monnik en heilige
- Hermanus Antonius (Herman) Wigbold (1925-1998), Nederlands journalist en televisieprogrammamaker
- Wigbold I van Holte (†1304), Duits aartsbisschop van Keulen (1297-1304)
- Geoffrey Wigdor (1982), Amerikaans acteur
- Wigerik (886-ca. 916), paltsgraaf van Lotharingen
- Wigfried (901-953), aartskapelaan, aartskanselier en aartsbisschop van Keulen
- Martin Wiggemansen (1957-2021), Nederlands voetballer
- Cornelis Antonius (Cor) Daalderop van Wiggen (1930), Nederlands politicus
- Johannes Cornelis (Hans) van Wiggen (ca. 1940-2012), Nederlands tekstschrijver
- Otto P. van Wiggen, Nederlands militair
- Johan Wigger (1985), Nederlands voetballer
- Larissa Elisabeth Maria Wigger (1992), Nederlands voetbalster
- Marian Wigger (1954), Nederlands modeontwerpster
- Jan Willem Wiggers (1956), Nederlands politicus
- Michaël Wiggers (1980), Belgisch voetballer
- Tom Wiggers (1987), Nederlands atleet
- Aaron Wiggins (1999), Amerikaans basketballer
- Arthur Montague Wiggins (1920-2005), Amerikaans componist, arrangeur en jazzmusicus
- Bradley Wiggins (1980), Brits wielrenner
- Bramwell (Bram) Wiggins (1921), Brits componist, dirigent, kornettist en trompettist
- Gary Wiggins (1952-2008), Australisch wielrenner
- Ira Loren Wiggins (1899-1987), Amerikaans botanicus
- Spencer Wiggins (1942), Amerikaans soul- en gospelzanger
- Susan Wiggs (1958), Amerikaans schrijfster
- Paul Donald Wight, bekend als Big Show (1972), Amerikaans acteur en worstelaar
- Schelte Tjerks Wiglema (†1653), Nederlands marineofficier
- Mary Wigman (1886-1973), Duits danseres, choreografe en dansinstructrice
- Menno Wigman (1966-2018), Nederlands dichter, bloemlezer en vertaler
- Adrien de Wignacourt (1618-1697), grootmeester van de Maltezer Orde van 1690 tot 1697
- Alof de Wignacourt (1547-1622), grootmeester van de Maltezer Orde van 1601-1622
- Maurice Wignall (1976), Jamaicaans atleet
- Eugene Paul Wigner (1902-1995), Hongaars-Amerikaans natuur- en wiskundige en Nobelprijswinnaar
- Pierre Louis Jean Joseph Wigny (1905-1986), Belgisch katholiek politicus en minister

## Wih
- Wihtred van Kent (ca. 670-725), koning van Kent (690-725)

## Wii
- Kristen Carroll Wiig (1973), Amerikaans actrice en comédienne

## Wij

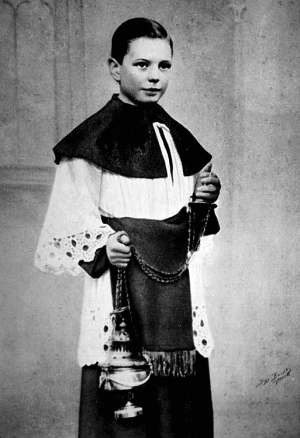
Herman Wijns

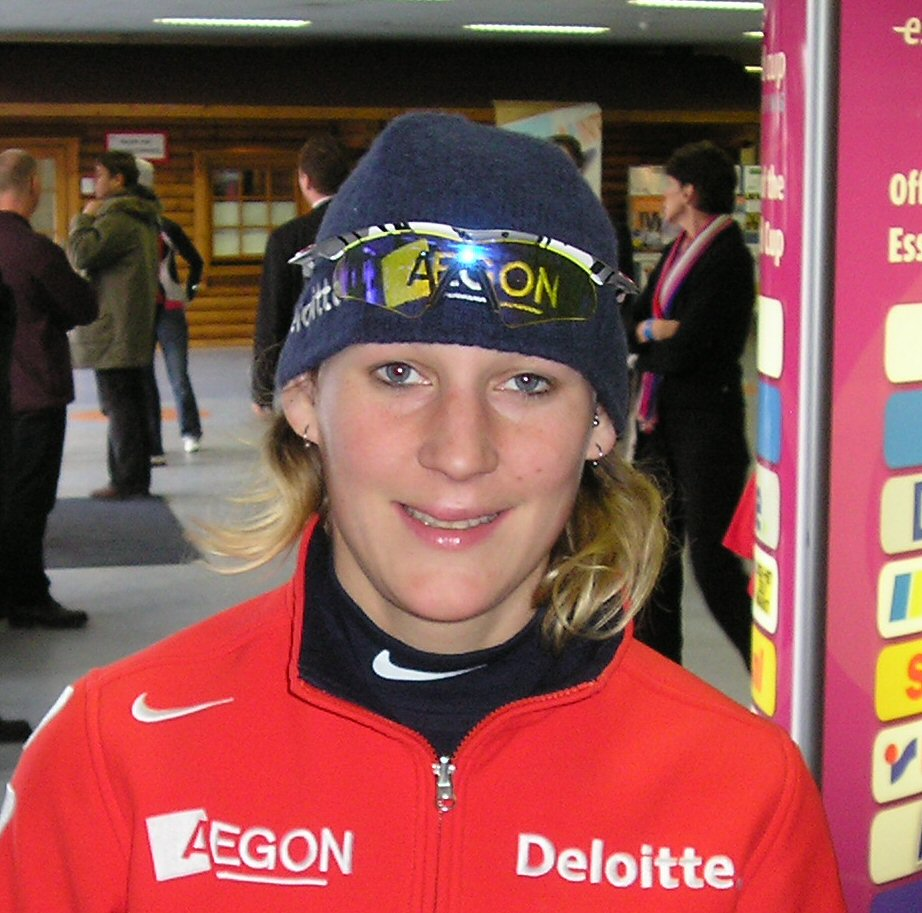
Anne Marie Louise (Marieke) Wijsman (2006)

- Candra Wijaya (1975), Chinees-Indonesisch badminton-speler
- Hendra Wijaya (1985), Singaporees badmintonner
- Hendrik Louis Wijchgel van Lellens (1757-1830), Nederlands politicus
- Aart van der Wijck (1840-1914), Nederlands diplomaat, gouverneur-generaal van Nederlands-Indië (1893-1899) en senator
- Anthony Michiel Cornelis van Asch van Wijck (1880-1945), Nederlands secretaris-generaal van een ministerie
- Carel van der Wijck (1797-1852), Nederlands generaal en geridderde
- Ferdinand Folef Frederik Zeger van Asch van Wijck (1862-1927), Nederlands politicus
- Frederik Joan Theodorus van der Wijck (1779-1858), Nederlands edelman, militair en geridderde
- Frieda Van Wijck (1950), Vlaams radio- en televisiepresentatrice
- Hendrik Maurits Jan (Maurits) van Asch van Wijck (1850-1910), Nederlands jonkheer en politicus
- Hendrik van der Wijck (1844-onbekend), Nederlands burgemeester
- Herman Marinus van der Wijck (1843-1932), Nederlands militair en politicus
- Hubert Alexander Maurits van Asch van Wijck (1815-1868), Nederlands politicus
- Hubert Alexander Maurits van Asch van Wijck (1879-1947), Nederlands jonkheer en politicus
- Hubert Matthijs Adriaan Jan van Asch van Wijck (1774-1843), Nederlands jonkheer, jurist, politicus, letterkundige en historicus
- Hubert Willem van Asch van Wijck (1867-1935), Nederlands jonkheer en politicus
- Jacobus Johannes Wilhelmus (Jaak) van Wijck (1870-1946), Vlaams kunstschilder en glazenier
- Jan Arent Godert van der Wijck (1837-1903), Nederlands burgemeester en notaris
- Lodewijk Henrick Johan Mari van Asch van Wijck (1858-1934), Nederlands politicus
- Matthias Margarethus van Asch van Wijck (1816-1882), Nederlands politicus
- Titus Anthony Jacob van Asch van Wijck (1849-1902), Nederlands jonkheer en politicus
- Kees Wijdekop (1914-2008), Nederlands kanovaarder
- Piet Wijdekop (1912-1982), Nederlands kanovaarder
- Cherry Wijdenbosch (1951), Nederlands zangeres
- John Wijdenbosch (1973-2017), Nederlands acteur van Surinaamse komaf
- Jules Albert Wijdenbosch (1941-2025), Surinaams politicus
- Alewijn Oostwoud Wijdenes (1925-2015), Nederlands fotograaf
- Pieter Wijdenes (1872-1972), Nederlands wiskundige en leraar
- Gerard Egbert Antoon Maria Wijdeveld (1905-1997), Nederlands auteur en classicus
- Hendricus Theodorus (Hendrik) Wijdeveld (1885-1987), Nederlands architect en grafisch ontwerper
- Ursula (Ruscha) Wijdeveld (1912-2004), Nederlands kunstenares
- Eva van de Wijdeven (1985), Nederlands actrice
- Marianne Schuurmans-Wijdeven (1961), Nederlands politica
- Wolfgang Wijdeven (1910-1985), Nederlands pianist en componist
- Jan Wijenberg (1938), Nederlands diplomaat en politiek activist
- Nadezhda (Nadja) Alekseevna Wijenberg-Ilyina (1964), Russisch langeafstandsloopster
- Albartus Gerhardus Wijers (1816-1877), Nederlands burgemeester
- Barry Wijers (1982), Nederlands tafeltennisspeler
- Gerardus Johannes (Hans) Wijers (1951), Nederlands politicus en industrieel
- Theodorus Renerus Josephus (René) Wijers (1891-1973), Nederlands politicus
- Franciscus Cornelis Marie (Frans) Wijffels (1899-1968), Nederlands mijnbouwkundige en politicus
- Herman Wijffels (1942), Nederlands bankier en topfunctionaris
- Veerle Wijffels (1944), Vlaams actrice
- Jan van Wijflit (ca. 1312-1356), Heer van Cuijk (1352-1356) en burggraaf van Heusden (1336-1356)
- Cor van Wijgerden (1950), Nederlands schaker
- Dries van Wijhe (1945), Nederlands marathonschaatser en wielrenner
- Gerrit van Wijhe (1908-1999), Nederlands voetbaltrainer en -coach
- Charles Hendrik Marie van Wijk (1875-1917), Nederlands beeldhouwer
- Dennis van Wijk (1962), Nederlands voetballer en voetbaltrainer
- Dick van Wijk (1943), Nederlands beeldhouwer
- Gert van Wijk (1938), Nederlands politicus
- Hein van Wijk (1907-1981), Nederlands politicus
- Isaäck Jacobus van Wijk, bekend als Lévi Weemoedt (1948), Nederlands schrijver en dichter
- Jacobus van Wijk Roelandszoon (1781-1847), Nederlands geograaf, onderwijzer en schrijver
- Jan van Wijk (1919-2003), Nederlands kunstschilder
- Leo van Wijk (1946), Nederlands topfunctionaris
- Maria Cornelia (Mijke) van Wijk (1974), Nederlands radiojournaliste
- Nicolaas van Wijk (1880-1941), Nederlands taalkundige en hoogleraar
- Remco van Wijk (1972), Nederlands hockeyspeler en hockeycoach
- Rien van Wijk (1939-2024), Nederlands regisseur en televisieproducent
- Rob de Wijk (1954), Nederlands geschiedkundige
- Wiebe van der Wijk (1982), Nederlands dammer
- Wilhelmus (Willem) Wijk (1864-1941), Nederlands militair en Tweede Kamerlid
- Wouter van Wijk (1913-1945), Nederlands verzetsstrijder
- Bernardus Johannes Josephus Wijkamp (1879-1951), Nederlands politicus
- Stefan Wijkamp, Nederlands extreemrechts activist, politicus en neonazi
- Peter Wijker (1971), Nederlands voetballer
- Cornelius Ludovicus de Wijkerslooth (1786-1851), Nederlands geestelijke, priester en bisschop
- Joan Lodewijk de Wijkerslooth de Weerdesteyn (1946), Nederlands rechtsgeleerde, advocaat, rechter en openbaar aanklager
- Roelof Jozef de Wijkerslooth de Weerdesteyn (1946), Nederlands jonkheer, bestuurder en ambtenaar en -topfunctionaris
- Henri de Wijkerslooth de Weerdesteijn (1950), Nederlands politicus
- Karel Lodewijk Cornelis Maria Ignatius de Wijkerslooth de Weerdesteijn (1901-1975), Nederlands jurist en politicus
- Ferdinand Cornelis Karel de Wijkerslooth de Weerdesteyn (1902-1974), Nederlands jonkheer, jurist en ingenieur
- Jean Baptiste Louis Corneille Charles de Wijkerslooth de Weerdesteyn (1873-1936), Nederlands politicus
- Madeleen Leyten-de Wijkerslooth de Weerdesteyn (1935-2016), Nederlands juriste, bestuurster en politica
- Anders Ivar Sven Wijkman (1944), Zweeds politicus
- Marvin Wijks (1984-2025), Nederlands voetballer
- IJje Wijkstra (1895-1941), Nederlands moordenaar
- Stef Wijlaars (1988), Nederlands voetballer
- Erik Wijmeersch (1970), Belgisch atleet
- Peter Cornelis Evert van Wijmen (1938-2015), Nederlands staatsraad in buitengewone dienst, hoogleraar natuurbeschermingsrecht en politicus
- Cisca Wijmenga (1964), Nederlands geneticus
- Elsje Agatha Francisca de Wijn (1944), Nederlands actrice
- Hendrik van Wijn (1740-1831), Nederlands geschiedkundige, oudheidkundige en dichter
- Jan Wijn (1934-2022), Nederlands pianist en pianopedagoog
- Joannes Gerardus (Joop) Wijn (1969), Nederlands politicus en bestuurder
- Juliëtte de Wijn (1962), Nederlands actrice en presentatrice
- Piet (Pieter Cornelis) Wijn (1929-2010), Nederlands stripauteur
- Sven de Wijn (1983), Nederlands acteur
- Wannie de Wijn (1961), Nederlands acteur, toneelschrijver, regisseur en toneeldocent
- Henry Wijnaendts (1932), Nederlands topambtenaar en diplomaat
- Cornelis Johannes Wijnaendts Francken, bekend als Johannes Admirator (1863-1944), Nederlands filosoof en publicist
- Georginio Gregion Emile Wijnaldum (1990), Nederlands voetballer
- Giliano Wijnaldum (1992), Nederlands voetballer
- Wijnand van Assenraad (1764-1855), Nederlands burgemeester
- Ad Wijnands (1959), Nederlands wielrenner
- Daan Wijnands (1970), Nederlands acteur, danser en choreograaf
- Onno Wijnands (1945-1993), Nederlands botanicus
- Robert Wijnands (1971), Nederlands voetballer
- Josephus Gerardus Antonius (Jos) Wijnant (1902-2010), Nederlands gemeentemedewerker en oudste man
- Willem Wijnant (1961), Belgisch wielrenner
- Christian Wijnants (1977), Belgisch modeontwerper
- Ernest Wijnants (1878-1964), Belgisch beeldhouwer
- Jan Jansz. Wijnants (1632-1684), Nederlands kunstschilder, tekenaar en decoratieschilder van interieurs
- Ludwig Wijnants (1956), Belgisch wielrenner
- Marc Wijnants (1956), Belgisch politicus
- Nathalie Wijnants (1976), Vlaams actrice
- Olaf Willem Edward Wijnants (1948), Nederlands acteur
- Sarah Wijnants (1999), Belgisch voetbalster
- Stef Wijnants (1966), Vlaams sportjournalist en voetbalcommentator
- Willy Wijnants (1951), Belgisch bestuurder
- Eefje Wijnberg, pseudoniem van Geerten Jan Maria Meijsing (1950), Nederlands schrijver en vertaler
- Hans Wijnberg (1922-2011), Nederlands chemicus
- Jeffrey Robert Wijnberg (1951), Nederlands klinisch psycholoog, psychotherapeut, schrijver en columnist
- Mieke Helena Ada Boers-Wijnberg (1946), Nederlands politicus
- Nachoem Mesoelam Wijnberg (1961), Nederlands dichter en schrijver
- Nicolaas Wijnberg (1918-2006), Nederlands kunstenaar, kunstschilder en choreograaf
- Piet Wijnberg (1957-2021), Nederlands voetballer
- Rob Wijnberg (1982), Nederlands columnist, journalist, filosoof en publicist
- Selma Engel-Wijnberg (1922-2018), Nederlands onderduikster en Holocaustoverlevende
- Antonius van Wijnbergen (1869-1950), Nederlands politicus
- Sweder Jan Gijsbert van Wijnbergen (1951), Nederlands econoom
- Gerard Wijnen (1930-2020), Nederlands architect
- Hans van Wijnen (1937-1995), Nederlands volleyballer
- Willem Wijnen (1881-1972), Nederlands fietsenmaker en -fabrikant en wethouder
- Maurice Wijnen (1970), Nederlands theater- en televisiemaker
- Bas Wijnen (1980), Nederlands voetballer
- Karel Van Wijnendaele (1882-1961), Vlaams sportjournalist
- Henk Wijngaard (1946), Nederlands zanger
- Jacob Wijngaard (1944), Nederlands wiskundige en hoogleraar
- Edgar Wijngaarde (1912-1997), Surinaams ondernemer en politicus
- Edwin Gustaaf Wijngaarde (1913), Surinaams medicus en politicus
- Frank Wijngaarde (1939-1982), Nederlands journalist
- Thijs Wijngaarde (1947), Nederlands voetballer
- Adriaan (Aad) van Wijngaarden (1916-1987), Nederlands wiskundige en informaticapionier
- Denise Wijngaarden, Nederlands zangeres
- Jip Wijngaarden (1964), Nederlands actrice en kunstschilderes
- Hannah van Wijngaarden (1943), Nederlands politica
- Piet van Wijngaarden (1898-1950), Nederlands motorcoureur
- Sito Wijngaarden (1979), Fries dichter, redacteur en marketingmedewerker
- Theodorus (Theo) van Wijngaarden (1974-1952), Nederlands kunstschilder en restaurateur
- Ysbrant van Wijngaarden (1937-2021), Nederlands kunstschilder
- John Wijngaards (1935-2025), Nederlands auteur en priester
- Cornelis Johan de Lange van Wijngaerden (1752-1820), Nederlands regent, patriot en geschiedschrijver
- Anthonie Jacobus van Wijngaerdt (1808-1887), Nederlands kunstschilder en tekenaar
- Petrus Theodorus (Piet) van Wijngaerdt (1873-1964), Nederlands graficus, kunstschilder, tekenaar, etser en lithograaf
- Frans Van Den Wijngaert (1950), Belgisch voetbalscheidsrechter
- Clyde Wijnhard (1973), Nederlands voetballer van Surinaamse komaf
- Meindert Wijnholt (1929-2019), Nederlands rechter
- Maurits Egbert (Maus) Wijnhout (1932-2000), Nederlands schaatser
- Wierd Sjoerd Wijnia (1925-1998), Nederlands langeafstandsschaatser en sportbestuurder
- Jozef Constant Jeanne (Jos of Joz) Wijninckx (1931-2009), Belgisch politicus
- Igor Wijnker (1972), Nederlands journalist, fotograaf, schrijver, radiomaker en muzikant
- David Joseph Wijnkoop (1876-1941), Nederlands politicus
- Joseph David Wijnkoop (1842-1910), Nederlands (opper)rabbijn en hebraïcus
- Marianne van Wijnkoop-Bosscher (1945-2022), Nederlands actrice en casting director
- Marijke Wijnmaalen (1998), Nederlands atlete
- Henricus Joannes Evert Willem Carel (Henri) Wijnmalen (1889-1964), Nederlands luchtvaartpionier en paardenfokker
- Pierre Jean Carel Wijnnobel (1916-2010), Nederlands componist, tekstdichter en musicus
- Henri Jacob Marie Wijnoldy-Daniëls (1889-1932), Nederlands schermer en militair
- David Wijns (1987), Belgisch voetballer
- Herman Wijns (1931-1941), Belgisch Rooms-katholieke jongen en misdienaar, die een aantal wonderen zou hebben verricht
- Hartog Hank Richard (Harry) Wijnschenk (1964), Nederlands politicus
- Israel Wijnschenk (1895-1943), Nederlands gymnast
- Marjon Wijnsma (1965), Nederlands atlete
- Huibertus Johannes Nicolaas (Ben) Wijnstekers (1955), Nederlands voetballer
- Margreet Wijnstroom (1922), Nederlands detectiveschrijfster, hockeyer, hockeybestuurder en bibliothecaresse
- Emile Linus Alfred Wijntuin (1924-2020), Surinaams politicus
- Barbara Wijnveld (1972), Nederlands kunstenares
- Barend Wijnveld (1820-1902), Nederlands kunstschilder
- David Wijnveldt (1891), Nederlands voetballer
- Jan van Wijnvliet (ca. 1312-1356), Heer van Cuijk (1352-1356) en burggraaf van Heusden (1336-1356)
- Edwin de Wijs (1969), Nederlands voetballer en trainer
- Franciscus Antonius (Deken) de Wijs (1773-1853), Nederlands deken
- Guido de Wijs (1947), Nederlands tekst- en liedjesschrijver en presentator
- Ivo de Wijs (1945), Nederlands cabaretier, tekst- en liedjesschrijver, en radiomaker
- Simon de Wijs (1974), Nederlands bridgespeler
- Manna de Wijs-Mouton (1873-1947), Nederlands beeldend kunstenares en componiste
- Rieky Wijsbek-Lammers (1940-2008), Nederlands beeldhouwster
- Florus Ariël Wijsenbeek (1944), Nederlands jurist en politicus
- Louis Wijsenbeek (1912-1985), Nederlands kunsthistoricus en museumdirecteur
- Anne Marie Louise (Marieke) Wijsman (1975), Nederlands langebaanschaatsster en politieagente
- Nico Jan Wijsman (1948-2006), Nederlands politicus en bestuurder
- Wout Wijsmans (1977), Belgisch volleyballer
- Jan Hillebrand Wijsmuller (1855-1925), Nederlands kunstschilder
- Michiel Wijsmuller, Nederlands ondernemer
- Robbert Wijsmuller (1940-2001), Nederlands filmmaker en ondernemer
- Geertruida (Truus) Wijsmuller-Meijer (1896-1978), Nederlands oorlogsheldin en verzetsstrijdster
- Hella van der Wijst (1964), Nederlands televisiepresentatrice
- Theodorus Edmond Maria (Dick) Wijte (1947), Nederlands politicus
- Willem Abraham Wijthoff (1865-1939), Nederlands wiskundige, getaltheoreticus en meetkundige
- Alexander Johannes Wilhelm (Robbie) Wijting (1925-1986), Nederlands luchtmachtofficier
- Mattheus Wijtmans (1650-1689), Noord-Nederlands kunstschilder
- Maren Leo Wijvekate (1922), Nederlands organisatieadviseur en methodoloog
- Louis de Wijze (1922-2009), Nederlands ondernemer en holocaustoverlevende
- Coosje Wijzenbeek (1948-2021), Nederlands violiste en viooldocente
- Nadia Wijzenbeek, Nederlands violiste

## Wik
- Adolf Jakob Wiklund (1921-1970), Zweeds biatleet
- Gunnar Wiklund (1935-1989), Zweeds schlagerzanger
- Cecilia Wikström (1965), Zweeds politica, predikante en schrijfster
- Maud Solveig Christina Wikström, bekend als Maud Adams (1945), Zweeds actrice

## Wil

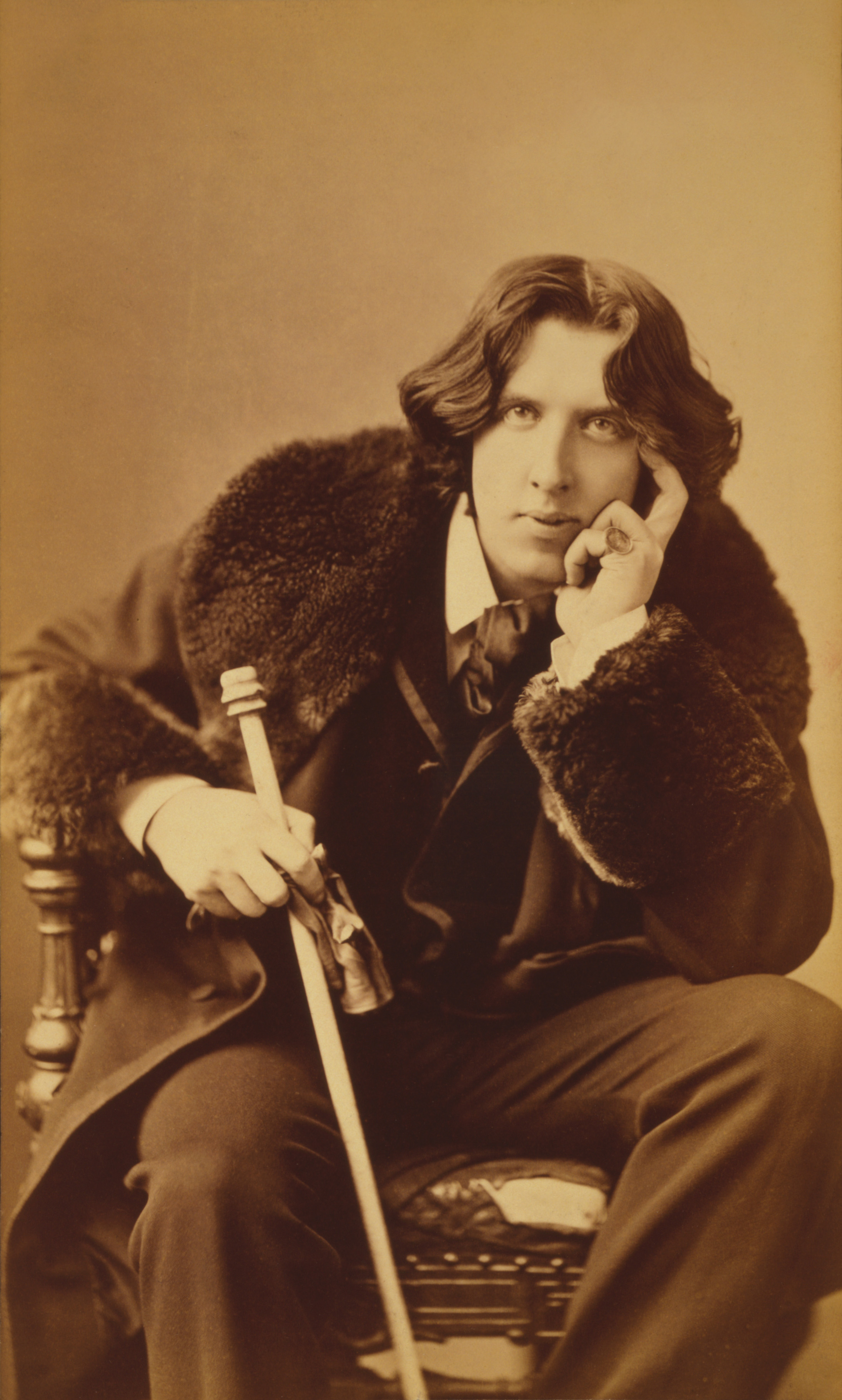
Oscar Wilde (foto: Napoleon Sarony, 1882)

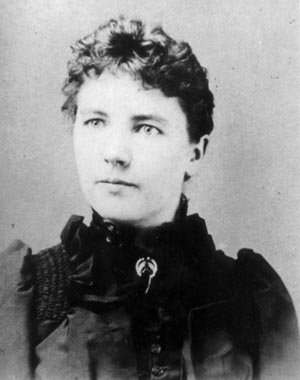
Laura Ingalls Wilder

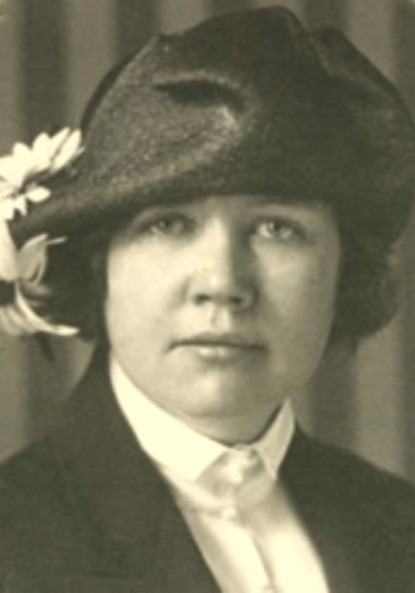
Rose Wilder Lane

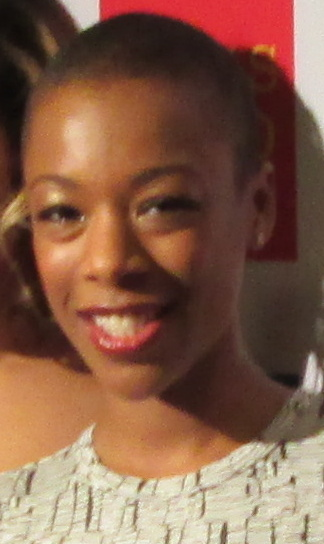
Laura Samira Wiley, 2013

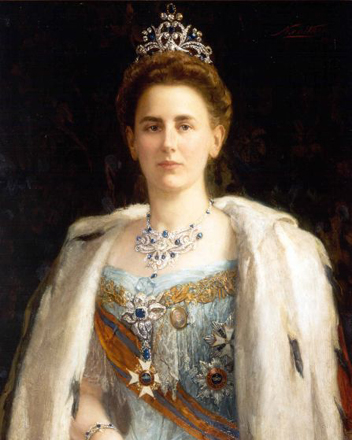
Koningin Wilhelmina

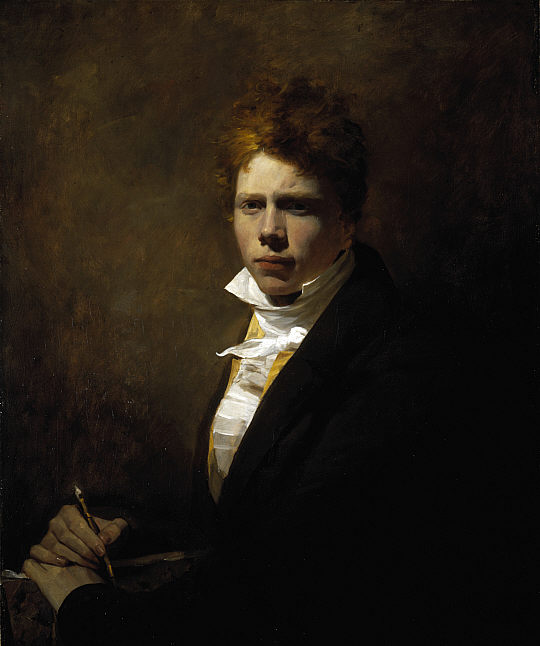
David Wilkie (zelfportret, ca. 1805)

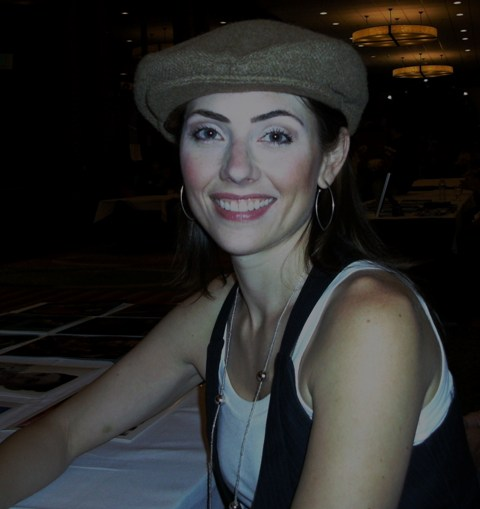
Adrienne Marie Wilkinson

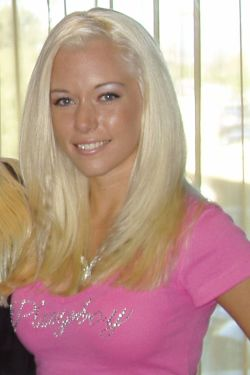
Kendra Leigh Wilkinson

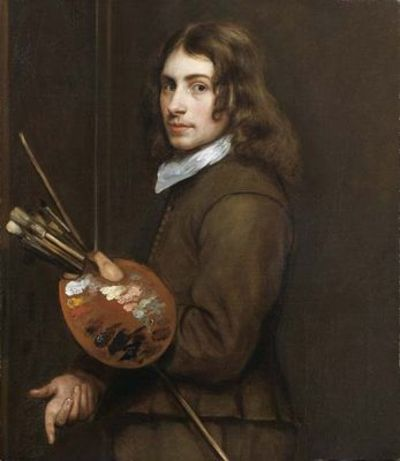
Thomas Willeboirts Bosschaert

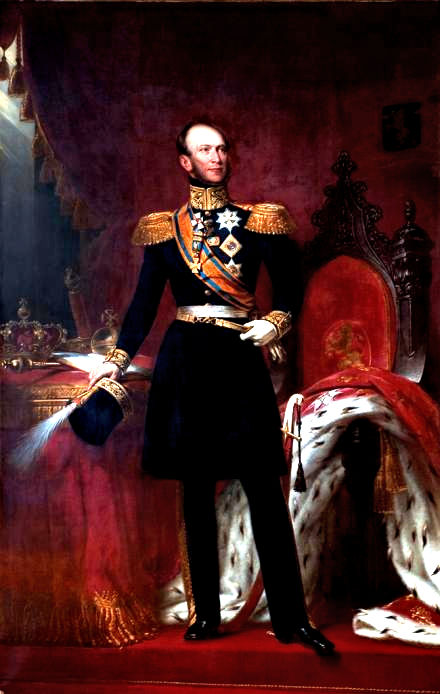
Koning Willem II der Nederlanden

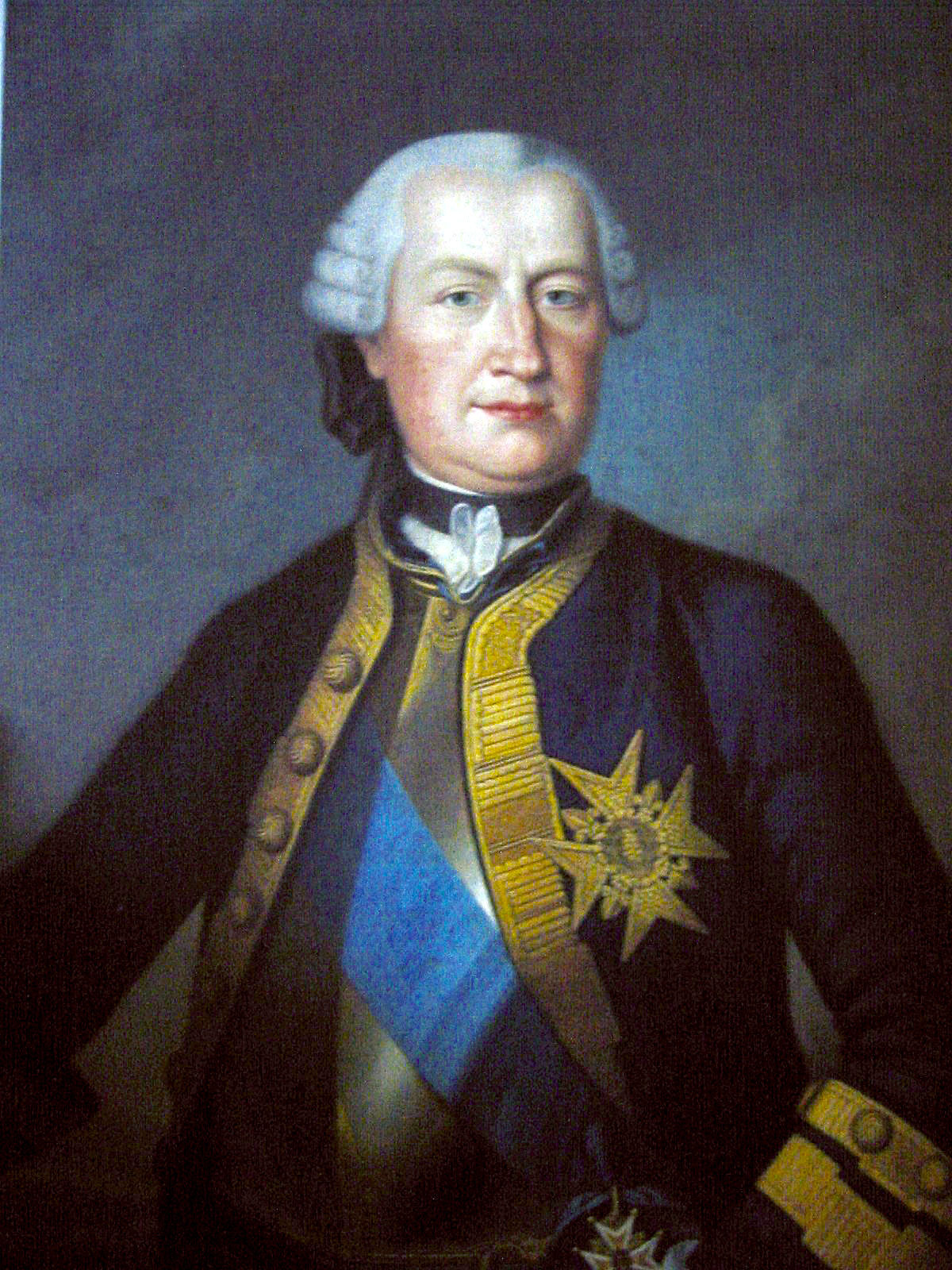
Willem Hendrik van Nassau-Saarbrücken

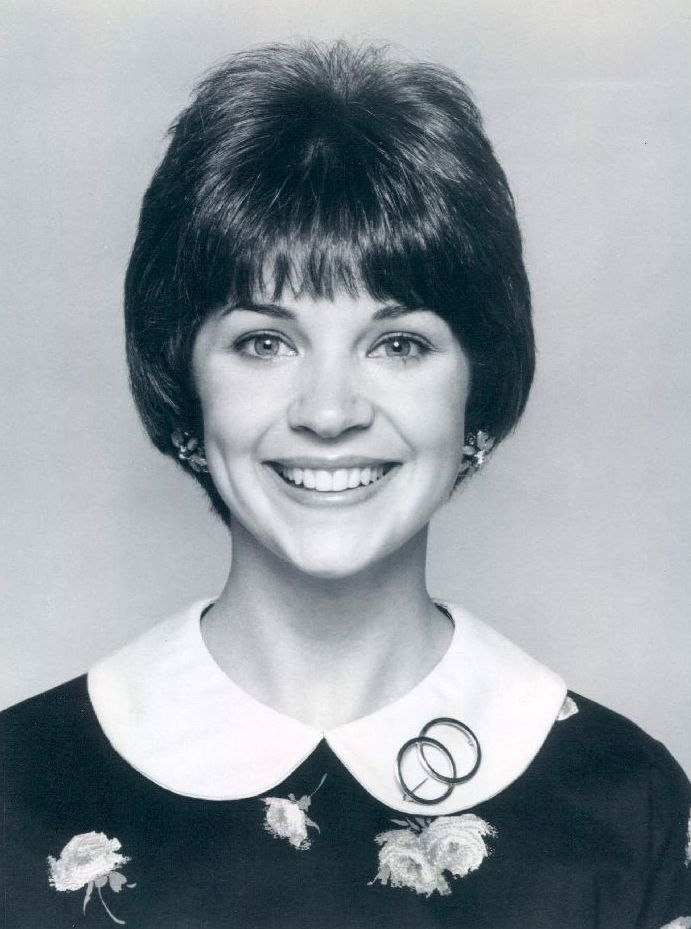
Cindy Williams

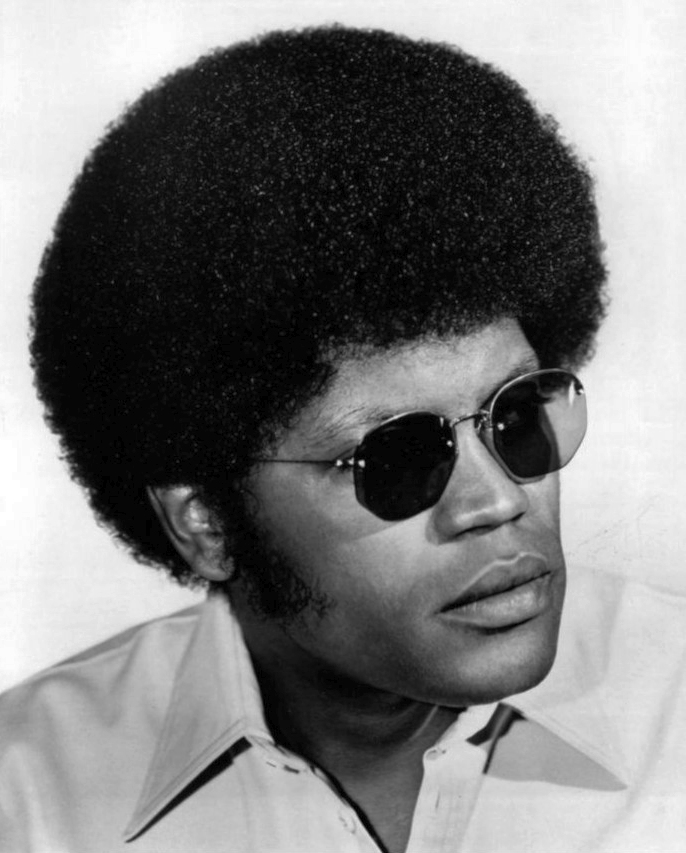
Clarence Williams III (1971)

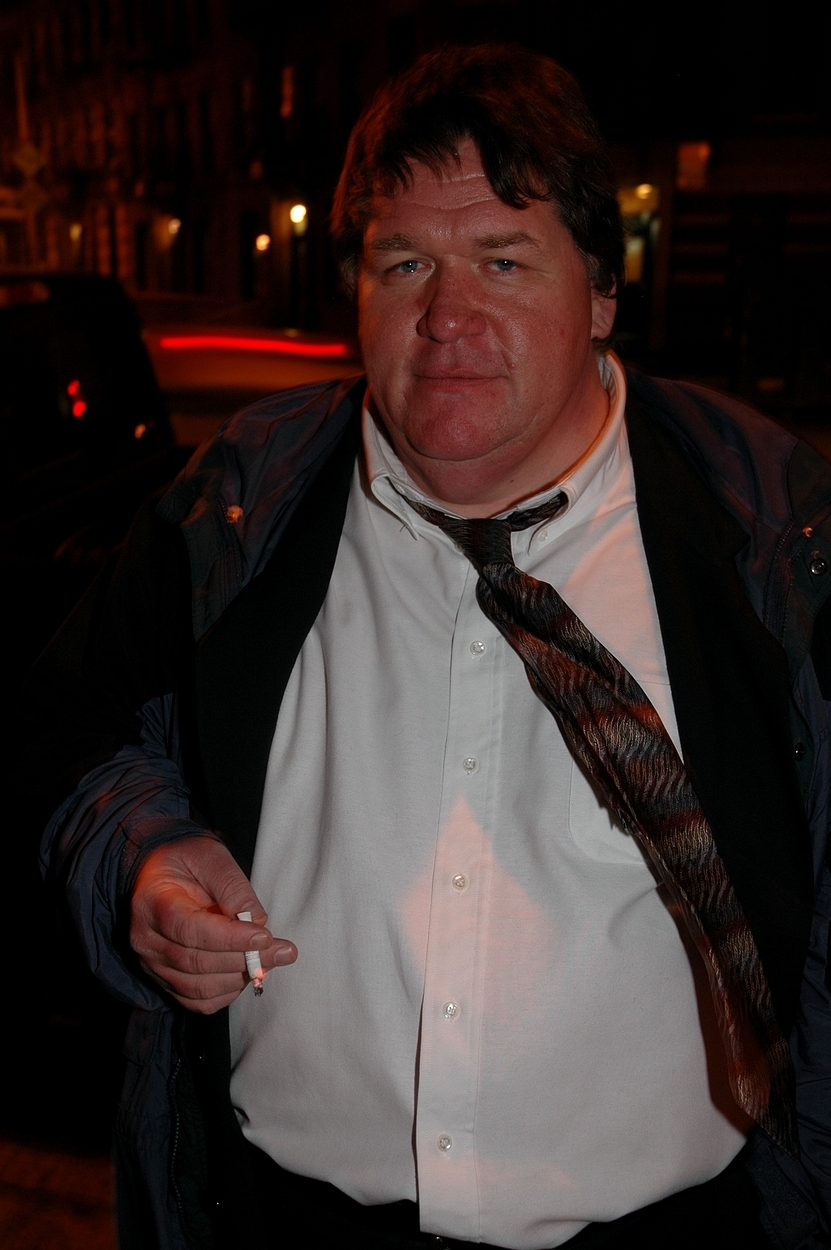
Delaney Williams (2008)

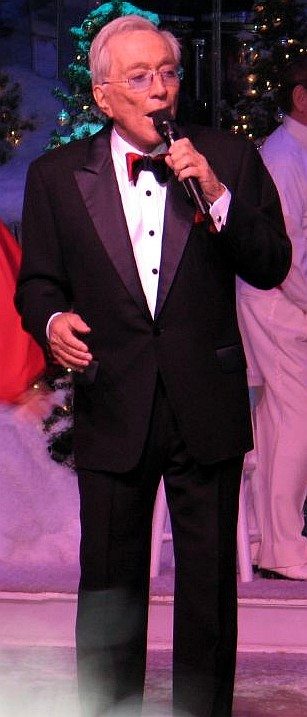
Howard Andrew (Andy) Williams (2006)

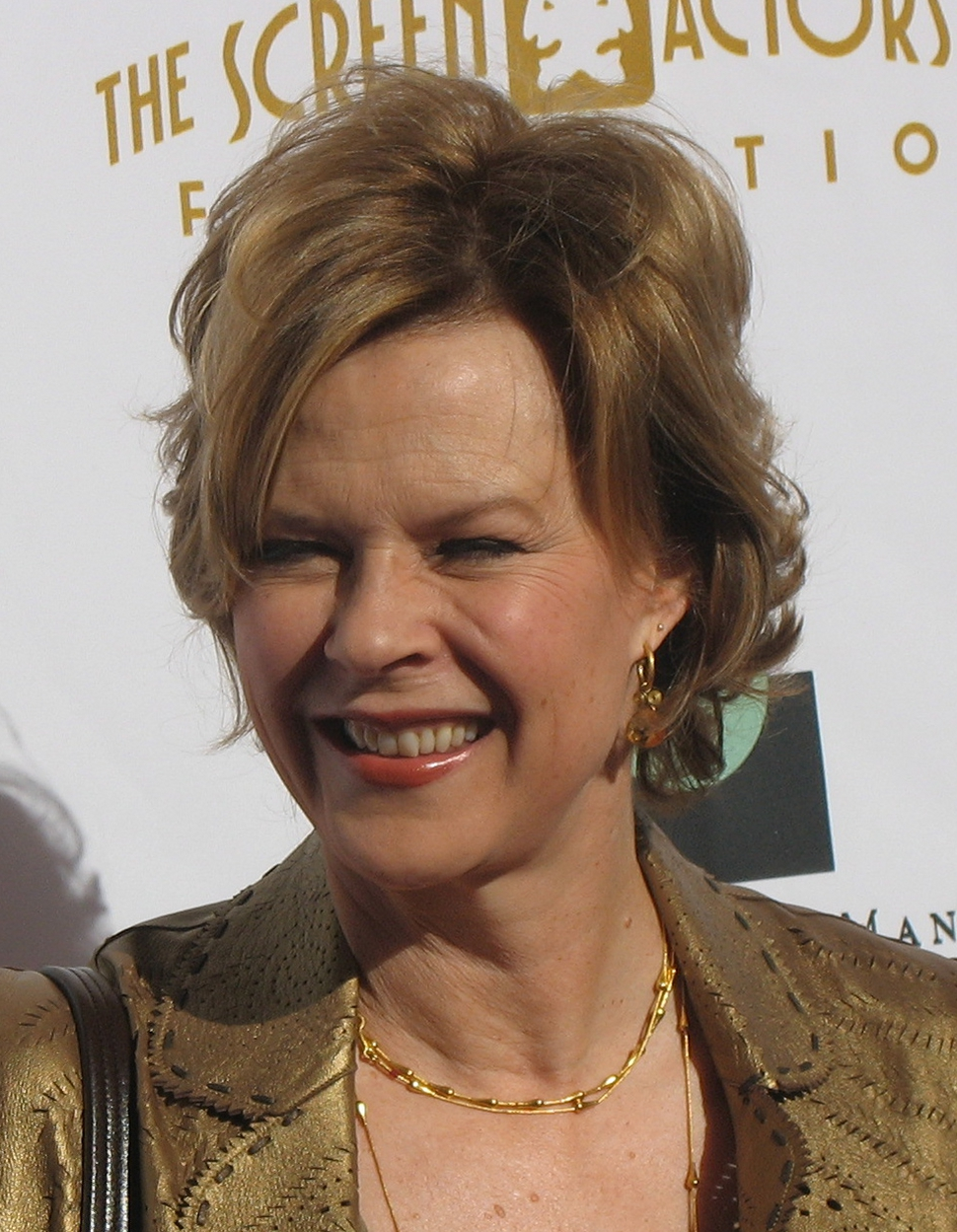
JoBeth Williams

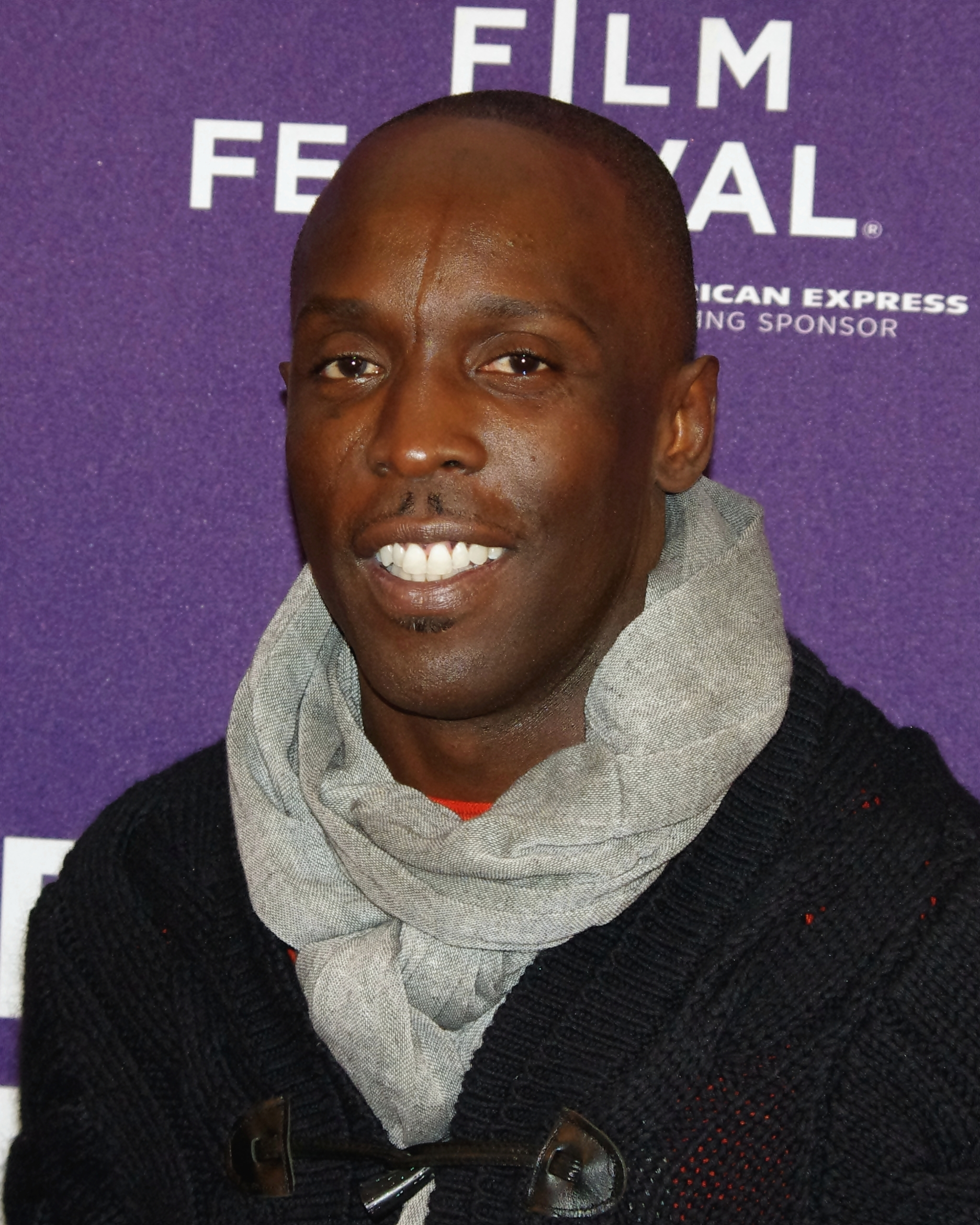
Michael Kenneth Williams 2012

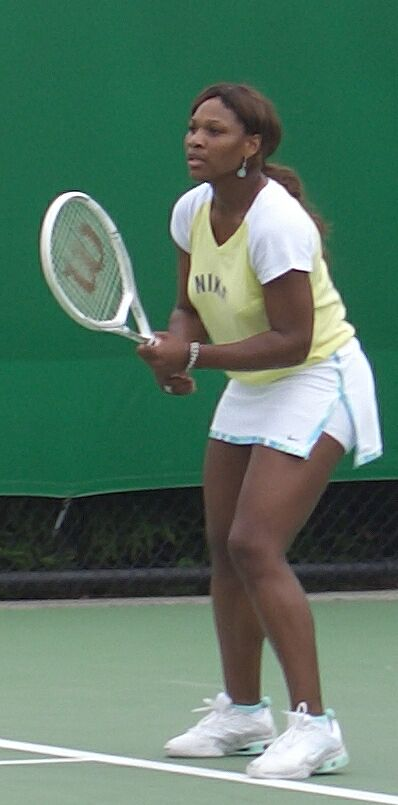
Serena Williams (2006)

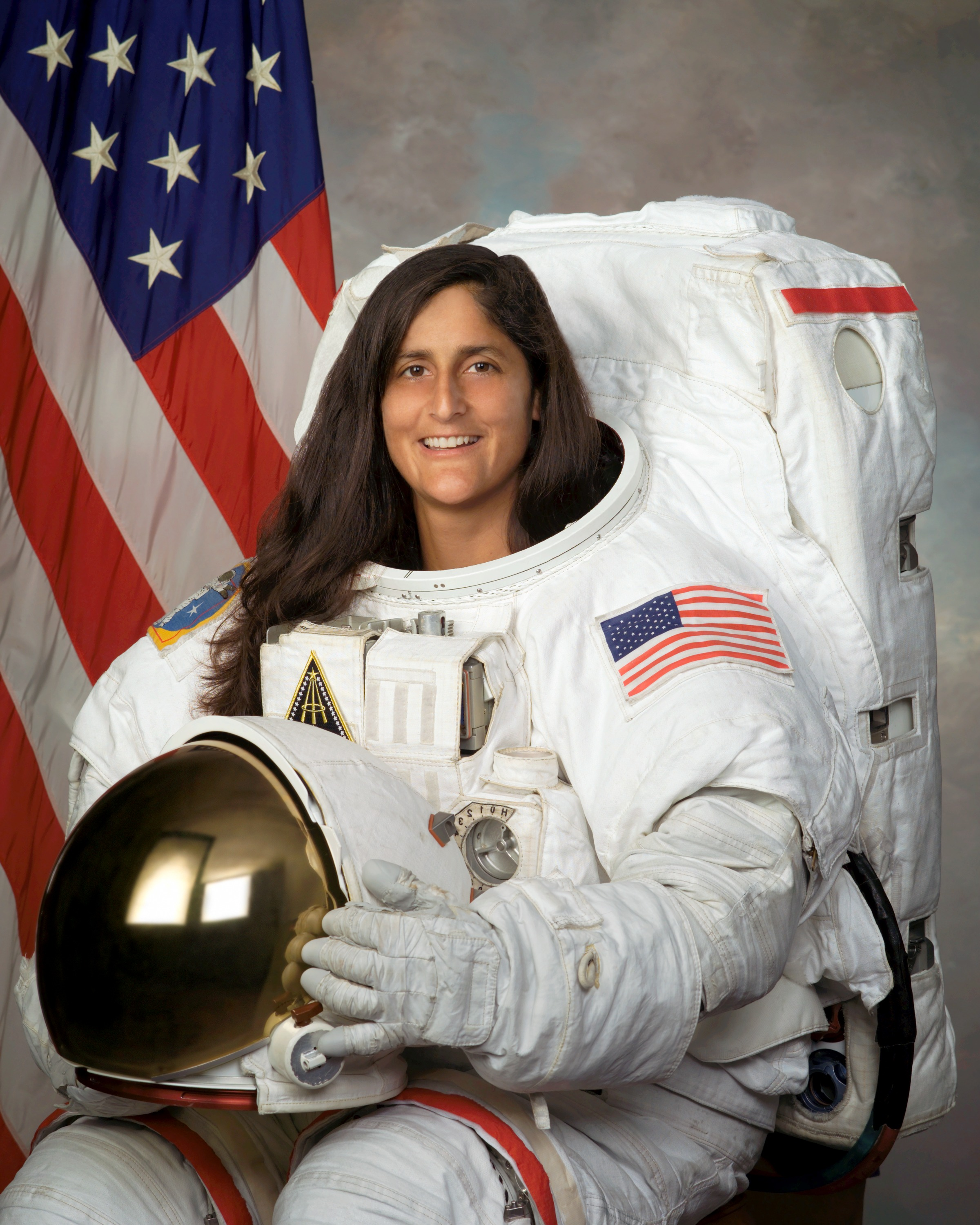
Sunita Williams

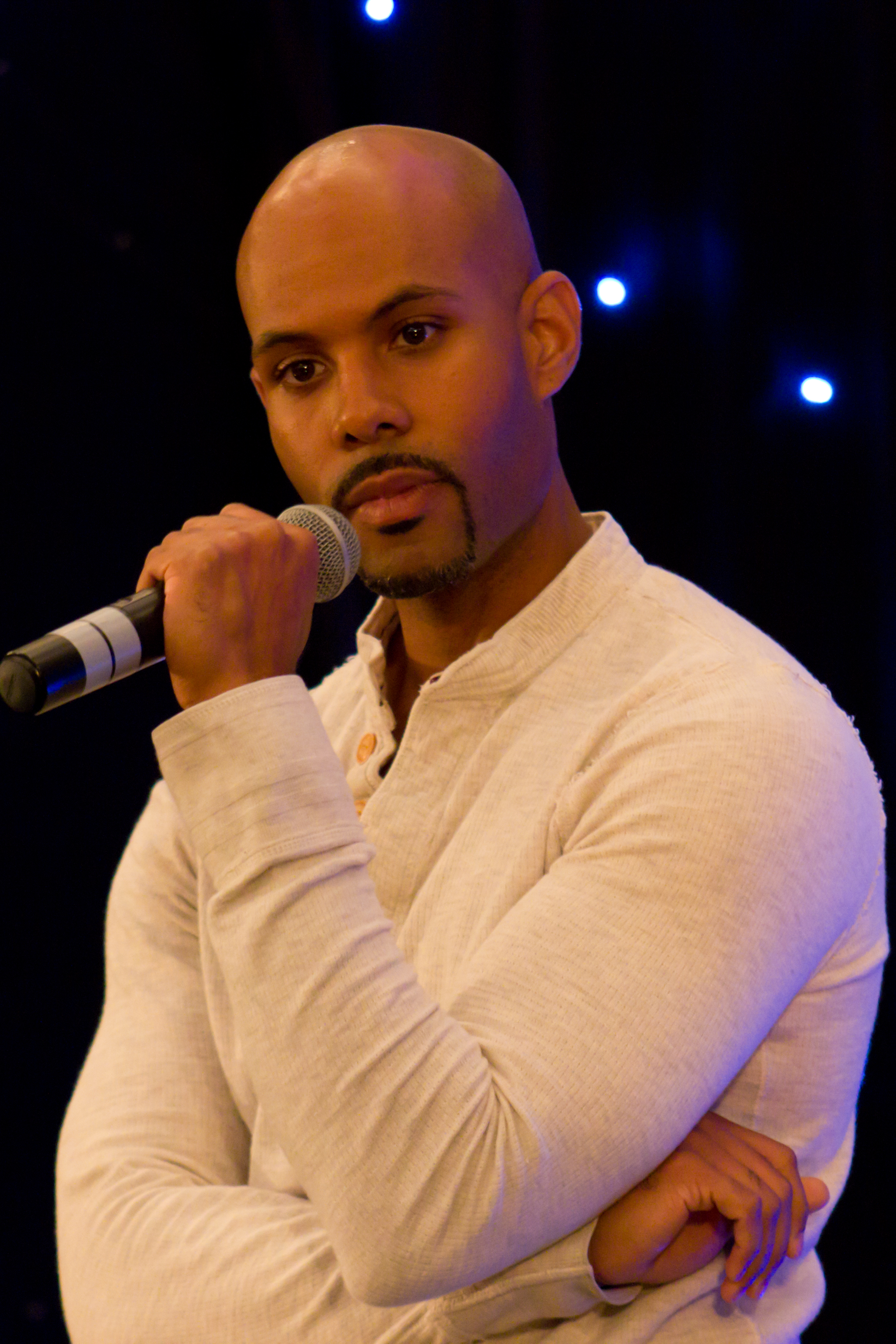
Todd_Williams, 2013

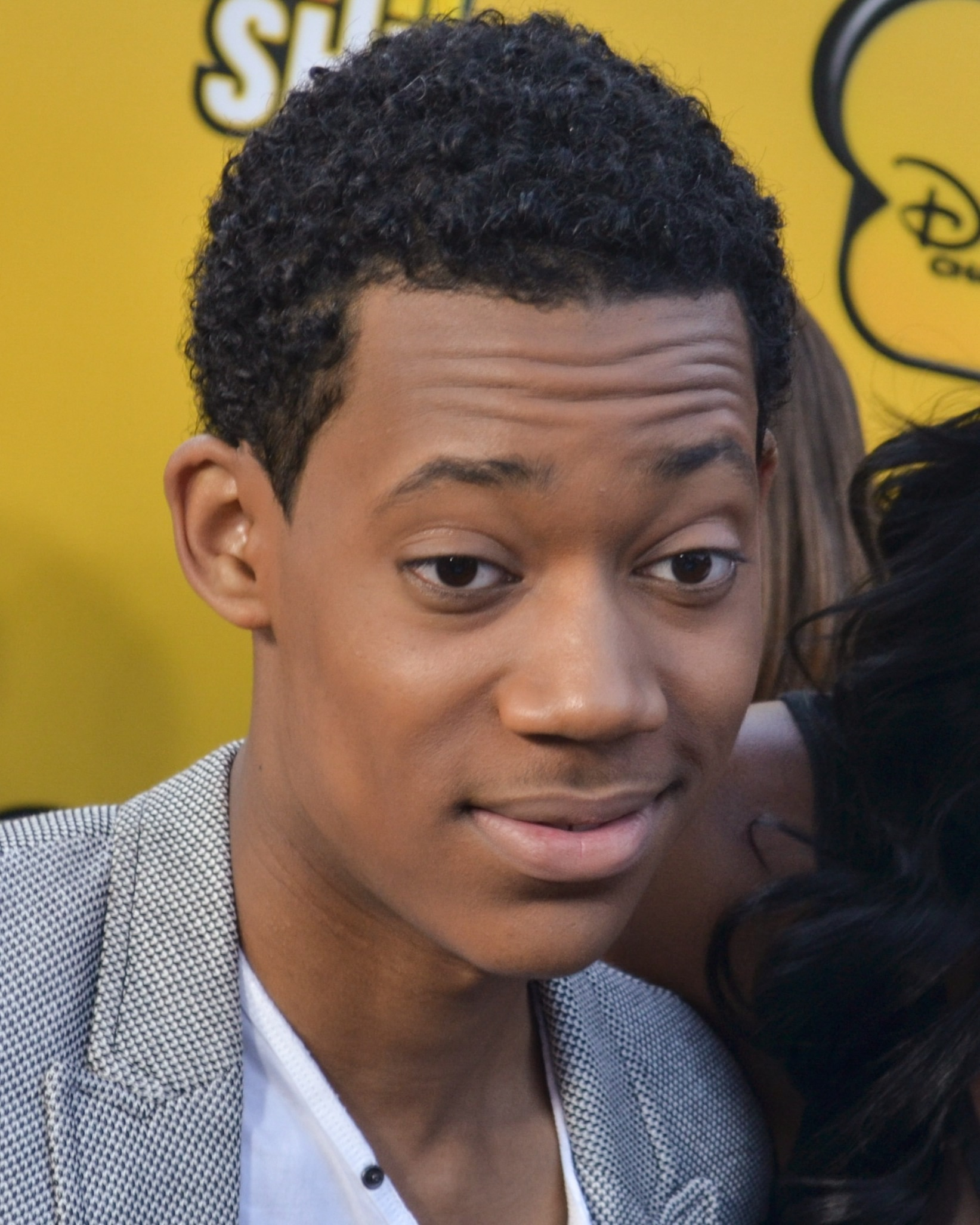
Tyler James Williams (2012)

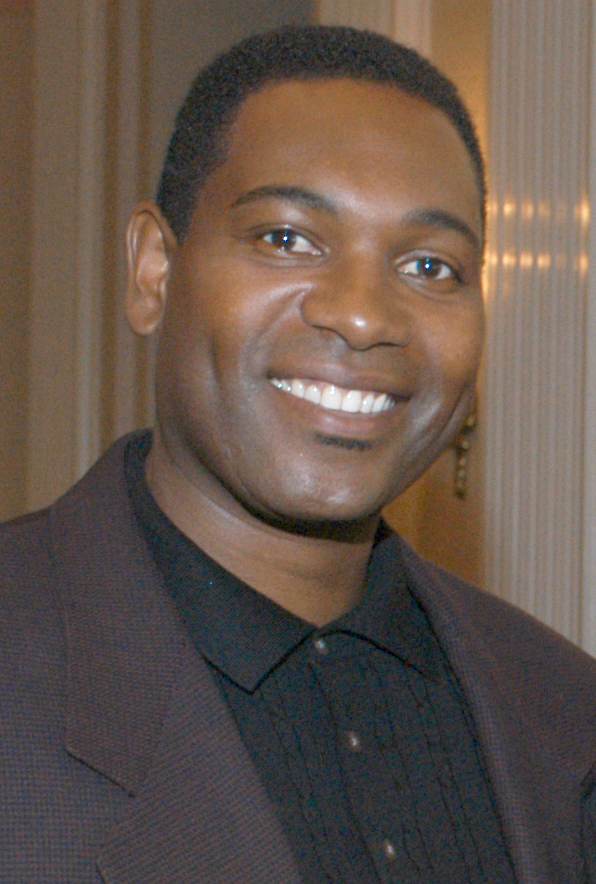
Mykelti Williamson (2003)

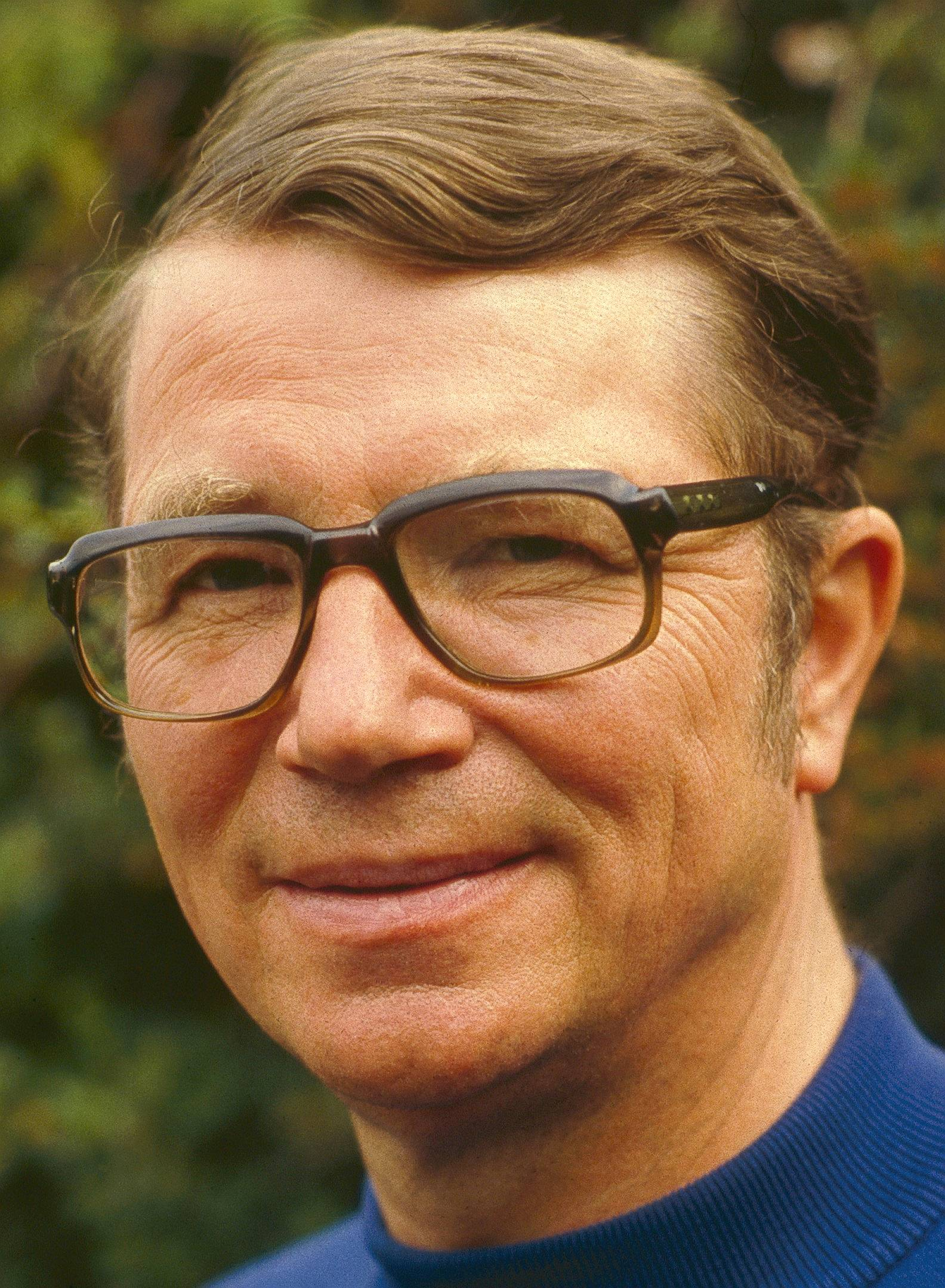
Colin Wilson

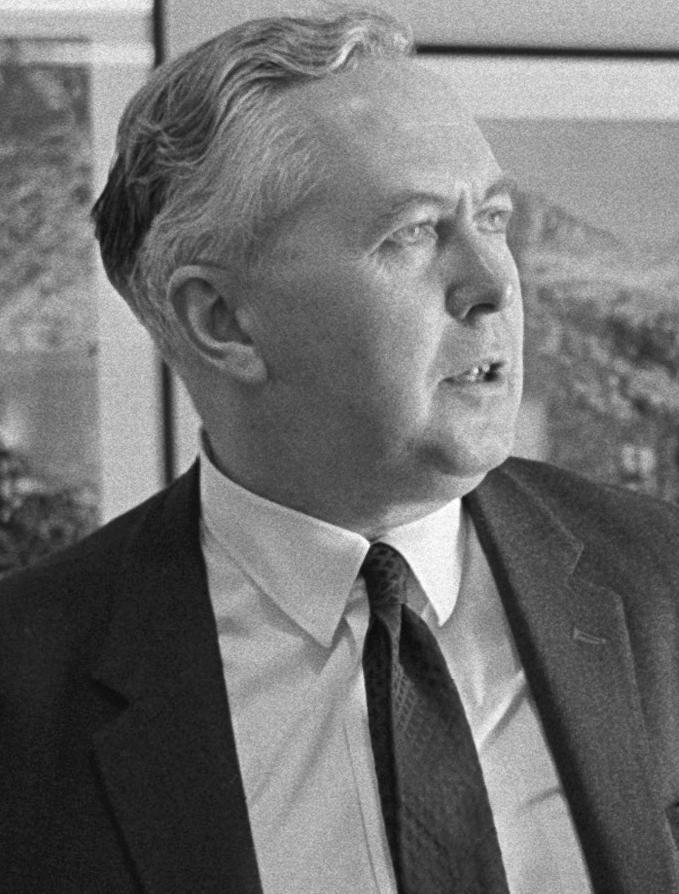
Harold Wilson (1964)

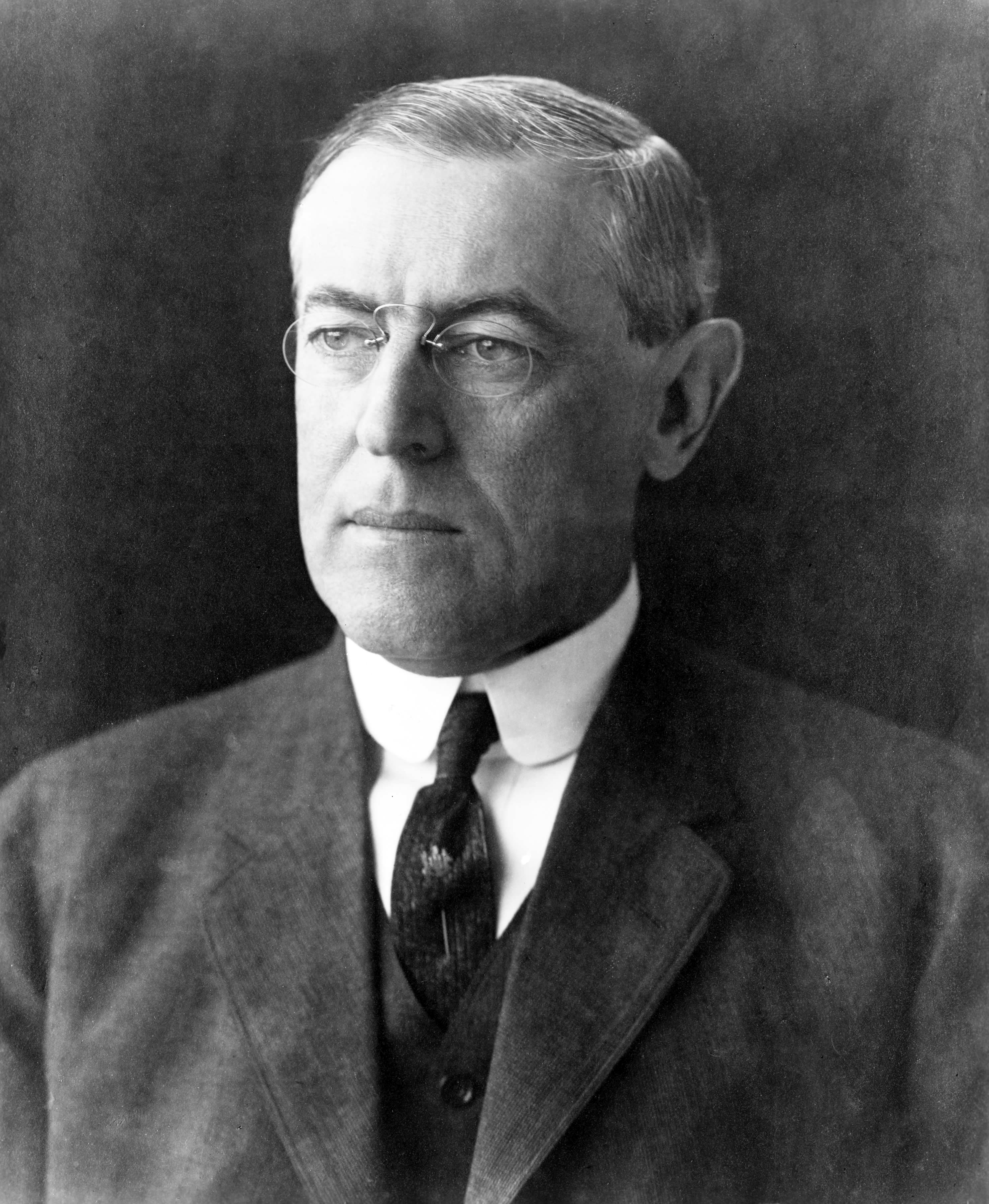
Woodrow Wilson (1912)

- Ratthapark Wilairot (1988), Thais motorcoureur
- Enno Friedrich Wichard Ulrich (Ulrich) von Wilamowitz-Moellendorff (1848-1931), Duits classicus en filoloog
- Johan Wiland (1981), Zweeds voetballer
- Mats Wilander (1964), Zweeds tennisspeler
- Ruby Joyce Wilbar, bekend als Julie Parrish (1940-2003), Amerikaans actrice en producent
- Doreen Wilber (1930-2008), Amerikaans boogschutter
- Kenneth Earl (Ken) Wilber (1949), Amerikaans filosoof
- William Wilberforce (1759-1833), Engels parlementariër en leider van de anti-slavernijbeweging
- Paul Wilbers (1948), Nederlands politicus
- Wilhelmus Arnoldus Franciscus (Wil) Wilbers (1931-2017), Nederlands politicus
- Wilbrand van Oldenburg (†1233), Bisschop van Paderborn (1225-1227) en van Utrecht (1227-1233)
- Wilbrand I van Loccum-Hallermund (ca. 1120-1167), graaf van Hallermund
- Anneke Wilbrink (1973), Nederlands kunstschilder
- Gerrit Jan Wilbrink (1834-1907), Nederlands notaris
- James Wilby (1958), Brits acteur
- James Wilby (1993), Brits zwemmer
- Philip Wilby (1949), Brits componist en muziekpedagoog
- John Wilbye (1574-1638), Engels componist
- Wilchar, pseudoniem van Wilhelm Joseph (Willem) Pauwels (1910-2005), Belgisch kunstenaar
- Gustavo Wilches (1962), Colombiaanse wielrenner
- Gerhard Wilck (1898-1985), Duits luitenant-kolonel
- Johan Carl Wilcke (1732-1796), Duits-Zweeds natuurkundige
- Dennis Wilcock, Brits zanger
- Abbey Wilcox (1996), Australisch freestyleskiester
- Howard (Howdy) Wilcox (1889-1923), Amerikaans autocoureur
- Jackson Wilcox (1989), Amerikaans zwemmer
- James Wilcox (1916), Amerikaans componist, muziekpedagoog en dirigent van Engelse komaf
- Frank Wilczek (1951), Amerikaans natuurkundige en Nobelprijswinnaar
- Georgina Norberta Johanna Franziska Antonie Marie Raphaela von Wilczek (1921-1989), vorstin van Liechtenstein
- Earl Wild (1915-2010), Amerikaans pianist
- Jack Wild (1952-2006), Brits acteur en zanger
- John Robert Francis (Frank) Wild (1873-1939), Brits poolonderzoeker en militair
- Jonathan Wild (1683-1725), Brits crimineel
- Julian Wild (1973), Engels beeldhouwer
- Kirsten Wild (1982), Nederlands wielrenster
- Michelle Wild, pseudoniem van Katalin Vad (1980), Hongaars pornoactrice
- Paul Wild (1921), Zwitsers astronoom en professor
- Rudolf Alexander (Ruud) de Wild (1969), Nederlands radio-diskjockey en kunstenaar
- Vic Wild (1986), Amerikaans-Russisch snowboarder
- Aaron Wildavsky (1930-1993), Amerikaans denker
- Joop Wildbret (1946), Nederlands voetballer
- Bernard de Wilde (1691-1772), Zuid-Nederlands architect
- Bjorn De Wilde (1979), Belgisch voetballer
- Constance Wilde, geboren als Constance Mary Lloyd (1858-1898), echtgenote van de schrijver Oscar Wilde
- Cornelius Louis (Cornel) Wilde (1915-1989), Amerikaans acteur
- Eduard Leo Louis (Edy) de Wilde (1919-2005), Nederlands museumdirecteur
- Etienne De Wilde (1958), Belgisch wielrenner
- Filip Alfons De Wilde (1964), Belgisch voetballer
- Ger van de Velde-de Wilde (1955), Nederlands politicus
- Gilles De Wilde (1990), Belgisch zwemmer
- Henry Tingle Wilde (1872-1912), Brits zeeman
- Jacob Adriaan de Wilde (1879-1956), Nederlands politicus en advocaat
- Jan (Bob) de Wilde (1913-1997), Nederlands politicus
- Jan De Wilde (1944), Vlaams zanger en kleinkunstmuzikant
- John De Wilde (1933), Vlaams zanger
- Kim Wilde, pseudoniem van Kim Smith (1960), Brits popzangeres en tuinier
- Maria de Wilde (1682-1729), Nederlands kunstschilderes en dichteres
- Marty Wilde, pseudoniem van Reginald Leonard Smith (1939), Brits zanger
- Maurice De Wilde (1923-1998), Vlaams journalist en televisiemaker
- Olivia Wilde, pseudoniem van Olivia Jane Cockburn (1984), Amerikaans actrice
- Oscar Wilde, geboren als Oscar Fingal O'Flahertie Wills Wilde (1854-1900), Brits (toneel)schrijver van Ierse komaf
- Pascal De Wilde (1965), Belgisch voetballer van Congolese komaf
- Patrick De Wilde, Belgisch voetballer en voetbaltrainer
- Phil Wilde, pseudoniem van Filip De Wilde (1967), Belgisch house- en technomuziekproducent en diskjockey
- Robert de Wilde (1977), Nederlands fietscrosser
- Sjef De Wilde (1981), Belgisch wielrenner
- Stijn De Wilde (1988), Belgisch voetballer
- Aschwin Wildeboer Faber (1986), Spaans zwemmer
- Jacob (Sergeant) Wildeman (1933-2016), Nederlands onderofficier van het Noordelijk Heilsleger
- Nanning Theodoricus Wildeman (1798-1885), Nederlands burgemeester
- Pieter van der Wilden (1914-1944), Nederlands Engelandvaarder en SOE-agent
- Gerard van den Wildenberg (1741-1825), Nederlands burgemeester
- John van den Wildenberg (1959), Nederlands voetballer
- Rob van den Wildenberg (1982), Nederlands fietscrosser
- Frans Rudolf Wildenhain (1905-1980), Duits pottenbakker en beeldhouwer
- Marguérite Wildenhain-Friedländer, pseudoniem van Marguérite Friedländer (1896-1985), Frans-Amerikaans keramisch kunstenaar, pedagoog en schrijver
- Jan Wildens (ca. 1585-1653), Zuid-Nederlands landschapschilder
- Alexander LaFayette Chew (Alec) Wilder (1907-1980), Amerikaans componist en schrijver
- Gene Wilder, pseudoniem van Jerome Silberman (1933-2016), Amerikaans acteur en komiek
- John Shelton Wilder (1921-2010), Amerikaans politicus
- Laura Ingalls Wilder (1867-1957), Amerikaans schrijfster
- Matthew Wilder, pseudoniem van Matthew Weiner (1953), Amerikaans zanger en songwriter
- Rose Wilder Lane (1886-1968), Amerikaans schrijfster
- Samuel (Billy) Wilder (1906-2002), Amerikaans filmregisseur
- Steve Wilder (1970), Amerikaans acteur
- Thornton Niven Wilder (1897-1975), Amerikaans schrijver
- Yvonne Wilder, (1937-2021), Amerikaans actrice
- Anton van Wilderode, pseudoniem van Cyriel Paul Coupé (1918-1998), Vlaams auteur, dichter, classicus, vertaler en scenarist
- Cor Wilders (1914-1998), Nederlands honkballer en voetballer
- Geert Wilders (1963), Nederlands politicus
- Arthur Ernest Wilder-Smith (1915-1995), Brits scheikundige, farmacoloog en creationist
- Adriaan Geerts Wildervanck (1605-1661), Nederlands vervener
- Maya Wildevuur, pseudoniem van Martje Lammigje (1944-2023), Nederlands kunstschilder
- Frans Wildiers (1905-1986), Belgisch advocaat, politicus en bestuurder
- Max Wildiers (1904-1996), Belgisch priester, filosoof en theoloog
- James (Jamie) Wilding (1973), Zuid-Afrikaans componist, muziekpedagoog en pianist
- Valerie Wildman (1953), Amerikaans actrice
- Benjamin Marshall Wildman-Tobriner (1984), Amerikaans zwemmer
- Naru Wild-Putsorn (1988), Thais voetballer
- Mike Wilds (1946), Brits autocoureur
- Tristan Paul Mack Wilds (1989), Amerikaans acteur
- Daniel Petrus (Daan) Wildschut (1913-1995), Nederlands kunstenaar
- George Petrus Wilhelmus Wildschut (1883-1966), Nederlands kunstschilder, tekenaar en boekbandontwerper
- Jan Wildschut (†1945), Nederlands verzetsstrijder
- Pieter (Piet) Wildschut (1957), Nederlands voetballer
- Rens Wildschut (1985), Nederlands voetballer
- Yanic Wildschut (1991), Nederlands voetballer
- Charles Petrus Wildt (1851-1912), Belgisch figuratief schilder
- Koos van der Wildt (1905-1985), Nederlands voetballer
- Mannin de Wildt, Nederlands televisieregisseur
- Paulina Jacoba (Pauline) van der Wildt (1944), Nederlands zwemster
- Rupert Wildt (1905-1976), Duits-Amerikaans astronoom
- Chase Austin Donlea Wileman (1986), Amerikaans voetballer
- Richard Wileman (20e eeuw), Brits muzikant
- Alex Wilequet (1928), Vlaams acteur
- Tom Wilequet (1959), Belgisch vormgever, illustrator en cartoonist
- Andrew John Wiles (1953), Brits wiskundige
- Freddie Wiles (1905-1983), Engels acteur
- Jason Wiles (1970), Amerikaans acteur
- Charles Albert (Pete) Wiley (1925), Amerikaans componist, dirigent en muziekpedagoog
- Fletch Wiley, Amerikaans componist, arrangeur, trompettist, flügelhornist, dwarsfluitist en musicus
- Frank Earkett Wiley (1949), Amerikaans componist, muziekpedagoog en dirigent
- Samira Wiley (1987), Amerikaans actrice en model
- Wiley, pseudoniem van Richard Kylea-Cowie (1979), Brits rapper
- Wilfetrudis van Nijvel (ca. 610-669), fBelgisch abdis en heilige
- Arthur Wilford (1851-1926), Vlaams pianist, componist, organisator van concerten en muziekcriticus
- Aart Josephus (Boy) van Wilgenburg (1902-1955), Nederlands zwemmer
- Margot Zanstra-Wilgenburg (1919-2010), Nederlands beeldhouwster
- Wout Wilgenburg (1944), Nederlands beeldhouwer en schilder
- Frederik Wilhelm Victor August Ernst van Pruisen (1882-1951), Duits kroonprins
- Georg Albrecht Wilhelm (Wilhelm) von Hohenau (1854-1930), Duits edelman
- Kate Wilhelm (1928), Amerikaans schrijfster
- Kati Wilhelm (1976), Duits biatlete
- Rolf Wilhelm (1927-2013), Duits componist en dirigent
- Wilhelm Frederik Frans Jozef Christiaan Olaf van Pruisen (1906-1940), Duits prins
- Wilhelm Friedrich Heinrich zu Wied (1876-1945), vorst van Albanië tot 1914
- Wilhelmus Paul Karel (Willy) Wilhelm (1958), Nederlands judoka
- Wimie Wilhelm (1961-2023), Nederlands actrice, regisseuse en cabaretière
- Wilhelm I van Duitsland (1797-1888), koning van Pruisen (1861-1888), hertog van Saksen-Lauenburg (1865-1876) en Duits keizer (1871-1888)
- Wilhelm II (1859-1941), keizer van Duitsland en koning van Pruisen (1888-1918)
- Frederica Louisa Wilhelmina van Pruisen (1774-1837), prinses van Pruisen, koningin van Nederland en groothertogin van Luxemburg (1815-1837)
- Frederica Sophia Wilhelmina van Pruisen (1751-1820), Prinses van Pruisen en echtgenote van Willem V van Oranje-Nassau
- Frederika Sophia Wilhelmina van Pruisen (1709-1758), markgravin van Bayreuth
- Wilhelmina Behmenburg Cooper (1939-1980), Nederlands, later Amerikaans, fotomodel en ondernemer
- Wilhelmina Ernestina van Denemarken (1650-1706), dochter van koning Frederik III van Denemarken en Sophia Amalia van Brunswijk-Lüneburg
- Wilhelmina Helena Pauline Maria der Nederlanden (1880-1962), koningin van Nederland (1890-1948)
- Wilhelmina Louisa van Hessen-Darmstadt, pseudoniem van Natalia Aleksejevna van Rusland (1755-1776), Russisch grootvorstin
- Wilhelmina Louise van Baden (1788-1836), Prinses van Baden
- Wilhelmina Caroline van Denemarken (1747-1820), keurvorstin van Hessen-Kassel
- Wilhelmina Christina van Nassau-Siegen (1629-1700), Duits gravin
- Thorsten Wilhelms (1969), Duits wielrenner
- Christian Wilhelmsson (1979), Zweeds voetballer
- Joop Wilhelmus (1944-1994), Nederlands pornograaf
- Stephen Earl Wilhite (1948-2022), Amerikaans informaticus
- Kathleen Wilhoite (1964), Amerikaans actrice, zangeres en songwriter
- Jordan Wilimovsky (1994), Amerikaans zwemmer
- Marie Chris (Chris) Wiliquet (1946-2010), Vlaams auteur en bacterioloog
- Maurice Guillaume Wiliquet (1913-1991), Belgisch kunstenaar
- Brad Wilk (1968), Amerikaans drummer
- Birthe Wilke (1936), Deens zangeres
- Kristof Wilke (1985), Duits roeier
- Marina Wilke (1958), Oost-Duits stuurvrouw bij het roeien
- Daniel Wilken (1989), Duits acteur
- Rolf Wilkening (1911), Duits leider van de Deutsch-Vlämische Arbeitsgemeinschaft
- Piter Wilkens (1959), Nederlands zanger, gitarist, componist en tekstschrijver
- David Wilkerson (1931-2011), Amerikaans evangelist, voorganger en christelijk schrijver
- W.F. Wilkerson, Amerikaans vliegenier
- John Wilkes (1725-1797), Brits journalist, politicus, demagoog en dandy
- Maurice Vincent Wilkes (1913-2010), Brits informaticus
- Servaas (Faas) Wilkes (1923-2006), Nederlands voetballer
- Cornelis (Cees) Wilkeshuis (1896-1982), Nederlands schrijver
- Andrew Fetterly Wilkes-Krier, bekend als Andrew W.K. (1979), Amerikaans allround rockmuzikant
- David Wilkie (1785-1841), Schots schilder
- David Wilkie (1954-2024), Brits zwemmer
- Kyle Wilkie (1991), Schots voetballer
- Paul Anton Wilking (1924-2005), Nederlands verzetsstrijder, dierenrechtenactivist en crimineel
- Bob Wilkins (1932-2009), Amerikaans televisiepersoonlijkheid
- Dean Wilkins (1962), Engels voetballer en voetbaltrainer
- John Wilkins (1614-1672), Brits cryptograaf, parlementariër en bisschop van Chester (1668-1672)
- Mac Wilkins (1950), Amerikaans atleet
- Maurice Hugh Frederick Wilkins (1916-2004), Brits natuurkundige
- Raymond Colin (Ray) Wilkins (1956-2018), Engels voetballer
- Adrienne Marie Wilkinson (1977), Amerikaans actrice
- Bruce Wilkinson (1940), Amerikaans auteur
- Colm Wilkinson (1944), Iers musicalacteur en zanger
- David Todd Wilkinson (1935-2002), Amerikaans astronoom
- Desi Wilkinson, Noord-Iers fluitspeler en zanger
- Geoffrey Wilkinson (1921-1996), Brits chemicus en Nobelprijswinnaar
- George Wilkinson (1879-1946), Brits waterpolospeler
- James Hardy Wilkinson (1919-1986), Brits wiskundige en informaticus
- John Gardner Wilkinson (1797-1875), Brits reiziger, schrijver en egyptoloog
- Jonathan Peter (Jonny) Wilkinson (1979), Engels rugbyspeler
- Julia Rose Wilkinson (1987), Canadees zwemster
- Kendra Leigh Wilkinson (1985), Amerikaans televisiepersoonlijkheid en model
- Thomas Jeffrey (Tom) Wilkinson (1948), Engels acteur
- Timothy David (Tim) Wilkinson (1978), Nieuw-Zeelands golfer
- Trevor Wilkinson (1923-2008), Engels autobouwer en ondernemer
- Lee Wilkof (1951), Amerikaans televisie- en theateracteur
- Józef Wilkón (1930), Pools illustrator
- Guy Wilks (1981), Brits rallyrijder
- Luke Wilkshire (1981), Australisch voetballer
- Anne Will (1966), Duits journaliste, nieuwslezeres en presentatrice
- Nathaniel Will (1989), Nederlands voetballer
- Will.i.am, pseudoniem van William James Adams Jr (1975), Amerikaans rapper, zanger, muziekproducent en acteur van Jamaicaanse komaf
- Erik Willaarts (1961), Nederlands voetballer
- Adriaan Willaert (ca. 1490-1562), Vlaams componist, dirigent, muziekleraar en kapelmeester
- John Willaert, Vlaams acteur
- Lien Willaert (1976), Vlaams presentatrice, filmregisseur, journaliste en mediafiguur
- Steve Willaert, Belgisch componist en muziekproducent
- Wim Willaert (1967), Belgisch acteur, regisseur en muzikant
- Valentine Willaert-Fontan, geboren als Valentine Fontan (1882-1939), Belgisch kunstschilderes
- Abraham Willaerts (ca. 1608-1669), Nederlands kunstschilder en tekenaar
- Adam Willaerts (1577-1664), Nederlands kunstschilder
- Magdeleine Willame-Boonen (1940), Belgisch politica
- Mimosa Willamo (1994), Fins actrice
- Fred Willard (1939), Amerikaans acteur en komiek
- Samuel Willard (1640-1707), Amerikaans geestelijke
- David Willcocks (1919), Engels organist en koordirigent
- George Henry Willcocks (1899-1962), Brits componist, militaire kapelmeester en kornettist
- Toyah Willcox (1958), Brits actrice en zangeres
- Carl Ludwig Willdenow (1765-1812), Pruisisch botanicus, farmaceut en taxonoom
- Conrad Ulrich Sigmund (Ulrich) Wille (1848-1925), Zwitsers generaal
- Dwight Wille (1989), Belgisch voetballer
- Eduard Wille (1850-1911), Belgisch burgemeester
- Johan George (Joop) Wille (1920-2009), Nederlands voetballer
- Julius Wille (1987), Nederlands voetballer
- Paul Wille (1949), Vlaams politicus
- Thomas Willeboirts Bosschaert (1613-1654), Zuid-Nederlands schilder
- Jan Aernout van der Does de Willebois (1930-2007), Nederlands cardioloog en arts
- Petrus Josephus Johannes Sophia Maria van der Does de Willebois (1843-1937), Nederlands jonkheer, burgemeester en lid van de Eerste Kamer
- Pieter Joseph August Marie (Joseph) van der Does de Willebois (1816-1892), Nederlands politicus
- Sophia Johanna Maria (Sophie) van der Does de Willebois (1891-1961), Nederlands keramiste
- Elisabeth Willeboordse (1978), Nederlands judoka
- Johannes Gerardus Maria Willebrands (1909-2006), Nederlands kardinaal, aartsbisschop en metropoliet
- Albert Willecomme (1900-1971), Frans fotograaf, uitgever van postkaarten en kunstschilder
- Willehad (ca. 740-789), Brits missionaris en heilige
- Veerle Willekens (1980), Belgisch voetbalster
- Roelie Willekes (1934), Nederlands schilderes
- Thijs Willekes (1977), Nederlands visagist en televisiepresentator
- Big Willem, pseudoniem van Willem van Boxtel (1955), Nederlands verdachte
- Christophe Willem, pseudoniem van Christophe Durier (1983), Frans zanger
- Willem, pseudoniem van Bernard Willem Holtrop (1941), Nederlands cartoonist
- Willem de Veroveraar (ca. 1027-1087), hertog van Normandië (1035-1087) en koning van Engeland (1066-1087)
- Willem Nicolaas Alexander Frederik Karel Hendrik der Nederlanden (1840-1879), Prins van Oranje, prins der Nederlanden, prins van Oranje-Nassau
- Willem die Madocke maecte (13e eeuw), Vlaams schrijver en dichter
- Willem I, geboren als Willem Frederik van Oranje-Nassau (1772-1843), koning van de Nederlanden (1815-1840)
- Willem I de Cock van Weerdenburg (1275-1318), Heer van Weerdenburg (1275-1318)
- Willem I van Ponthieu (1095-1171), graaf van Ponthieu (1110-1126) en van Alençon
- Willem I van Angoulême, geboren als Willem Taillefer (†962), graaf van Angoulême (916-962)
- Willem I van Apulië (†1046), graaf van Apulië (1042-1046)
- Willem I van Aquitanië (†918), graaf van Auvergne (885-918) en hertog van Aquitanië (893-918)
- Willem I van Béarn (1166-1224), burggraaf van Béarn (1214-1224)
- Willem I van Beieren-Burghorn (ca. 1442-onbekend), Nederland heer van Burghorn
- Willem I van Beieren-Schagen, bekend als Willem 'de Bastaard' van Holland (1387-1473), Heer van Schagen (1427-1465), admiraal van Holland, kastelein van Medemblik en opperkamerling van Philips van Bourgondië
- Willem I van Bellême (†1031), Heer van Bellême (1005-1031)
- Willem I van Berg (†1308), graaf van Berg (1296-1308)
- Willem I van Boulogne (1137-1159), graaf van Boulogne (1153-1159)
- Willem I van Bourgondië (1020-1087), graaf van Bourgondië (1057-1087) en graaf van Mâcon (1078-1087)
- Willem I van Brederode (ca. 1228-1285), Nederlands heer van Brederode
- Willem I van Bronkhorst (ca. 1171-ca. 1225), Heer van Bronkhorst en graaf van Salland in leen van Gelre
- Willem I van Bures (†1142), Prins van Galilea (1119-1142)
- Willem I van Chalon (1085-1166), graaf van Chalon (1113-1166)
- Willem I van Cranendonck (voor 1243-ca. 1285), Heer van Cranendonck en van Eindhoven
- Willem I van Dampierre (1130-1161), Heer van Dampierre (1151-1161)
- Willem I van den Bergh (14e eeuw), graaf van het Land van den Bergh (1360-1400)
- Willem I van der Marck Lumey, bekend als Willem met de Baard (ca. 1446-1485), heer van Lummen
- Willem I van Egmont (ca. 1180-1234), heer van Egmont (1208-1234)
- Willem I van Hessen-Kassel (1743-1821), landgraaf en keurvorst van Hessen-Kassel (1785-1821)
- Willem I van Holland (ca. 1175-1222), graaf van Holland (1203-1222)
- Willem I van Horne (1200-1264), Nederlands edelman, heer van Horn en van Helmond
- Willem I van La Roche (†1287), hertog van Athene (1280-1287)
- Willem I van Luxemburg (1070-1129), graaf van Luxemburg (1096-1120)
- Willem I van Meißen (1343-1407), markgraaf van Meißen (1349-1407) en landgraaf van Thüringen (1349-1382)
- Willem I van Namen (1324-1391), markgraaf van Namen (1337-1391)
- Willem I van Nassau-Dillenburg, bekend als Willem de Rijke (1487-1559), graaf van Nassau-Dillenburg (1516-1559)
- Willem I van Normandië, bekend als Willem Langzwaard (ca. 907-942), hertog van Normandië (927-942)
- Willem I van Provence (ca. 955-993), graaf van Provence (968-993)
- Willem I van Schotland (ca. 1142-1214), koning van Schotland (1165-1214)
- Willem I van Sicilië (1122-1166), vorst van Tarente (1138-1144) en koning van Sicilië (1154-1166)
- Willem I van Thouars (1120-1151), burggraaf van Thouars (1139-1151)
- Willem I van Urach, pseudoniem van Frederik Willem Alexander Ferdinand van Urach (1810-1869), hertog van Urach (1857-1869) en graaf van Württemberg
- Willem I van Württemberg (1781-1864), koning van Württemberg (1816-1864)
- Willem (II) Karel Florestan Gero Crescentius (1864-1928), hertog van Urach, graaf van Württemberg en koning van Litouwen
- Willem II (1228-1256), graaf van Holland en van Zeeland (1234-1256) en koning van het Heilige Roomse Rijk (1248-1256)
- Willem II (1626-1650), Nederlands stadhouder van De Republiek en Prins van Oranje (1647-1650)
- Willem II de Cock van Weerdenburg tot Isendoorn (1305-1371), Heer van Weerdenburg, ridder en heer van Isendoorn (1344-1371)
- Willem II der Nederlanden (1792-1849), koning van Nederland (1840-1849)
- Willem II Talvas van Bellême (ca. 995-1052), Heer van Alençon en Heer van Bellême (1035-1047)
- Willem II van Apulië (1095-1127), hertog van Apulië (1111-1127)
- Willem II van Béarn (†1229), burggraaf van Béarn (1224-1229)
- Willem II van Beieren-Schagen (1518-1548), Heer van Schagen (1542-1548) en Burghorn
- Willem II van Berg (1348-1408), graaf en hertog van Berg (1360-1408) en graaf van Ravensberg (1395-1402)
- Willem II van Botroun (13e eeuw), heer van Botroun en Constable van Jeruzalem
- Willem II van Bourgondië (1075-1125), graaf van Bourgondië (1097-1125) en graaf van Mâcon (1097-1125)
- Willem II van Boxtel (†1334), heer van Boxtel en Grevenbroek
- Willem II van Bronkhorst (ca. 1224-ca. 1290), heer van Bronkhorst en van Rekem
- Willem II van Brunswijk-Lüneburg (ca. 1425-1503), hertog van Brunswijk-Wolfenbüttel (1482-1495)
- Willem II van Bures (†1158), vorst van Galilea (1148-1158)
- Willem II van Cerdagne (†1109), graaf van Berga (1094-1109), graaf van Cerdagne (1095-1109) en regent van het graafschap Tripoli (1105-1109)
- Willem II van Chalon (1120-1203), graaf van Chalon (1166-1203)
- Willem II van Cranendonck (ca. 1275-voor 1321), heer van Cranendonck en Eindhoven
- Willem II van Croÿ (1458-1521), hertog van Soria (1516-1521), markies van Aarschot (1518-1521) en graaf van Beaumont (1519-1521)
- Willem II van Dampierre (1196-1231), heer van Dampierre (1216-1231)
- Willem II van den Bergh (1404-1465), heer van den Bergh, Bylandt en Hedel
- Willem II van Diest (?-1439), bisschop van Straatsburg
- Willem II van der Marck Lumey (1542-1578), heer van Lumey, Seraing, Borsset en Minderlecht, erfvoogd van Franchimont en vorst van het Heilige Roomse Rijk
- Willem II van Egmont (ca. 1235-1304), heer van Egmont (1242-1304)
- Willem II van Engeland (ca. 1060-1100), koning van Engeland (1087-1100)
- Willem II van Gulik (†1207), graaf van Gulik (1176-1207)
- Willem II van Gulik (1325-1393), hertog van Gulik (1361-1393)
- Willem II van Henegouwen (1317-1345), graaf van Holland (1337-1345) en graaf van Henegouwen
- Willem II van Hessen (1469-1509), landgraaf van Hessen (1493-1509)
- Willem II van Hessen-Kassel (1777-1847), keurvorst van Hessen (1821-1847)
- Willem II van Horne (1240-1304), heer van Horn, van Altena, van Heeze, van Venloon en van Tilburg
- Willem II van Meißen (1371-1425), markgraaf van Meißen (1407-1425)
- Willem II van Naaldwijk (1340-1395), heer van Naaldwijk (1349-1395)
- Willem II van Namen (1355-1418), markgraaf van Namen (1391-1418)
- Willem II van Nassau-Dillenburg (1670-1724), vorst van Nassau-Dillenburg (1701-1724)
- Willem II van Nevers (1080-1147), graaf van Nevers, van Tonnerre en van Auxerre (1097-1147)
- Willem II van Ponthieu (†1221), graaf van Ponthieu (1191-1221)
- Willem II van Provence (981-1018), graaf van Provence (993-1018)
- Willem II van Sicilië (1153-1189), vorst van Tarente (1157-1189) en koning van Sicilië (1166-1189)
- Willem II van Villehardouin (†1278), vorst van Achaea (1245-1278)
- Willem II van Vlaanderen (1225-1251), heer van Dampierre (1231-1246)
- Willem II van Warenne (ca. 1070-1138), Engels-Normandisch edeleman
- Willem II van Weimar (ca. 945-1003), edelman in Thüringen
- Willem II van Württemberg (1848-1921), koning van Württemberg (1891-1918)
- Willem II Vernachten (ca. 1335-1397), proost van Sint-Donaas in Brugge, grafelijk kanselier en kanselier van Vlaanderen
- Willem III (1650-1702), stadhouder van De Republiek, koning van Engeland (1688-1702)
- Willem III (1817-1890), koning van Nederland (1849-1890)
- Willem III van Aquitanië (900-963), hertog van Aquitanië en graaf van Poitiers (935-963)
- Willem III van Beieren (1375-1435), hertog van Beieren-München (1397-1435)
- Willem III van Bourgondië (1110-1127), graaf van Bourgondië (1123-1127) en graaf van Mâcon (1123-1127)
- Willem III van Bronckhorst (ovl. 1328), ridder, heer van Bronkhorst, Rekem en Batenburg (1300-1328)
- Willem III van den Bergh (1468-1511), graaf van den Bergh en rijksgraaf van het Heilig Roomse Rijk
- Willem III van Gulik (†1218), graaf van Gulik (1207-1218)
- Willem III van Gulik (1364-1402), hertog van Gulik (1393-1402) en van Gelre (1371-1402)
- Willem III van Holland (1187-1337), graaf van Holland en van Henegouwen (1304-1337)
- Willem III van Mâcon (†1156), graaf van Mâcon (1127-1156)
- Willem III van Naaldwijk (1397-1444), heer van Naaldwijk (1427-1444)
- Willem III van Provence (†1038), graaf van Provence (1015-1038)
- Willem III van Saksen (1425-1482), erfelijk hertog van Luxemburg (1439-1443) en landgraaf van Thüringen (1445-1482)
- Willem III van Sicilië (1185-1198), koning van Sicilië (1194)
- Willem III van Toulouse (947-1037), graaf van Toulouse (978-1037)
- Willem III van Weimar (†1039), graaf van Weimar (1003-1039)
- Willem IV (1711-1751), stadhouder van De Republiek
- Willem IV van Aquitanië (937-995), hertog van Aquitanië en graaf van Poitiers (963-995)
- Willem IV van Beieren (1493-1550), hertog van Beieren (1508-1550)
- Willem IV van Bronkhorst (†1410), heer van Bronkhorst (1356-1399)
- Willem IV van den Bergh (1537-1586), graaf van den Bergh (1546-1586)
- Willem IV van Egmont (1412-1483), heer van Egmont (1423-1483) en stadhouder van Gelre
- Willem IV van Gulik (1210-1278), graaf van Gulik (1219-1278)
- Willem IV van het Verenigd Koninkrijk (1765-1837), koning van het Verenigd Koninkrijk en van Hannover (1830-1837)
- Willem IV van Holland (1317-1345), graaf van Holland (1337-1345) en graaf van Henegouwen
- Willem IV van Luxemburg (1852-1912), groothertog van Luxemburg
- Willem IV van Mâcon (†1224), graaf van Mâcon (1184-1224)
- Willem IV van Monferrato (1040-1100), markgraaf van Monferrato (1084-1100)
- Willem IV van Provence (†1030), graaf van Provence
- Willem IV van Saksen-Weimar (1598-1662), hertog van Saksen-Weimar
- Willem V van Aquitanië (969-1030), hertog van Aquitanië en graaf van Poitiers (995-1030)
- Willem V van Beieren (1548-1626), hertog van Beieren (1579-1598)
- Willem V van Brunswijk-Lüneburg (1535-1592), hertog van Brunswijk-Celle (1559-1569), hertog van Brunswijk-Lüneburg (1569-1592)
- Willem V van Holland, pseudoniem van Willem van Beieren (1339-1389), graaf van Holland, graaf van Zeeland, graaf van Henegouwen en hertog van Beieren-Straubing
- Willem V van Horne (1305-1343), Nederlands edelman
- Willem V van Kleef (1516-1592), hertog van Kleef, hertog van Berg, hertog van Gulik en hertog van Gelre
- Willem V van Monferrato (1110-1191), markgraaf van Monferrato (1137-1191)
- Willem V van Nevers (1168-1181), graaf van Nevers, graaf van Tonnerre en graaf van Auxerre (1176-1181)
- Willem V van Oranje-Nassau (1748-1806), Nederlands stadhouder van De Republiek
- Willem VI van Aquitanië (1004-1038), hertog van Aquitanië en graaf van Poitiers (1030-1038)
- Willem VI van Auvergne (†ca. 1136), graaf van Auvergne (1096-1136)
- Willem VI van Hessen-Kassel (1629-1663), landgraaf van Hessen-Kassel (1637-1663)
- Willem VI van Holland, pseudoniem van Willem van Oostervant (1365-1417), hertog van Beieren-Straubing (1404-1417), graaf van Henegouwen (1404-1417) en graaf van Holland (1404-1417)
- Willem VI van Monferrato (1170-1225), markgraaf van Monferrato (1207-1225)
- Willem VII van Aquitanië (1023-1059), hertog van Aquitanië en graaf van Poitiers (1039-1059)
- Willem VIII van Aquitanië (1025-1086), hertog van Aquitanië (1058-1086), graaf van Poitiers (1058-1086) en hertog van Gascogne (1063-1086)
- Willem VIII van Hessen-Kassel (1682-1760), landgraaf van Hessen-Kassel (1751-1760)
- Willem VIII van Monferrato (1422-1483), markgraaf van Monferrato (1464-1483)
- Willem IX van Aquitanië (1070-1126), hertog van Aquitanië en van Gastogne, graaf van Poitiers, van Toulouse en van Rouerge
- Willem IX van Aquitanië (1070-1126), hertog van Aquitanië en van Gascogne (1086-1126), graaf van Poitiers (1086-1126), graaf van Toulouse en van Rouergue (1110-1120)
- Willem IX van Auvergne (†1195), graaf van Auvergne (1194-1195)
- Willem IX van Monferrato (1486-1518), markgraaf van Monferrato (1494-1518)
- Willem X van Aquitanië (1099-1137), hertog van Aquitanië (1126-1137), graaf van Poitiers (1126-1137) en hertog van Gascogne (1126-1137)
- Willem X van Auvergne (ca. 1195-1247), graaf van Auvergne (1224-1247)
- Willem XI van Auvergne (†1280), graaf van Auvergne (1277-1280) en graaf van Boulogne (1277-1280)
- Willem XII van Auvergne (1300-1332), graaf van Auvergne (1325-1332) en graaf van Boulogne (1325-1332)
- Willem met de Hoorn, pseudoniem van Willem van Gellone (ca. 752-ca. 812), hertog van Aquitanië, graaf van Toulouse en graaf van Oranje
- Lodewijk Willem August van Baden (1829-1897), Prins van Baden en Pruisisch generaal
- Willem van Beaujeu (†1291), grootmeester van de Orde van de Tempeliers
- Willem van Berg-Ravensberg (1382-1428), bisschop van Paderborn en graaf van Ravensberg
- Willem van Bourges, bekend als Willem (Guillaume) van Donjeon (ca. 1150-1209), Frans aartsbisschop en heilige
- Willem van Bronkhorst-Batenburg (1556-1573), heer van Steyn en Batenburg
- Willem August Lodewijk Maximiliaan Frederik van Brunswijk-Wolfenbüttel-Bevern (1806-1884), hertog van Brunswijk
- Willem van Chalon-Arlay (ca. 1417-1475), heer van Arlay en prins van Oranje
- Willem van Champeaux (ca. 1070-1121), Frans filosoof en theoloog
- Willem van Chartres (†1218), grootmeester van de Orde van de Tempeliers
- Willem van Conches (ca. 1090-na 1154), Frans filosoof
- Willem van Croÿ (1497-1521), Zuid-Nederlands aartsbisschop van Toledo
- Willem van Gelre (†1076), Nederlands bisschop
- Willem van Gennep (†1362), aartsbisschop van Keulen
- Willem van Ieper (ca. 1070-1156), voorman in het graafschap Vlaanderen
- Willem van Lüneburg (1300-1369), hertog van Brunswijk-Lüneburg (1330-1369)
- Guillaume Marie Louis Christian (Willem) van Luxemburg (1963), Prins van Luxemburg
- Willem van Maleval, bekend als Willem de Kluizenaar (†1157), Frans zalige en ordestichter
- Willem van Malmesbury (ca. 1090-ca. 1143), Engels historicus en kroniekschrijver
- Frederik Willem Nicolaas van Mecklenburg (1827-1879), hertog van Mecklenburg
- Willem van Nassau-Siegen (1592-1642), graaf van Nassau-Siegen (1624-1642), veldmaarschalk van het Staatse leger (1633-1642)
- Willem van Nassau-Weilburg (1570-1597), graaf van Nassau-Weilburg (1593-1597)
- Willem van Nottingham (13e eeuw), Engels franciscaan
- Willem van Oranje, bekend als Willem de Zwijger (1553-1584), Nederlands stadhouder en leider van de opstand tegen Spanje en stadhouder van De Republiek
- Willem van Perche (†1226), bisschop en graaf van Perche
- Willem van Poitiers (1153-1156), Engels kroonprins, graaf van Poitiers
- Willem van Poitou (1136-1164), markgraaf van Dieppe
- Frederik Willem Karel van Pruisen (1783-1851), Pruisisch prins, militair en diplomaat
- Willem van Rodez (†1208), graaf van Rodez
- Willem van Rubroeck (ca. 1210-ca. 1270), Vlaams franciscaan en ontdekkingsreiziger
- Willem van Saeftinghe (12e-13e eeuw), Zuid-Nederlands lekenbroeder en militair
- Frederik Willem Ernst van Schaumburg-Lippe (1724-1777), graaf van Schaumburg-Lippe
- Willem van Septimanië (†849), graaf van Barcelona
- Willem van Sonnac (†1250), Grootmeester van de Orde van de Tempeliers (1247-1250)
- Willem van Tripoli (13e eeuw), Dominicaner monnik en auteur
- Willem van Vercelli (1085-1142), Italiaans kluizenaar, congregatiestichter en heilige
- Willem van Warenne (ca. 1035-1088), Normandisch edelman in Engeland
- Karel Willem Lodewijk Bernadotte van Zweden (1884-1965), Zweeds prins
- Willem Adriaan I van Nassau-LaLecq (ca. 1632-1705), graaf van Nassau en heer van Odijk (in naam, nooit mee beleend) en van Kortgene (1670-1705), heer van Zeist (1677-1705), heer van Blikkenburg (1687-1705)
- Willem Adriaan II van Nassau-LaLecq (1704-1759), graaf van Nassau, vrijheer van Bergen (1708-), heer van Odijk, Kortgene, Zeist, Driebergen, Mijlpolder, Krabbe, Middelharnis, Driebergen (1742-) en heer van Hoogenhuizen (1704-1759)
- Willem-Alexander der Nederlanden (1967), Nederlands kroon-prins
- Willem Astanovus I van Fézensac (†1064), graaf van Fézensac (1032-1064)
- Willem Augustus van Groot-Brittannië, bekend als Willem van Cumberland (1721-1765), Brits generaal en hertog
- Willem Frederik van Gloucester (1776-1834), Brits prins
- Willem Frederik van Nassau-Dietz (1613-1664), vorst van Nassau-Dietz (1654-1664), stadhouder van Friesland (1640-1664), stadhouder van Groningen en Drenthe (1650-1664) en militair
- Willem Hendrik van Gloucester, pseudoniem van Willem Hendrik van Groot-Brittannië (1743-1805), lid van de Britse koninklijke familie, hertog van Gloucester
- Willem Hendrik van Saksen-Eisenach (1691-1741), hertog van Saksen-Eisenach (1729-1729)
- Willem Hendrik I van Nassau-Usingen (1684-1718), vorst van Nassau-Usingen (1702-1718)
- Willem Hendrik van Nassau-Saarbrücken (1718-1768), vorst van Nassau-Saarbrücken (1728-1768)
- Willem-Jozef Alexander van Looz-Corswarem (1732-1803), vorst van Rheina-Wolbeck (1803)
- Willem Lodewijk van Nassau-Dillenburg (1560-1620), stadhouder van Friesland (1584-1620) en graaf van Nassau-Dillenburg (1606-1620)
- Willem Lodewijk van Nassau-Saarbrücken (1590-1640), graaf van Nassau-Saarbrücken
- Willem Lodewijk van Württemberg (1647-1677), hertog van Württemberg (1674-1677)
- Willem Maurits van Nassau-Ouwerkerk (1679-1753), Nederlands graaf van Nassau, heer van Woudenberg (1712-1753), heer van Ouderkerk (1749-1753) en militair
- Willem Maurits van Nassau-Siegen (1649-1691), graaf en vorst van Nassau-Siegen
- Willem Otto van Nassau-Siegen (1607-1641), officier in het Zweedse leger
- Eva Willemarck (1984), Belgisch atlete en bobsleester
- Frans Willeme (1952), Nederlands burgemeester
- Ad Willemen (1941-2013), Nederlands beeldend kunstenaar
- Charles Willemen, Belgisch sinoloog, Indiakundige en boeddholoog
- Jan Willemen (1912-1985), Nederlands glazenier en graficus
- Karel Willemen (1967), Nederlands vormgever
- Kees Willemen (1943), Nederlands politiek cartoonist

- Adriaan Willems (1617-1652), Zuid-Nederlands missionaris
- Alice Willems, bekend als Peggy (1950), Vlaams zangeres
- Annick Willems (1961), Belgisch politica en burgemeester
- Antoinette Willems (1949), Nederlands beeldhouwster
- Arnold Willems (1932), Vlaams acteur
- Bram Willems (1981), Belgisch radiopresentator
- Charles Willems (1907-1974), Belgisch politicus
- Daniel Willems (1956-2016), Belgisch wielrenner
- Dick Willems (1954), Nederlands arts, wijsgeer en hoogleraar
- Eddy Willems (1950), Belgisch nijveraar, politicus en burgemeester
- Edmond Willems (1831-1895), Belgisch politicus
- Ferdy Willems (1944-2018), Belgisch politicus
- Fieke Willems (1982), Nederlands turnster
- Florent Willems (1823-1905), Belgisch kunstschilder
- François Willems (1958), Belgisch atleet
- Frans Willems, bekend als Sooi Willems (1912-1990), Belgisch priester
- Frederik Willems (1979), Belgisch wielrenner
- Geert Willems (1961), Belgisch acteur en regisseur
- Ghisleen Willems (1933), Belgisch politicus
- Gladys Willems (1977), Belgisch boogschutster
- Henricus Petrus Theresia Maria (Henk) Willems (1947), Nederlands politicus
- Henri Willems (1899-onbekend), Belgisch bobsleeër
- Henriëtte Willems(1955), Nederlands zangeres, bekend als Linda Williams
- Huub Willems (1944), Nederlands rechter
- Jacques Willems (1939), Belgisch hoogleraar en universiteitsrector
- Jan Willems (1907-1997), Belgisch politicus
- Joannes Franciscus (Jan Frans) Willems (1793-1846), Vlaams schrijver en lid van de Vlaamse Beweging
- Jeffrey Willems (1969-2022) Nederlands radiopresentator
- Jennifer Willems (1947-2015), Nederlands actrice
- Jeroen Willems (1962-2012), Nederlands acteur en zanger
- Jetro Willems (1994), Nederlands voetballer
- Johannes Martinus (Joan) Willems (1909-1974), Nederlands politicus
- Johannes Wilhelmus Maria (Joop) Willems (1915-1989), Nederlands kunstschilder
- Jos Willems (1948), Nederlands beeldhouwer
- Jos Willems (?), Belgisch sportjournalist
- Julian Willems (1992), Nederlands voetballer
- Karen Willems (1979), Belgisch drumster
- Jacobus Matheus (Ko) Willems (1900-1983), Nederlands wielrenner
- Lien Willems (1987), Belgisch golfspeler
- Liva Willems (1933-2002), Vlaams psychotherapeute en schrijfster; pseudoniem van GodeLiva Uleners
- Louis Willems (1822-1907), Belgisch geneeskundige
- Luc Willems (1964), Belgisch politicus
- Ludwig Willems (1966), Belgisch wielrenner
- Maarten Willems (1958), Nederlands (tekst)dichter
- Manoël Willems (?), Belgisch golfspeler
- Mark Willems (1947), Vlaams acteur
- Maurice Willems (1929), Belgisch voetballer
- Max Willems (1999), Nederlands acteur
- Menno Willems (1977), Nederlands voetballer
- Michael Willems (1959), Nederlands-Canadees fotograaf
- Oscar Willems (1990), Belgisch acteur
- Paul Willems (1912-1997), Belgisch schrijver
- Pieter Willems (1840-1898), Nederlands-Belgisch bestuurder, classicus en hoogleraar
- Pieter Jan Willems (1786-1868), Belgisch politicus
- Raymond Willems (1952), Belgisch politicus
- Raynor Willems (1989), Nederlands badmintonspeler
- Reinier (Rein) Willems (1945), Nederlands politicus
- Ron Willems (1966), Nederlands voetballer
- Steeven Willems (1990), Frans voetballer
- Suzanne Willems (1975), Nederlands beeldhouwster
- Syberich Willems (?-ca. 1532), Deens-Noors politica
- Theodorus (Theo) Willems (1891-1960), Nederlands handboogschutter
- Tony Willems (1939), Belgisch acteur en regisseur
- Victor Willems (1877-1918), Belgisch schermer
- Wil Willems (1944-2011), Nederlands atleet
- Wilbert Jan Willems (1946), Nederlands politicus
- Willem Willems (1878-1965), Belgisch politicus
- Willem Willems (1950-2014), Nederlands archeoloog en hoogleraar
- Willy Willems (1963), Belgisch wielrenner
- Wim Willems (1951), Nederlands historicus en schrijver
- Wim Willems (1960), Belgisch hoofdredacteur
- Leocadia Lilian (Lia) Willems-Martina (1949), Curaçaos politica
- Anna Agatha Maria (Ans) Willemse-van der Ploeg (1936), Nederlands politica
- Henk Willemse (1915-1980), Nederlands kunstenaar
- Ingrid Willemse (1968), Nederlands model, actrice, scenarist en presentatrice
- Joannes Cornelis Willemse (1800-1872), Nederlands politicus
- Laura Eveline (Laurien) Willemse (1962), Nederlands hockeyspeelster
- Wijbrecht (Brecht) Willemse (1897-1984), Nederlands lerares, politica en verzetsstrijdster in WOII
- August Willemsen (1936-2007), Nederlands vertaler en schrijver
- Chris Willemsen (1972), Belgisch acteur
- Daniël Johan Nico Willemsen (1975), Nederlands motorcoureur
- Elfje Willemsen (1985), Belgisch atlete en bobsleester
- Marien Willemsen (1984-2023), Nederlands voetballer
- Mary Kok-Willemsen (1978), Nederlands voetbaltrainster
- David Willemsens (1975), Belgisch veldrijder
- Ids Willemsma (1948), Nederlands beeldhouwer
- Jenny Willemstijn, bekend als Jenny Lane (1977), Nederlands zangeres
- Jacob de Vos Willemsz (1774-1844), Nederlands dichter en tekenaar
- Jeroen Willemze (1979), Nederlands schaker
- Roek Willemze, bekend als Roek Williams (1943-2005), Nederlands zanger
- Theo Willemze (1931), Nederlands componist en pedagoog
- Thomas Willemze (1982), Nederlands schaker
- Karl Edmund Joachim (Joachim) Willén (1972), Zweeds triatleet
- Heinrich Lehmann-Willenbrock (1911-1986), Duits onderzeebootkapitein
- André Willequet (1921-1998), Belgisch beeldhouwer
- Hans-Joachim Willerding (1952), Oost-Duits politicus
- Alfred Willering (1973), Nederlands componist, dirigent, eufoniumspeler en tubaïst
- Jean-Baptiste Willermoz (1730-1824), Frans mysticus en vrijmetselaar
- Danny Willett (1987), Engels golfspeler
- Eric Willett (1988), Amerikaans snowboarder
- Walter Willett, Amerikaans voedingswetenschapper
- William Willett (1856-1891), Brits uitvinder en voorvechter van het invoeren van de zomertijd
- Adolphe-Léon Willette (1857-1926), Frans kunstschilder, illustrator, en tekenaar
- Karl Willetts (1966), Brits zanger
- Walt Willey (1951), Amerikaans acteur
- Niels William, pseudoniem van William Vaessen (1974), Vlaams zanger, muziekproducent en manager
- Prince William, Duke of Cumberland, Engels voor Willem Augustus van Groot-Brittannië (1721-1765), Brits generaal en hertog
- William, prins van Wales (1982), Prins van het Verenigd Koninkrijk
- William Artur de Oliveira (1982), Braziliaans voetballer
- William Henry Andrew Frederick van Gloucester (1941-1972), prins van Gloucester, lid van het Brits koningshuis
- William of Croÿ, Engels voor Willem van Croÿ (1497-1521), Zuid-Nederlands aartsbisschop van Toledo
- 'Tenitra Michelle Williams (1980), Amerikaans zangeres
- Allan Williams, Engels zakenman en promotor
- Allison Williams (1988), Amerikaans actrice, cabaretière en zangeres
- Amy Joy Williams (1982), Brits skeletonracer
- Andrae Williams (1983), Bahamaans atleet
- Angela Williams (1980), Amerikaans atlete
- Anthony Tillmon (Tony) Williams (1945-1997), Amerikaans jazzdrummer
- Arnold Williams, Amerikaans acteur
- Ashley Williams (1978), Amerikaans actrice
- Beatrice Lucille Williams, bekend als Beatrice Winde (1924-2004), Amerikaans actrice
- Bernard Arthur Owen Williams (1929-2003), Brits filosoof
- Bert Frederick Williams (1920-2014), Engels voetballer
- Betty Williams, geboren als Elisabeth Smyth (1943), Noord-Iers vredesactivist en Nobelprijswinnaar
- Billy Dee Williams (1937), Amerikaans acteur
- Billy Leonard (Sly) Williams (1968), Amerikaans acteur en filmproducent
- Black Benny Williams (ca. 1890-ca. 1924), Amerikaans drummer
- Brian Douglas Williams (1959), Amerikaans nieuwslezer en hoofdredacteur
- Bryan Williams, bekend als Birdman (1969), Amerikaans rapper en ondernemer
- Calan Williams (2000), Australisch autocoureur
- Charles Melvin (Cootie) Williams (1910-1985), Amerikaans jazztrompettist
- Charlie Williams (1950), Brits motorcoureur
- Christa Lee Williams (1978), Amerikaans softbalspeelster
- Christa Williams, pseudoniem van Christa Bojarzin (1926), Duits zangeres
- Christopher Gary Williams (1959), Engels/Zuid-Afrikaans golfer
- Christopher Williams (1972), Jamaicaans atleet
- Cindy Williams (1947-2023), Amerikaans actrice en filmproducente
- Clarence Williams III (1939), Amerikaans acteur
- Cliff Williams (1949), Brits bassist
- Conrad Williams (1982), Brits sprinter
- Cress Williams (1968), Amerikaans acteur
- Crystal Kay Williams, bekend als Kuri (1986), Japans J-pop-artieste
- Curtis Norvell Williams, pseudoniem van Spider Loc (1979), Amerikaans rapper
- Daniel Williams (1989), Amerikaans voetballer
- Danielle Williams (1992), Jamaicaans atlete
- Darnell Williams (1955), Brits soapacteur
- Darrent Williams (1982-2007), Amerikaans Americanfootballspeler
- David Anthony Williams (1980), Amerikaans pokerspeler
- David Edward Williams, bekend als David Edward Walliams (1971), Engels acteur
- David Williams, pseudoniem van Harold Laurence Walters (1918-1984), Amerikaans componist, arrangeur, dirigent, kornettist en tubaïst
- Delaney Williams (1962), Amerikaans acteur
- Deniece Williams, pseudoniem van June Deniece Chandler (1950), Amerikaans zangeres
- Dick Anthony Williams (1934-2012), Amerikaans acteur
- Don Williams, Amerikaans pokerspeler
- Donna Williams (1963), Australisch schrijfster, artieste, zangeres, scriptschrijver en beeldhouwster
- Doug Williams, pseudoniem van Douglas Clayton Durdle (1972), Engels worstelaar
- Edgar Warren Williams (1949), Amerikaans componist en muziekpedagoog
- Eirian Williams (1955), Welsh snookerscheidsrechter
- Emmett Williams (1925-2007), Amerikaans dichter, performancekunstenaar en medeoprichter
- Enid Williams (1960), Brits bassiste
- Ernest Samuel Williams (1881-1947), Amerikaans componist, muziekpedagoog, dirigent en kornettist
- Esther Jane Williams (1921-2013), Amerikaans actrice en zwemster
- Evan Williams (1943), Schots voetballer
- Farley Keith Williams, bekend als Farley Jackmaster Funk, Amerikaans muzikant
- Francis Owen Garbatt (Frank) Williams (1942), Brits autocoureur en ondernemer
- Frank Williams (1931-2022), Engels acteur van Welshe komaf
- Frank Williams (1942-2021), Brits autocoureur en oprichter van het Williams Formule 1-team
- Freddie Williams (1936), Engels caller in de dartssport
- Gareth Williams, Amerikaans acteur
- George Christopher Williams (1926-2010), Amerikaans hoogleraar en evolutiebioloog
- Germaine Williams, bekend als Canibus, Amerikaans rapper
- Gregory Alan Williams (1956), Amerikaans acteur en auteur
- Guy Williams, pseudoniem van Armando Joseph Catalano (1924-1989), Italiaans-Amerikaans televisieacteur
- Harold Williams, bekend als Harold Perrineau Jr. (1963), Amerikaans acteur
- Harry Gregson-Williams (1961), Brits componist
- Harry Llewellyn Williams (1916-1961), Australisch golfspeler
- Hayley Nichole Williams (1988), Amerikaans zangeres en toetsenist
- Hiram King (Hank) Williams (1923-1953), Amerikaans countryzanger en singer-songwriter
- Howard Andrew (Andy) Williams (1927), Amerikaans zanger
- Jake Williams (1974), Brits houseproducer
- Jalen Williams (2001), Amerikaans basketballer
- Jaylin Williams (2002), Amerikaans basketballer
- James Clifton Williams (1923-1976), Amerikaans componist, muziekpedagoog, dirigent en hornist
- James Kimo Lafayette Williams (1950), Amerikaans componist, muziekpedagoog, dirigent en gitarist
- Jane-Kelly Williams, Amerikaans zangeres en gitariste
- Jason Chandler Williams (1975), Amerikaans basketbalspeler
- J.D. Williams (1978), Amerikaans acteur
- Jerry Williams, Amerikaans componist en muziekpedagoog
- Jerry Williams, bekend als Swamp Dogg (1942), Amerikaans soulmuzikant
- Jesse Williams (1983), Amerikaans atleet
- Jesse Williams (1981), Amerikaans acteur en fotomodel
- Joan Franks-Williams (1930-2003), Amerikaans-Israëlisch componiste en dirigente
- JoBeth Williams (1948), Amerikaans actrice en filmregisseuse
- Jody Williams (1950), Amerikaans leraar en Nobelprijswinnaar
- John Alfred Williams (1925), Amerikaans schrijver, journalist en academicus
- John Allen Williams, bekend als John Allen Muhammad (1960-2009), Amerikaans seriemoordenaar
- John Chester Williams (1953), Amerikaans boogschutter
- John Christopher Williams (1941), Australisch gitaarspeler
- John Stanley James (Johnny) Williams (1935-2011), Engels voetballer
- John Towner Williams (1932), Amerikaans componist van filmmuziek
- John Williams, Amerikaans muzikant
- John Williams (1937), Welsh snookerscheidsrechter
- John Williams (1969), Nederlands televisiepresentator en acteur
- John Williams (VC), geboren als John Fielding (1857-1932), Welshmen en gedecoreerde met het Victoria Cross
- Jonathan Williams (1942), Brits Formule 1-coureur
- Joyce Dorothy Amarello-Williams, Surinaams econome en politica
- Katt Micah Williams (1973), Amerikaans komiek en rapper
- Kelli Renee Williams (1970), Amerikaans actrice
- Kenneth S. Williams (1920-1977), Amerikaans componist, muziekpedagoog en jazztrompettist
- Kenrich Williams (1994), Amerikaans basketballer
- Kiely Alexis Williams (1986), Amerikaans actrice en zangeres
- Kimberly Williams (1971), Amerikaans actrice
- Larry Williams (1935-1980), Amerikaans singer-songwriter
- Lauren Williams, bekend als Angelina Love (1981), Canadees worstelaarster
- Lauryn Williams (1983), Amerikaans sprintster
- Leroy Williams (1941-2022), Amerikaans drummer
- Leroy S. Williams (1935), Amerikaans componist en muziekpedagoog
- Linda Williams, pseudoniem van Henriëtte Willems (1955), Nederlands zangeres
- Lisa Williams-Fanjoy, Amerikaans actrice
- Lucinda Williams (1953), Amerikaans singer-songwriter
- Marc Lloyd Williams (1973), Welsh voetballer
- Mark J. Williams (1975), Welsh snookerspeler
- Mark Williams (1959), Engels acteur, tekstschrijver, cabaretier en presentator
- Marline Williams (1961), Amerikaans-Nederlandse actrice en zangeres
- Mary Lou Williams, geboren als Mary Elfrieda Scruggs (1910-1981), Amerikaans jazzpianiste, componiste en arrangeuse
- Matthew Williams (1982), Welsh voetballer
- Max Williams (1990), Engels golfspeler
- McRae Williams (1990), Amerikaans freestyleskiër
- Micheal Douglas Williams (1966), Amerikaans basketballer
- Michael C. Williams (1973), Amerikaans acteur
- Michael Kenneth Williams (1966-2021), Amerikaans acteur
- Michelle Ingrid Williams (1980), Amerikaans actrice
- Michelle Williams (1991), Canadees zwemster
- Mike Williams (1956), Zimbabwaans golfspeler
- Myrna Adele Williams, bekend als Myrna Loy (1905-1993), Amerikaans actrice
- Nelson Williams (1917-1973), Amerikaans jazztrompettist
- Nigel Williams (1954), Vlaams-Brits cabaretier
- Nigel Williams, artiestennaam Digitzz (1988/89), Nederlands-Amerikaans rapper
- Novlene Williams-Mills (1982), Jamaicaans atlete
- Olivia Haigh Williams (1968), Engels film-, toneel- en tv-actrice
- Otis Williams (1941), Amerikaans zanger, producer en songwriter
- Paul Williams (1940-2019), Brits zanger
- Paul Williams (1939-1973), Amerikaans zanger
- Paula Williams, pseudoniem van Paula Malcomson (1970), Iers actrice
- Percy Williams (1908-1982), Canadees atleet
- Peter Williams (1939-2020), Brits motorcoureur
- Pharrell Williams (1973), Amerikaans musicus
- Ralph Vaughan Williams (1872-1958), Brits componist en dirigent
- Richard Anthony (Dick Anthony) Williams (1934-2012), Amerikaans acteur
- Richard Williams (1942), Amerikaans tenniscoach
- Steve Williams (1973), Australisch roeier
- Steve Williams (1976), Brits roeier
- Robert Paul (Tad) Williams (1957), Amerikaans schrijver
- Robert Peter (Robbie) Williams (1974), Brits zanger
- Robert R. Williams (1886-1965), Amerikaans scheikundige
- Robert Williams (1841-1914), Amerikaans boogschutter
- Robin McLaurim Williams (1951-2014), Amerikaans acteur en komiek
- Roek Williams, pseudoniem van Roek Willemze (1943-2005), Nederlands zanger
- Rowan Douglas Williams (1950), Brits theoloog en dichter
- Ryan Williams, bekend als Roni Size (1969), Brits artiest en diskjockey
- Sarah Wescot-Williams, minister-president van Sint Maarten (2010-)
- Scot Williams (1972), Engels acteur
- Serena Jameka Williams (1981), Amerikaans tennisster
- Shericka Nicola Williams (1985), Jamaicaans atlete
- Simon Williams (1979), Brits schaker
- Sollie Paul (Tex) Williams (1917-1985), Amerikaans countryzanger
- Sonja Williams, bekend als Sonja Sohn (1964), Amerikaans actrice
- Stanley (Fess) Williams (1894-1975), Amerikaans jazzklarinettist, - altsaxofonist en -bandleider
- Stanley Tookie Williams (1953-2005), Amerikaans crimineel en kinderboekenschrijver
- Steve Williams (1973), Australisch wielrenner
- Steven Williams (1949), Amerikaans acteur
- Stevie Williams (1979), Amerikaans skateboarder
- Stuart Williams (1930-2013), Welsh voetballer
- Sunita Williams (1965), Amerikaans astronaute
- Susan Rene Williams, geboren als Susan Bartholomew (1969), Amerikaans triatlete
- Terry Williams (1948), Brits drummer
- Thomas Lanier (Tennessee) Williams (1911-1983), Amerikaans dichter, essayist en (toneel)schrijver
- Thomas Stafford Williams (1930-2023), Nieuw-Zeelands geestelijke en kardinaal
- Tiffany Ross-Williams (1983), Amerikaans hordeloopster
- Tod Culpa (Kip) Williams (1968), Amerikaans filmregisseur, filmproducent en scenarioschrijver
- Todd Williams (1976), Amerikaans acteur
- Tonya Lee Williams (1957), Canadees actrice
- Treat Williams (1951-2023), Amerikaans acteur
- Tyler James Williams (1992), Amerikaans acteur, zanger en rapper
- Vanessa Lynn Williams (1963), Amerikaans model, zangeres en filmactrice
- Venus Ebone Starr Williams (1980), Amerikaans tennisster
- Victor Williams (1970), Amerikaans acteur
- Wade Andrew Williams (1961), Amerikaans acteur
- Warner Williams (1930), Amerikaans Piedmont-blueszanger en -gitarist
- William Carlos Williams (1883-1963), Amerikaans dichter
- Yvette Williams (1929-2019), Nieuw-Zeelands atlete
- Bernard R. Williams III (1978), Amerikaans sprinter
- Tonique Williams-Darling (1976), Bahamaans atlete
- Novlene Williams-Mills (1982), Jamaicaans sprintster
- Afton Williamson (1985), Amerikaans actrice
- Alison Williamson (1971), Brits boogschutster
- Bree Williamson (1979), Canadees actrice
- Corliss Mondari Williamson (1973), Amerikaans basketballer
- Darold Williamson (1983), Amerikaans atleet
- Evelyn Catherine Laura Williamson (1978), Nieuw-Zeelands triatlete
- Hugh Williamson (1735-1819), Amerikaans politicus
- John Stewart (Jack) Williamson (1908-2006), Amerikaans sciencefictionschrijver
- Kevin Meade Williamson (1965), Amerikaans scenarioschrijver
- Lewis Williamson (1989), Schots autocoureur
- Shane Williamson (1995), Japans schaatser
- Lisa Williamson, bekend als Sister Souljah (1964), Amerikaans schrijfster, spreekster en activiste
- Malcolm Benjamin Graham Christopher Williamson (1931-2003), Australisch componist, organist en pianist
- Marianne Williamson (1952), Amerikaans schrijfster
- Mykelti Williamson (1957), Amerikaans acteur, filmproducent, filmregisseur en scenarioschrijver
- Oliver Eaton Williamson (1932), Amerikaans wetenschapper, econoom, en Nobelprijswinnaar
- Richard Williamson (1940), Brits priester en wijbisschop
- Robin Williamson (1943), Schots multi-instrumentalist, zanger, songwriter en verhalenverteller
- Roger Williamson (1948-1973), Brits autocoureur
- Ronald Keith (Ron) Williamson (1953-2004), Amerikaans honkballer
- Scott Williamson, Amerikaans acteur
- Shane Williamson (1995), Japans langebaanschaatser
- Simeon Williamson (1986), Brits atleet
- Sonny Boy Williamson II (1899-1965), Amerikaans bluesmuzikant
- Robert Williamson III (1970), Amerikaans pokerspeler
- Willibald van Eichstätt (†786), Duits gezel van Bonifatius en heilige
- Willibald von Mainz (8e eeuw), priester
- Willibrord (ca. 658-739), rooms-katholiek aartsbisschop en missionaris van Angelsaksische komaf
- Kelly Willie (1982), Amerikaans sprinter
- Willie K., pseudoniem van William Kissam Vanderbilt II (1878-1944), Amerikaans ondernemer, autocoureur en zeiler
- Gerrit Cornelis van der Willigen (1907-1986), Nederlands burgemeester
- Volkert Simon Maarten van der Willigen (1822-1878), Nederlands wis- en natuurkundige
- Hans van Willigenburg (1942), Nederlands televisie- en radiopresentator
- Hans van Willigenburg (1963), Nederlands journalist en dichter
- Willigis (ca. 940-1011), aartsbisschop van Mainz
- Willihad van Bremen (†789), Duits bisschop en heilige van Engelse komaf
- Herbert James Willing (1878-1943), Nederlands voetbalscheidsrechter
- Dubbelt Willinge (1627-1697), Nederlands bestuurder
- Dubbelt Willinge (1720-1811), Nederlands bestuurder
- Jan Albert Willinge (1760-1839), Nederlands politicus
- Jan Jacob Willinge (1782-1849), Nederlands schulte, maire en burgemeester
- Jan Jacob Willinge (1849-1926), Nederlands advocaat, rechter en politicus
- Jan Jacob Willinge (1853-1921), Nederlands burgemeester
- Jan Willinge (1685-1771), Nederlands bestuurder
- Jan Willinge (1726-1794), Nederlands bestuurder
- Jan Willinge (1766-1806), Nederlands bestuurder
- Johannes Petrus Willinge (1819-1889), Nederlands burgemeester
- Lucas Willinge (1731-1802), Nederlands schulte
- Pieter Leonard Willinge Prins (ca. 1902-1950), Nederlands burgemeester
- Noble Willingham (1931-2004), Amerikaans acteur
- Albert Carel (Carel) Willink (1900-1983), Nederlands kunstschilder
- Daniël Willink (1676-1722), Nederlands dichter, schrijver en wijnhandelaar
- George Willink (1947), Amerikaans-Nederlands componist en muziekpedagoog
- Hendrik Willink (1760-1842), Nederlands fabrikant en burgemeester
- Herman Diederik Tjeenk Willink (1942), Nederlands politicus en vice-president Raad van State
- Jan Willink (1831-1896), Nederlands textielfabrikant, bestuurder en politicus
- Mathilde Willink, geboren als Maria Theodora Mathilde de Doelder (1938-1977), Nederlands stewardess
- Sylvia Maria Elisabeth Willink-Quiël (1944), Nederlands kunstschilderes en beeldhouwster
- Bailey Willis (1857-1949), Amerikaans geoloog
- Bruce Willis (1955), Amerikaans acteur
- Christopher (Chris) Willis, Amerikaans zanger
- Constance Elaine Trimmer (Connie) Willis (1945), Amerikaans sciencefictionschrijfster
- Dennis (Denny) Willis (ca. 1920-1995), Schots komediant
- Ellen Willis (1941-2006), Amerikaans journalist, activist, feminist en muziekcriticus
- Gordon Willis (1931), Amerikaans cameraman
- Katherine Willis (1971), Amerikaans actrice
- Kevin Willis (1962), Amerikaans basketballer
- Michael Willis (1949), Amerikaans acteur
- Nick Willis (1983), Nieuw-Zeelands atleet
- Norman David Willis (1933), Brits algemeen secretaris van de Trade Union Congress en voorzitter van het Europees Verbond van Vakverenigingen
- Richard M. Willis (1929-1997), Amerikaans componist en muziekpedagoog
- Rumer Glenn Willis (1988), Amerikaans actrice
- Thomas Willis (1621-1675), Engels arts en anatoom
- Walter Bruce (Bruce) Willis (1955), Amerikaans acteur, producent en zanger
- Ricky Willison (1959), Engels golfspeler
- Michael Leopold Lukas Willmann (1630-1706), Duits kunstschilder
- Jean-Jacques Madeleine Willmar (1792-1866), Luxemburgs politicus
- Jean-Pierre Christine Willmar (1790-1858), Belgisch politicus
- Ellen Ann Willmott (1858-1934), Engels botanicus
- André Willms (1972), Duits roeier
- Kåre Willoch (1928), Noors politicus
- Frederik (Freddy) Willockx (1947-2024), Belgisch politicus
- Ivan Willockx (1975), Belgisch voetballer
- Brian Willoughby (20e eeuw), Brits gitarist
- Catherine Willoughby (1519-1580), Engels hertogin van Suffolk en protestantse
- Francis Willoughby (1605-1666), kolonisator van Suriname
- Hugh Willoughby (†ca. 1553), Brits ontdekkingsreiziger en noordpoolreiziger
- William Willoughby (1482-1526), Engels edele en grootgrondbezitter
- Jean Willrich (1953), Duits-Amerikaans voetballer
- Alan Wills (1981), Brits boogschutter
- Viola Wills (1939-2009), Amerikaans popzangeres
- Andreas Willscher (1955), Duits componist, organist, accordeonist, pianist en harmoniumspeler
- Robert Meredith (Meredith) Willson, pseudoniem van Robert Meredith Reiniger (1902-1984), Amerikaans componist, dirigent en fluitist
- Richard Martin Willstätter (1872-1942), Duits scheikundige
- Willy Wortel, pseudoniem van Willem Klein (1912-1986), Nederlands wiskundige en artiest
- Wilma, pseudoniem van Wilma Landkroon (1957), Nederlands zangeres
- Johannes Theodorus (Johan) Wilman (1921), Nederlands werktuigkundig ingenieur en klokkenluider
- Frederik Wilmann (1985), Noors wielrenner
- Ine Marie Wilmann (1985), Noors actrice
- Jostein Wilmann (1953), Noors wielrenner
- Jan Casper Wilmans (1914-2005), Nederlands politicus
- Joseph Marie Honoré Charles (Josse) Mertens de Wilmars (1912-2002), Belgisch jurist en volksvertegenwoordiger
- Gerardus Petrus Wilmer (1800-1877), Nederlands geestelijke en bisschop
- Luc Wilmes (1968), Luxemburgs voetbalscheidsrechter
- André Wilmet (1891-1969), Belgisch componist en militaire kapelmeester
- Jonathan Wilmet (1986), Belgisch voetballer
- Engbert Wilmink (1932-1992), Nederlands politicus
- Machiel Wilmink (1894-1963), Nederlands grafisch ontwerper
- Willem Wilmink (1936-2003), Nederlands dichter, schrijver en zanger
- Marc Wilmore, Amerikaans scenarioschrijver, stemacteur, televisieproducent en acteur
- Jill Wilmot (1987), Nederlands voetbalster
- John Wilmot, bekend als Rochester (1647-1680), Engels libertijns schrijver
- Marc Robert Wilmots (1969), Belgisch voetballer en voetbaltrainer
- Adolf Wilhelm Kurt (Kurt) Freiherr von Wilmowski (1850-1941), Pruisisch staatsman
- Frans Wilms (1956), Nederlands politicus
- Johann Wilhelm Wilms (1772-1847), Nederlands componist van Duitse komaf
- John Wilms (1893-1978), Vlaams politicus en schrijver
- Wim Wilms (1965), Belgisch radiopresentator
- Anna Kubach-Wilmsen (1937), Duits beeldhouwer
- Florian Wilmsmann (1996), Duits freestyleskiër
- Bart Wilmssen (1971), Belgisch voetballer en voetbalcoach
- Fabian Wilnis (1970), Nederlands voetballer
- Frank Wilrycx (1965), Belgisch politicus en burgemeester
- Henricus Franciscus (Henri) Wils (1892-1967), Belgisch kunstschilder, tekenaar, houtsnijder, graficus en boekbandontwerper
- Jan Hendrik Lucien Wils (1953), Nederlands beeldhouwer
- Jan Wils (1603-1666), Nederlands kunstschilder
- Jan Wils (1891-1972), Nederlands architect
- Lodewijk (Lode) Wils (1929-2024), Belgisch historicus en hoogleraar
- Sabine Wils (1959-2023), Duits politica
- Stef Wils (1982), Belgisch voetballer
- Thomas Wils (1990), Belgisch voetballer
- Ad Wilschut (1943), Nederlands drummer
- Arjan Wilschut (1971), Nederlands schrijver van kinderboeken en filmmaker
- Teunis Wilschut (1905-1961), Nederlands architect
- Anders Beer Wilse (1865-1949), Noors fotograaf
- Hendrik van Wilsele (ca. 1100-na 1162), Zuid-Nederlands pedagoog en ministeriaal
- Stefan Wilsens, bekend als Steven (1937), Vlaams kunstenaar
- Shannon Michelle Wilsey, bekend als Savannah (1970-1994), Amerikaans pornoactrice en groupie
- Jan Wilsgaard (1930-2016), Zweeds kunstenaar en auto-ontwerper van Noorse komaf
- Jack Andrew Wilshere (1992), Engels voetballer
- Zacharias Wilsma (1707-onbekend), Nederlands homoseksueel en kroongetuige
- Aarik Wilson (1982), Amerikaans hink-stap-springer
- Ajeé Wilson (1994), Amerikaans atlete
- Alan Christie Wilson, bekend als Blind Owl (1943-1970), Amerikaans zanger en muzikant
- Alex Wilson (1990), Zwitsers atleet
- Alexander S. (Alex) Wilson (1905-1994), Canadees atleet
- Alexandra Wilson (1968), Amerikaans actrice
- Amanda Leigh Wilson (1980), Engels zangeres
- Andrew Wilson (1993), Amerikaans zwemmer
- Anna Wilson-Jones (1970), Brits actrice
- Anthony (Tony) Howard Wilson (1950-2007), Brits journalist, muziekproducer en televisiepresentator
- Bradley Wilson (1992), Amerikaans freestyleskiër
- Brian Scott Wilson (1962), Amerikaans componist, muziekpedagoog en dirigent
- Brian Wilson (1942-2025), Amerikaans zanger, componist en muziekproducent
- Bryon Wilson (1988), Amerikaans freestyleskiër
- Chandra Wilson (1969), Amerikaans actrice
- Charles Nesbitt (Charlie) Wilson (1933-2010), Amerikaans politicus
- Charles Richard (Ricky) Wilson (1978), Brits zanger
- Charles Thomson Rees Wilson (1869-1959), Brits natuurkundige en Nobelprijswinnaar
- Charlie Wilson (1953), Amerikaans rhythm-and-blueszanger en muziekproducent
- Cherilyn Rae Wilson (1988), Amerikaans actrice
- Colin Wilson (1931), Brits schrijver
- Dana Richard Wilson (1946), Amerikaans componist, muziekpedagoog, dirigent en jazzpianist
- David Wilson (1947), Australisch beeldhouwer
- Dempsey Wilson (1927-1971), Amerikaans autocoureur
- Dennis Carl Wilson (1944-1983), Amerikaans muzikant
- Desiré Randall Wilson (1953), Zuid-Afrikaans autocoureur
- Don Wilson (1954), Amerikaans kickbokser en acteur
- Edith Bolling Galt Wilson (1872-1961), first lady van de Verenigde Staten (1915-1921)
- Edmund Wilson (1895-1972), Amerikaans journalist, literatuurcriticus, essayist, dichter en publicist
- Edward Adrian Wilson (1872-1912), Brits poolonderzoeker, arts en ornitholoog
- Edward Osborne Wilson (1929-2021), Amerikaans bioloog
- Ellen Wilson (1860-1914), Amerikaans echtgenote van Woodrow Wilson en first lady (1913-1914)
- Ernest Henry Wilson (1876-1930), Brits plantenjager, fotograaf en hortulanus
- George Washington Wilson (1823-1893), Schots pionier van de fotografie
- Georges Wilson (1850-1931), Belgisch kunstschilder en graficus
- George Wilson, (1942-2023), Amerikaans basketballer
- Glen Wilson (1952), Nederlands klavecinist en dirigent van Amerikaanse komaf
- Harold Wilson (1916-1995), Brits politicus en premier (1964-1970, 1974-1976)
- Henry Hughes Wilson (1864-1922), Brits veldmaarschalk en politicus
- Henry Lane Wilson (1859-1932), Amerikaans diplomaat
- Henry Maitland Wilson (1881-1964), Brits generaal
- Henry Wilson (1812-1875), Amerikaans senator en vicepresident
- Ian Colquhoun (Richard) Wilson (1936), Brits acteur en regisseur
- Ian Wilson (1941), Brits schrijver
- Ian Wilson (1964), Iers componist
- Jack (Jackie) Wilson (1914-1997), Brits roeier
- Jack Leroy (Jackie) Wilson, Jr. (1934-1984), Amerikaans soul- en rhythm-and-blueszanger
- Jacqueline Wilson (1945), Engels schrijfster van detectives, kinder- en jeugdboeken
- James Wilson (1742-1798), Amerikaans jurist en Founding Father
- James Wilson (1972), Engels darter
- Jocky Wilson (1950-2012), Schots darter
- John Tuzo (Tuzo) Wilson (1908-1993), Canadees geofysicus
- John Wilson (1947), Noord-Iers drummer, eufoniumspeler en kornettist
- Justin Wilson (1978), Brits autocoureur
- Kenneth Geddes Wilson (1936-2013), Amerikaans natuurkundige en Nobelprijswinnaar
- Kyren Wilson (1991), Brits snookerspeler
- Lambert Wilson (1958), Frans acteur
- Larissa Hope Wilson (1989), Engels actrice
- Larry Jon Wilson (1940-2010), Amerikaans countryzanger
- Leslie Wilson (1955), Schots folkmuzikant
- Lindsay Wilson (1979), Australisch voetballer
- Lois Wilson (1894-1988), Amerikaans actrice
- Luke Cunningham Wilson (1971), Amerikaans acteur
- Madison Wilson (1994), Australisch zwemster
- Malcolm Wilson (1956), Brits rallyrijder en teameigenaar
- Mara Elizabeth Wilson (1987), Amerikaans actrice
- Mark Wilson (1974), Amerikaans golfspeler
- Mark Wilson (1984), Schots voetballer
- Mary Wilson (1944), Amerikaans zangeres
- Matthew Wilson (1977), Australisch wielrenner
- Matthew Wilson (1987), Brits rallyrijder
- Matthew Wilson (1998), Australisch zwemmer
- Maurice Wilson (1898-1934), Brits militair, klimmer en tibetoloog
- Max Wilson (1972), Braziliaans autocoureur
- Michael Gregg Wilson (1942), Amerikaans producent en scriptschrijver
- Michael Wilson (1960), Australisch wielrenner
- Nancy Wilson (1937-2018), Amerikaans jazzzangeres
- Nathaniel Thomas Wilson, bekend als Kool G Rap (1968), Amerikaans rapper
- Olin Chaddock Wilson (1909-1994), Amerikaans astronoom
- Oliver Wilson (1980), Engels golfspeler
- Owen Cunningham Wilson (1968), Amerikaans acteur
- Patrick Joseph Wilson (1973), Amerikaans acteur en zanger
- Percy Wilson (1879-1944), Amerikaans botanicus
- Peta Gia Wilson (1970), Australisch actrice en fotomodel
- Quinn Brown Wilson (1908-1978), Amerikaans jazzbassist en tubaïst
- Rainn Dietrich Wilson (1966), Amerikaans acteur
- Ralph Elmer Wilson (1886-1960), Amerikaans astronoom
- Ray Wilson (1934-2018), Engels voetballer
- Ray Wilson (1968), Schots zanger
- Richard Wilson (1953), Engels beeldhouwer en installatiekunstenaar
- Richard C. (Rick) Wilson (1969-1999), Amerikaans worstelaar
- Rita Wilson, pseudoniem van Margarita Ibrahimoff (1956), Amerikaans actrice
- Robert Wilson (1941-2025), Amerikaans theaterregisseur
- Robert Anton Wilson, geboren als Robert Edward Wilson (1932-2007), Amerikaans schrijver, filosoof, futuroloog, anarchist en onderzoeker
- Robert Charles Wilson (1953), Canadees schrijver
- Robert Woodrow Wilson (1936), Amerikaans natuurkundige en Nobelprijswinnaar
- Ryan Wilson (1980), Amerikaans atleet
- S.S. Wilson (20e eeuw), Amerikaans tekstschrijver en filmregisseur
- Samuel Alexander Kinnier Wilson (1878-1927), Brits neuroloog
- Scott Wilson (1942), Amerikaans acteur
- Shanice Wilson, bekend als Shanice (1973), Amerikaans zangeres
- Sheree Julienne Wilson (1958), Amerikaans actrice en model
- Sidney Wilson (1911-1986), Schots-Nederlands evangelist
- Stefan Wilson (1989), Engels autocoureur
- Steven Wilson (1967), Brits zanger, gitarist, pianist en muziekproducent
- Terence Oswald Wilson (1957-2021), Brits-Jamaicaans muzikant
- Theodore James Wilson (1980), Canadees worstelaar
- Theodore Shaw (Teddy) Wilson (1912-1986), Amerikaans jazzpianist
- Thomas Francis Wilson, Jr. (1959), Amerikaans acteur, stemacteur, komiek, schilder en musicus
- Thomas Wilson (1525-1581), Engels diplomaat en hoveling
- Thomas Wilson (1663-1755), Engels bisschop en schrijver
- Thomas Wilson (1927-2001), Schots componist en muziekpedagoog
- Thomas Woodrow (Woodrow) Wilson (1856-1924), Amerikaans politicoloog, hoogleraar, president (1913-1921) en Nobelprijswinnaar
- Torrie Anne Wilson (1975), Amerikaans model en worstelaarster
- Trey Wilson (1948-1989), Amerikaans acteur
- Ulrich Wilson (1964), Nederlands voetballer
- Vic Wilson (1931-2001), Brits autocoureur
- William Albert Wilson (1914-2009), Amerikaans ondernemer en diplomaat
- Donald Yearnsley (Trey) Wilson III (1948-1989), Amerikaans acteur
- Walter Gordon Wilson (1874-1957), Brits ondernemer en bouwkundige
- Koen Wilssens (1981), Belgisch atleet
- Dennis Wilt (1969), Nederlands meteoroloog en presentator
- Emmely de Wilt (1986), Nederlands radiopresentatrice
- Monique de Wilt (1976), Nederlands atlete
- Katinka Wiltenburg (1959), Nederlands triatlete, duatlete en atlete
- Albert John Andrée Wiltens, Nederlands advocaat en verzetsstrijder
- Gerhard (Gerd) Wiltfang (1946-1997), Duits springruiter
- Roland Wiltgen (1957), Luxemburgs componist, muziekpedagoog, kornettist en trompettist
- Klaas Wilting (1943), Nederlands politieman, correspondent, mediatrainer, woordvoerder, televisiepresentator en politicus
- Anneke Wiltink (1961-2023), Nederlands kinderboekenschrijver
- Roos Wiltink, Nederlands actrice
- Huib Wilton (1921-1959), Nederlands tennisser
- Penelope Wilton (1946), Brits actrice
- Sylvain Wiltord (1974), Frans voetballer
- Wiltrud Marie Alix van Beieren (1884-1975), Beiers prinses
- Stephen Wiltshire (1974), Brits kunstschilder

## Wim
- Grégory Wimbée (1971), Frans voetballer
- John Wimber (1934-1997), Amerikaans predikant en schrijver
- Tjeerd van Wimersma Greidanus (1936), chef de mission Nederlandse olympische ploeg en hoogleraar geneeskunde
- Jean-Pierre Wimille (1908-1949), Frans autocoureur
- Friedrich Wimmer (1897-1965), Oostenrijks militair en Generalkommissar für Verwaltung und Justiz
- Hans Wimmer (1907-1992), Duits beeldhouwer en tekenaar
- Herbert (Hacki) Wimmer (1944), Duits voetballer
- Martin Wimmer (1957), Duits motorcoureur
- Robert Wimmer (1965), Duits ultraloper
- Scott Wimmer (1976), Amerikaans autocoureur
- James Wimshurst (1832-1903), Engels uitvinder, technicus en scheepsbouwmeester

## Win

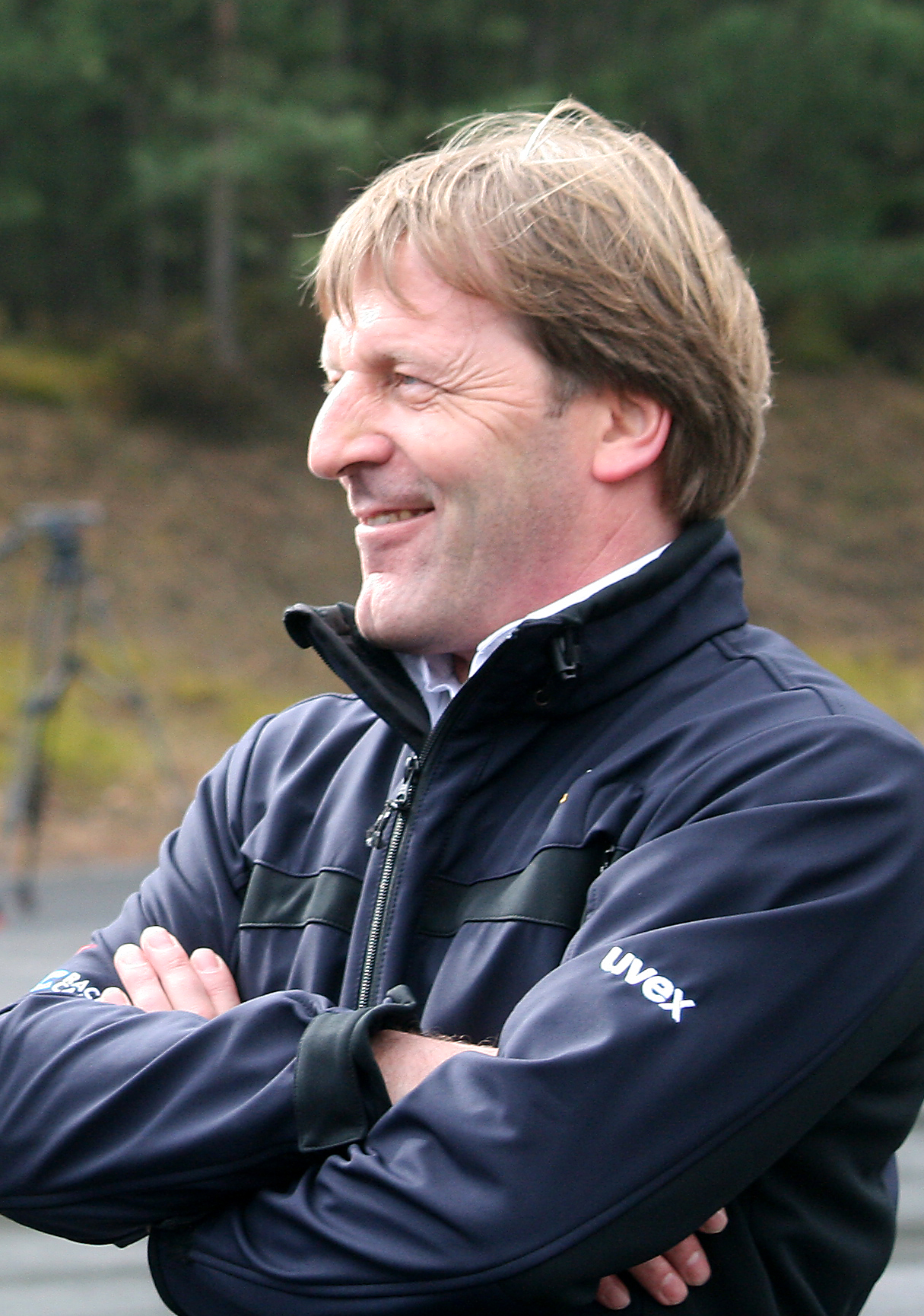
Joachim Winkelhock (2010)

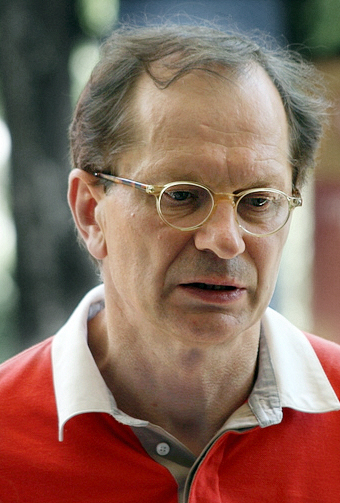
Josef Winkler

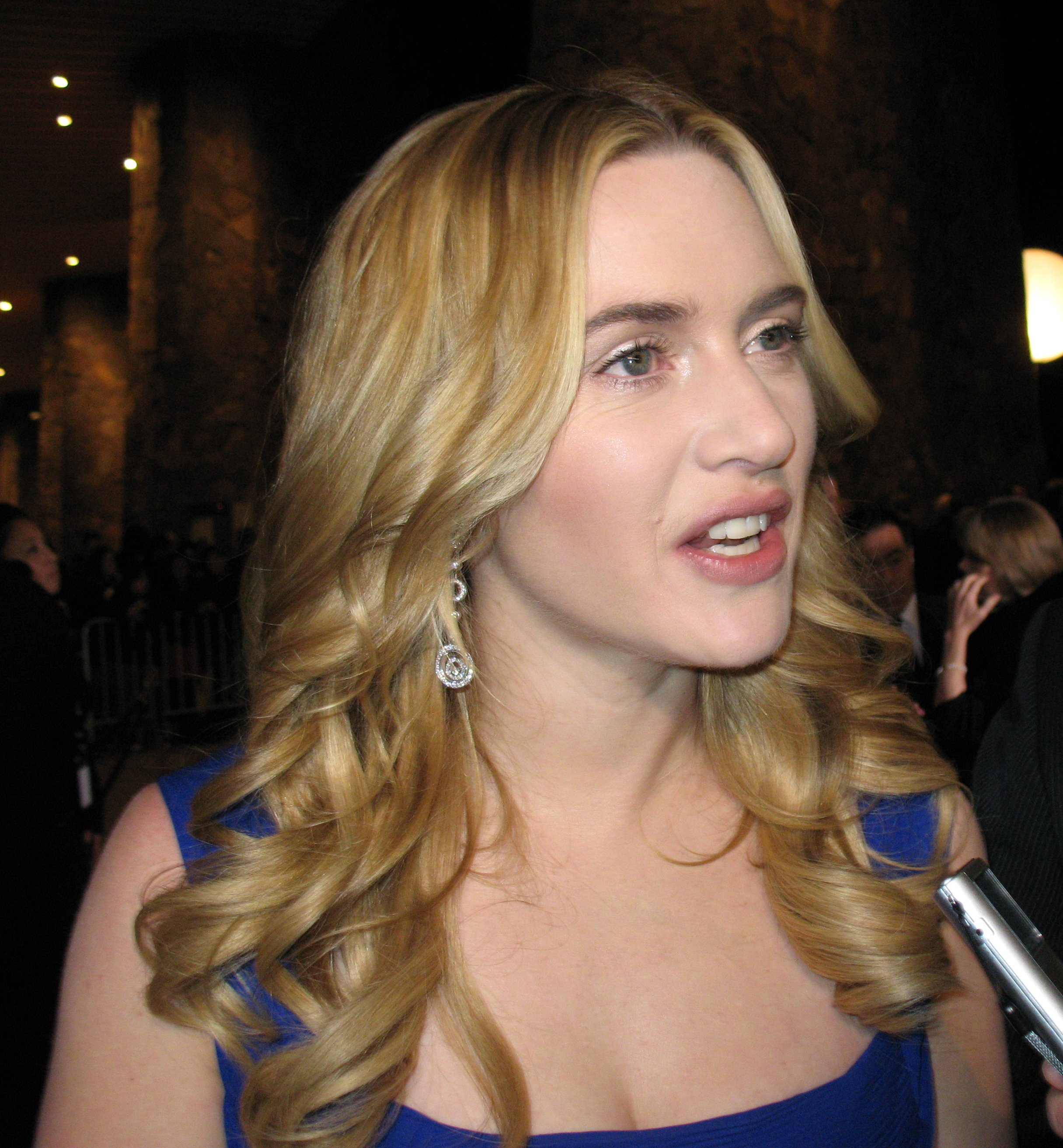
Kate Winslet

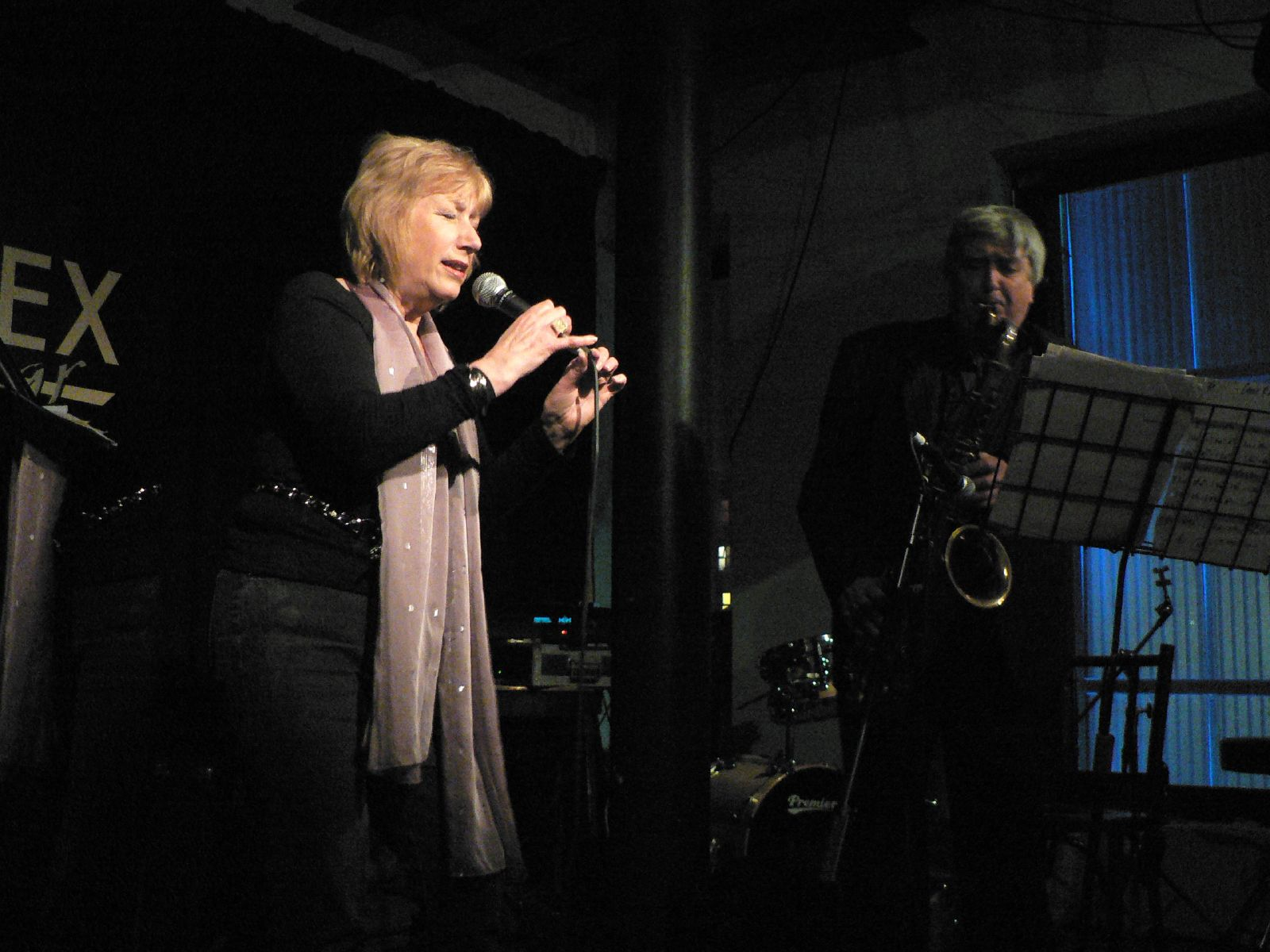
Winstone (2007)

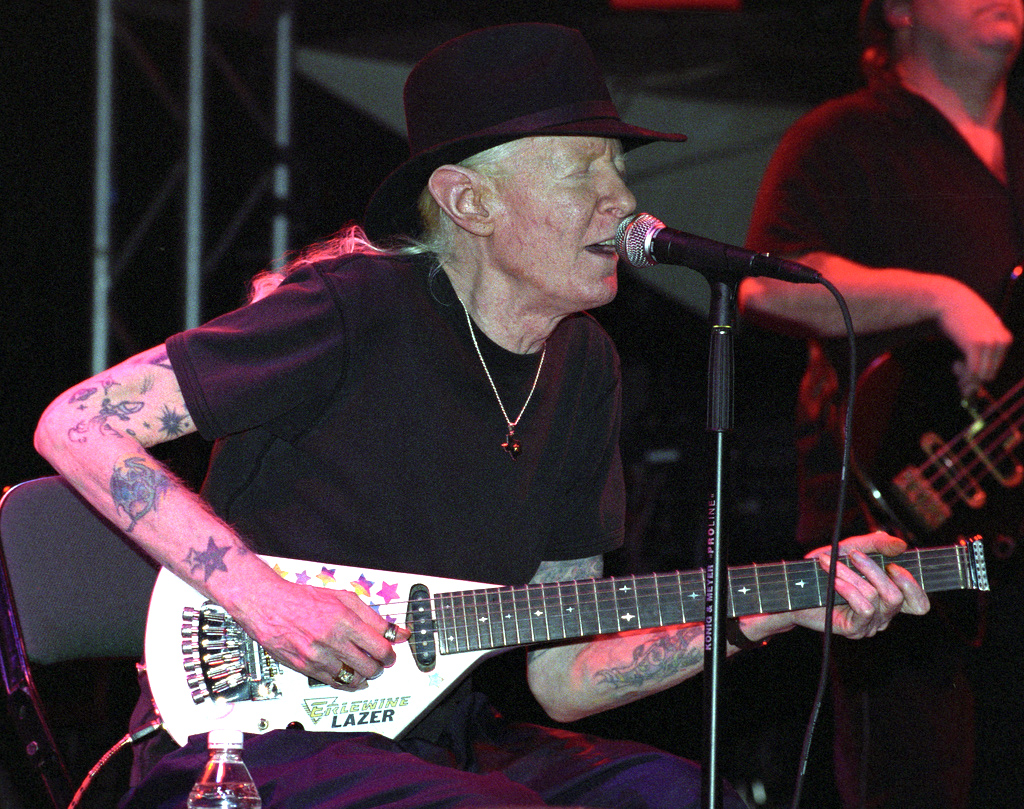
Johnny Winter (2007)

- Bart de Win (1963), Nederlands muzikant, zanger en componist
- Johan De Win (1968), Belgisch dirigent, muziekpedagoog en hoornist
- Linda De Win (1956), Vlaams journaliste
- Ne Win (1911-2002), Birmees militair en politicus
- Win Tin (1929-2014), Myanmarees politicus, journalist en politiek gevangene
- Éleuthère Joseph (Eleutherius) Winance (1909-2009), Belgisch monnik, missionaris, filosoof en theoloog
- Luc Winants (1963-2023), Belgisch schaker
- Ernst Winar (1894-1978), Duits-Nederlands acteur en filmregisseur
- Szymon Winawer (1838-1919), Pools schaker
- Gösta Winbergh (1943-2002), Zweeds tenor
- Paul Winchell (1922-2005), Amerikaans stemacteur
- Philip C. Winchester (1981), Amerikaans acteur
- Christiaan Philip Karel (Flip) Winckel (1919-2009), Nederlands Engelandvaarder en jurist
- Christiaan Philip Karel von Winckel (1842-1884), Nederlands advocaat, procureur en plaatsvervangend residentierechter
- Christiaan Philip Winckel (1799-1861), Nederlands militair en geridderde
- Fabienne Winckel (1975), Belgisch politica
- Jan Van Winckel, Belgisch voetbaltrainer
- Willem Frederik August (Gus) Winckel (1912-2013), Nederlands militair
- Johann Joachim Winckelmann (1717-1768), Duits archeoloog en kunsttheoreticus
- Gert Winckelmans (1979), Vlaams acteur en presentator
- Friedrich Winkler (1888-1965), Duits kunsthistoricus en museumdirecteur
- Gustav Winckler (1925-1979), Deens zanger
- Michael Anthony Claudio Wincott (1958), Canadees acteur
- Antoinetta Hendrika (Nettie) Wind, bekend als A.H. Nijhoff (1897-1971), Nederlands auteur
- Eddy de Wind (1916-1986), Nederlands arts, psychiater en psychoanalyticus
- Eduard Jacob Wind (1947), Nederlands beeldhouwer
- Harmen Wind (1945-2010), Nederlands dichter en schrijver
- Lies de Wind (1920-2002), Nederlands actrice
- Petrus Marinus Maria (Pierre) Wind (1965), Nederlands kok
- Adolf Windaus (1876-1959), Duits scheikundige en Nobelprijswinnaar
- Beatrice Winde, geboren als Beatrice Lucille Williams (1924-2004), Amerikaans actrice
- Emilius (Emiel) Louis De Winde (1914-1987), abt van de Abdij van Grimbergen
- Jules (Juul) De Winde (1893-1918), Vlaams dichter en luitenant
- Roger Windels (1924-1996), Belgisch onderwijzer, politicus en burgemeester
- Dennis van Winden (1987), Nederlands wielrenner
- Sophie van Winden (1983), Nederlands actrice
- Wilfried van Winden (1955), Nederlands architect
- Jean-Jacques Winders (1849-1936), Belgisch architect
- Max Winders (1882-1982), Belgisch architect en monumentenzorger
- Albert Windey (1918-2011), Belgisch burgemeester en voorzitter van de Oost-Vlaamse provincieraad
- Wolfgang Windgassen (1914-1974), Duits operazanger
- Barry Clinton Windham (1960), Amerikaans worstelaar
- Robert Deroy Windham (1942-2016), bekend als Blackjack Mulligan, Amerikaans worstelaar
- Albin Windhausen (1863-1946), Nederlands kunstschilder
- Paul Windhausen (1903-1944), Nederlands kunstenaar, leraar en verzetsstrijder
- Ludwig Hubert von Windheim (1857-1935), Pruisisch politicus en politiefunctionaris
- Jai Winding, Amerikaans toetsenist en muziekproducent
- Rasmus Windingstad (1993), Noors alpineskiër
- Dominik Windisch (1989), Italiaans biatleet
- Alfred III zu Windisch-Graetz (1851-1927), Oostenrijks minister-president
- Alfred I zu Windisch-Graetz (1787-1862), Oostenrijks veldmaarschalk
- Stéphanie van Windisch-Graetz (1909-2005), Belgisch prinses
- Sabrina Windmüller (1987), Zwitsers schansspringster
- Chris Windom (1990), Amerikaans autocoureur
- William Windom (1923-2012), Amerikaans acteur
- Alexander Windsor (1974), graaf van Ulster
- Anne Mountbatten-Windsor (1950), Brits prinses
- Barbara Windsor (1937-2020), Brits actrice
- Beatrice Mountbatten-Windsor (1988), Brits prinses
- Claire Windsor, pseudoniem van Clara Viola Cronk (1892-1972), Amerikaans actrice
- Edward Mountbatten-Windsor, graaf van Wessex (1964), graaf van Wessex
- Edward Windsor, hertog van Kent (1935), hertog van Kent
- Frederick Windsor (1979), Brits lid van de koninklijke familie
- Gabriella Windsor, bekend als Ella Windsor (1981), Brits journaliste en lid van de koninklijke familie
- George Windsor (1962), Lord St. Andrews
- Harley Windsor (1996), Australisch kunstschaatser
- Helen Windsor, bekend als Helen Marina Lucy Taylor (1964), Brits ambassadrice van Italiaanse bedrijven en lid van de Britse koninklijke familie
- James Mountbatten-Windsor (2007), burggraaf Severn
- John Karel Frans Windsor (1905-1919), Brits prins
- Katharine Windsor, geboren als Katharine Lucy Mary Worsley (1933), hertogin van Kent
- Louise Mountbatten-Windsor (2003), Brits prinses
- Margaret Windsor (1930-2002), Engels prinses en gravin van Snowdon
- Nicholas Windsor (1970), lid van het Britse koningshuis
- Mary Windsor (1897-1965), Engels prinses
- William Mountbatten-Windsor (1982), Prins van het Verenigd Koninkrijk
- Chris van der Windt (1877-1952), Nederlands kunstschilder
- Henny van der Windt (1955), Nederlands ecoloog
- Pierre de Windt (1983), Arubaans atleet
- Peter Windt (1973), Nederlands hockeyspeler
- William Lindsay Windus (1822-1907), Engels kunstschilder
- Iron and Wine, pseudoniem van Samuel Beam (1974), Amerikaans singer-songwriter
- Mary Wineberg, geboren als Mary Danner (1980), Amerikaans sprintster
- Amy Winehouse (1983-2011), Brits jazz- en soulzangeres
- David Wineland (1944), Amerikaans natuurkundige en Nobelprijswinnaar
- Paul Winfield (1939-2004), Amerikaans acteur
- Oprah Winfrey (1954), Amerikaans televisie-ster, praatprogrammapresentatrice, actrice, producer en filantrope
- Angela Wing (1989), Chinees model en actrice
- Cerezo Fung a Wing (1983), Surinaams voetballer
- Lorna Wing (1928), Brits psychiater
- Wing, pseudoniem van Tsang, Wing Han, Nieuw-Zeelands zangeres van Hongkongse komaf
- Ralph Wingens (1942-2014), Nederlands acteur
- Kip Winger (1961), Amerikaans hardrockzanger en multimusicus
- Debra Winger (1955), Amerikaans actrice
- Cees van Wingerden (1927), Nederlands politicus
- Melvin van Wingerden (1974), Nederlands ijshockeyspeler
- Petra van Wingerden-Boers (1954), Nederlands politicus en bestuurder
- Mark Wingett (1961), Engels acteur
- Jason Wingreen (1919), Amerikaans acteur
- Emil Wingstedt (1975), Zweeds oriëntatieloper
- Anita Yuen Wing-Yi (1971), Hongkongs soapactrice en filmactrice
- Winifred (†ca. 650), Welsh martelares en heilige
- Samim Winiger, bekend als Samim, Zwitsers-Iraanse muziekproducer
- Adriaan Wink (1925-2010), Nederlands predikant
- Josh Wink, pseudoniem van Joshua Winkelman (1970), Amerikaans diskjockey
- Cees Jan Winkel (1962), Nederlands zwemmer
- Dietrich Nikolaus Winkel (1776-1826), Duits-Nederlands instrumentbouwer en uitvinder
- Jan te Winkel (1847-1927), Nederlands letterkundige en hoogleraar
- Korrie Winkel (1944), Nederlands zwemster
- Lammert Allard te Winkel (1809-1868), Nederlands taalkundige
- Lieke te Winkel (1980), Nederlands violiste, concertmeester en hoogleraar
- Ludovic Van Winkel, bekend als Lod. Lavki (1893-1954), Vlaams schrijver, priester, leraar en aalmoezenier
- Michael Willem Maria (Michel) van Winkel (1923-2006), Nederlands priester en politicus
- Sven Winkel (1981), Nederlands dammer en neuropsycholoog
- Joachim Winkelhock (1960), Duits autocoureur
- Manfred Winkelhock (1951-1985), Duits autocoureur
- Markus Winkelhock (1980), Duits autocoureur
- Hendrik Jan Winkelman (1872-1948), Nederlands ontwerptekenaar van metaalwerk, glasschilder en meubelontwerper
- Henri Winkelman (1876-1952), Nederlands opperbevelhebber
- Joshua Winkelman, bekend als Josh Wink (1970), Amerikaans diskjockey
- Robert de Haze Winkelman (1954), Nederlands politicus
- Willem Winkelman (1887-1990), Nederlands atleet
- Anne Winkels, pseudoniem van Annie van Gansewinkel (1954), Nederlands schrijfster
- Edwin Winkels (1962), Nederlands journalist en schrijver
- Guy Winkels (1964), Belgisch voetballer en voetbaltrainer
- Willem Winkels (1818-na 1892), Nederlands schrijver en tekenaar
- Sjoerd Winkens (1983), Nederlands voetballer
- Djuric Winklaar (1982), Nederlands-Antilliaans voetballer
- Robert Matthew Van Winkle, bekend als Vanilla Ice (1967), Amerikaans rapper
- Clemens Winkler (1838-1904), Duits scheikundige
- Cornelis (Kees) Winkler (1927-2004), Nederlands dichter
- Cornelis Winkler (1855-1941), Nederlands hoogleraar
- David Winkler (1948), Amerikaans componist
- Eugen Gottlob Winkler (1912-1936), Duits schrijver en essayist
- Gerhard Winkler (1906-1977), Duits componist
- Hans Günter Winkler (1926), Duits springruiter
- Heinz Winkler (1910-1958), Oost-Duits architect en politicus
- Henry Franklin Winkler (1945), Amerikaans acteur, regisseur, Filmproducer en schrijver
- Irwin Winkler (1931), Amerikaans filmproducer en filmregisseur
- Jenny Winkler (1979), Duits actrice
- Johan Winkler (1840-1916), Nederlands auteur
- Johannes Winkler (1897-1947), Duits raketpionier
- Josef Winkler (1953), Oostenrijks schrijver
- Josh Winkler, bekend als DJ Klever (1977), Amerikaans turntablism-diskjockey
- Kay Winkler (1956), Duits beeldhouwer en installatiekunstenaar
- Ralf Winkler (1939), Duits kunstschilder, graficus en beeldhouwer
- Tiberius Cornelis Winkler (1822-1897), Nederlands anatoom, zoöloog, natuuronderzoeker en museumconservator
- Werner Winkler (1913-1964), Duits scheikundige en politicus
- Anthony Winkler Prins (1817-1908), Nederlands encyclopedist, schrijver, dichter, dominee en vrijmetselaar
- Jacob Winkler Prins (1849-1904), Nederlands dichter
- Jean-Marie Winling, Frans acteur
- Joseph Winlock (1826-1875), Amerikaans astronoom en wiskundige
- August De Winne (1861-1935), Belgisch auteur
- Frank De Winne (1961), Belgisch astronaut
- Jan De Winne (1962), Belgisch traversospeler, muziekpedagoog en instrumentenbouwer
- Liéven De Winne (1821-1880), Belgisch kunstschilder
- Maxime De Winne (1977), Vlaams acteur en theatermaker
- Winne, pseudoniem van Winston Bergwijn (1978), Nederlands rapper
- Paul Alfons von Metternich-Winneburg (1917-1992), Duits-Oostenrijks vorst en autocoureur
- Friedrich August Theodor Winnecke (1835-1897), Duits astronoom
- Lendert Winnen, bekend als Leonard Winninx (1616-1691), Nederlands koopman en VOC-opperhoofd
- Peter Johannes Gertrudis Winnen (1957), Nederlands wielrenner
- Dana Winner, pseudoniem van Chantal Vanlee (1965), Belgische zangeres
- Katheryn Winnick (1977), Canadees actrice
- Clara Winnicki (1880-voor 1938), Zwitserse apothekeres
- Mary Megan (Mare) Winningham (1959), Amerikaans actrice
- Elijah Winnington (2000), Australisch zwemmer
- Leonard Winninx, bekend als Lendert Winnen (1616-1691), Nederlands koopman en VOC-opperhoofd
- Lucas Winnips (1975), Nederlands schrijver
- Johannes Hendricus Petrus Winnubst (1885-1934), Nederlands organist en componist
- Eliyahu Winograd (1926-2018), Israëlisch rechtsgeleerde en rechter
- Garry Winogrand (1928-1984), Amerikaans fotograaf
- Winok (ca. 645-ca. 717), Frans heilige
- Teerathep Winothai (1985), Thais voetballer
- Albert Winsemius (1910-1996), Nederlands econoom
- Bernard P. Winsemius (1945), Nederlands organist en beiaardier
- Dieuwke Winsemius (1916-2003), Nederlands schrijfster van (historische) romans en kinderboeken
- Pieter Winsemius (1942), Nederlands bedrijfskundige, publicist en politicus
- Bart Piet Jozef van Winsen (1943), Nederlands leraar, politicus en bestuurder
- Kate Elizabeth Winslet (1975), Brits actrice en zangeres
- Christa Winsloe (1888-1944), Duits schrijfster en beeldend kunstenaar
- Michael Winslow (1958), Amerikaans acteur en cabaretier
- Rikard Winsnes (1968), Zweedse schaker
- Dean Winstanley (1981), Engels dartsspeler
- Mary Elizabeth Winstead (1984), Amerikaans actrice
- Arthur Winston (1906-2006), Amerikaans 'werknemer van de eeuw'
- George Winston (1949-2023), Amerikaans pianist
- Hattie Winston (1945), Amerikaans actrice
- Jimmy Winston (1945-2020), Engels toetsenist en gitarist
- Matt Winston (1970), Amerikaans acteur en scenarioschrijver
- Stanley (Stan) Winston (1946-2008), Amerikaans visuele effectenspecialist en filmregisseur
- Jaime Margaret Winstone (1985), Engels actrice
- Norma Winstone (1941), Brits zangeres en muziekpedagoge
- Raymond Andrew (Ray) Winstone (1957), Engels acteur
- Arthur Stanley Wint (1920-1992), Jamaicaans atleet
- Paul Jan van de Wint (1962), Nederlands radio- en televisiepresentator en programmamaker
- Pieter van de Wint (1865-1940), Nederlands architect
- Reindert Wepko (Rudi) van de Wint (1942-2006), Nederlands kunstschilder, beeldhouwer en architect
- Michel Wintacq (1955), Belgisch voetballer en voetbaltrainer
- Jan van Wintelroy (16e eeuw), Zuid-Nederlands componist en zangmeester
- Joannes Wintelroy (16e eeuw), Zuid-Nederlands componist en zangmeester
- Marcel Wintels (1963), Nederlands ondernemer, bestuurder en politicus
- Abraham de Winter (1841-1920), Nederlands cabaretier
- Adriaanus Johannes (Arie) de Winter (1915-1983), Nederlands voetballer
- Adrian Winter (1986), Zwitsers voetballer
- Adrianus Jacobus Johannes (Janus) de Winter (1882-1951), Nederlands behangschilder, lithograaf en kunstschilder-mysticus
- Anja Maria Winter (1956), Nederlands actrice
- Annewies van Winter (1793-1877), Nederlands kunstverzamelaarster
- Arie de Winter (1915-1983), Nederlands voetballer
- Ariel Winter (1998), Amerikaans actrice
- Aron Mohamed Winter (1967), Nederlands voetballer
- Balthazar Joannes (Balt) de Winter (1926-2013), Nederlands politicus
- Brenno de Winter (1971), Nederlands onderzoeksjournalist
- Carola Winter (1987), Duits voetbalster
- Charles Winter, geboren als Christiaan Frederik van Abkoude (1880-1960), Nederlands (kinderboeken)schrijver
- David Alexandre Winter (1943), Nederlands zanger; artiestennaam van Leon Kleerekoper
- Edgar Winter (1946), Amerikaans zanger en muzikant
- Eric Barrett Winter (1976), Amerikaans acteur en model
- Ernst Winter (1907-1943), Duits turner
- Geoffrey Winter (1928), Brits componist en pianist
- Giel de Winter (1990), Nederlands youtuber en presentator
- Gregory Winter (1951), Brits scheikundige en hoogleraar
- Hans Winter (1928-2018), Nederlands voetballer
- Harry de Winter (1949-2023), Nederlands televisieproducent en programmamaker
- Horst (Harry) Winter (1914-2001), Duits-Oostenrijks zanger
- Jan de Winter (1886-1994), Nederlands oudste levende man
- Jan de Winter (1939), Nederlands beeldhouwer, glasschilder en tekenaar
- Jan de Winter (?), Nederlands radiopresentator, muziekuitgever en muziekproducent
- Jan Willem de Winter (1761-1812), Nederlands opperbevelhebber
- Janus de Winter (1882-1951), Nederlands behangschilder, lithograaf en kunstschilder-mysticus
- Johan Winter (1844-1917), Nederlands musicus en muziekpedagoog
- Johanna Maria (Marietje) van Winter (1927), Nederlands historica en hoogleraar
- John Winter (1924-2007), Australisch atleet
- Johnny Winter, geboren als John Dawson Winter III (1944), Amerikaans blues-gitarist, zanger, en producer
- Katia Winter (1983), Zweeds actrice
- Klaus Winter, Duits botanicus
- Leon de Winter (1954), Nederlands schrijver, columnist en filmproducent
- Liane Winter (1942), Duits atlete
- Lucretia Johanna van Winter (1785-1845), Nederlands kunstverzamelaarster
- Marc Winter (1945), Nederlands zanger en muziekproducent; pseudoniem van Ad Kraamer
- Martin Winter (1955-1988), Oost-Duits roeier
- Max Salomon de Winter (1920-2012), Nederlands wetenschapper
- Melise de Winter (1968), Nederlands actrice
- Micha de Winter (1951), Nederlands hoogleraar
- Michel Winter (1978), Nederlands voetbalscheidsrechter
- Nicolaas Simon van Winter (1718-1795), Nederlands handelaar, toneelschrijver en dichter
- Paul de Winter (1949), Nederlands politicus
- Pedro Winter (1975), Frans electro- en house-diskjockey, muziekproducent en manager
- Peter von Winter (1754-1825), Duits operacomponist, zangleraar en kapelmeester
- Pieter van Winter (1745-1807), Nederlands koopman, dichter en kunstverzamelaar
- Pieter Jan van Winter (1895-1990), Nederlands historicus
- Rob Winter (1959), Nederlands gitarist
- Sabine Winter (1992), Duits tafeltennisspeelster
- Solomonica de Winter (1997), Nederlands schrijfster
- Terence Winter (1960), Amerikaans tv- en filmscenarist en tv-producent
- Theun de Winter (1944), Nederlands journalist, dichter en tekstschrijver
- Tony Winter, pseudoniem van Frans De Schrijver (1950), Vlaams zanger, gitarist en muziekproducent
- Ingrid Gerda Winterbach (1948), Zuid-Afrikaans schrijfster
- Frank Winterbottom (1861-1930), Brits componist en dirigent
- Michael Winterbottom (1961), Brits filmregisseur
- Emma Winterbourne (1986), Engels zangeres
- Nigel Winterburn (1963), Engels voetballer en voetbaltrainer
- Franz Xaver Winterhalter (1805-1873), Duits portretschilder
- Hugo Winterhalter (1909-1973), Amerikaans musicus, easy-listeningorkestleider en -arrangeur en muziekproducent
- Otto Winter-Hjelm (1837-1931), Noors componist, organist, dirigent en muziekcriticus
- Philips Winterkoning (ca. 1542-1566), Nederlands ontdekkingsreiziger en handelaar
- Caspar Wintermans (1966), Nederlands publicist
- Isabelle Winter-Piccardt (1849-1936), Nederlands zangeres
- David Winters (1939), Amerikaans acteur, dansleraar en filmproducent
- Dean Winters (1964), Amerikaans acteur
- Eugène Winters (1907-1984), Nederlands-Vlaams cartoonist en illustrator
- Harm Cornelis Winters (1820-1887), Nederlands architect
- Richard (Dick) Winters (1918-2011), Amerikaans militair
- Scott William Winters (1965), Amerikaans acteur
- Shelley Winters, pseudoniem van Shirley Schrift (1920-2006), Amerikaans actrice
- Wim Winters (1972), Belgisch organist
- Pieter Frederik Edmond van Wintershoven (1822-1899), Nederlands politicus en Tweede Kamerlid
- Jeanette Winterson (1959), Brits schrijfster
- Willem Wintgens (1818-1895), Nederlands politicus
- Danny Wintjens (1983), Nederlands voetballer
- Nicholas Winton (1909), Brits verzetsstrijder in de Tweede Wereldoorlog
- Anna Wintour (1949), Brits-Amerikaans redactrice en journaliste
- Eckart Joachim Wintzen (1939-2008), Nederlands ondernemer en managementgoeroe
- David Winwood, pseudoniem van Henk van Kerkwijk (1940), Nederlands schrijver en dichter
- Steve Winwood (1948), Brits gitarist en Hammondorgel-bespeler
- Otto Winzer (1902-1975), Oost-Duits minister

## Wip
- Henry Daniel Pridham-Wippell (1885-1952), Brits adminiraal
- Wouter Wippert (1990), Nederlands wielrenner
- Lodewijk I van Wippra (†1173), prins-bisschop van Münster
- Wiprecht II van Groitzsch (1050-1124), markgraaf van Meißen (1123-1124)

## Wiq
- Wiquardus (15e eeuw), Zuid-Nederlands componist

## Wir

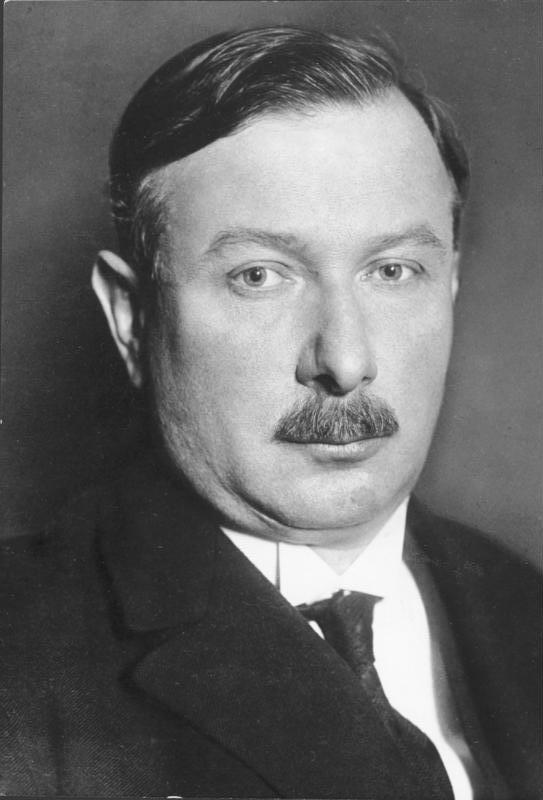
Karl Joseph (Joseph) Wirth

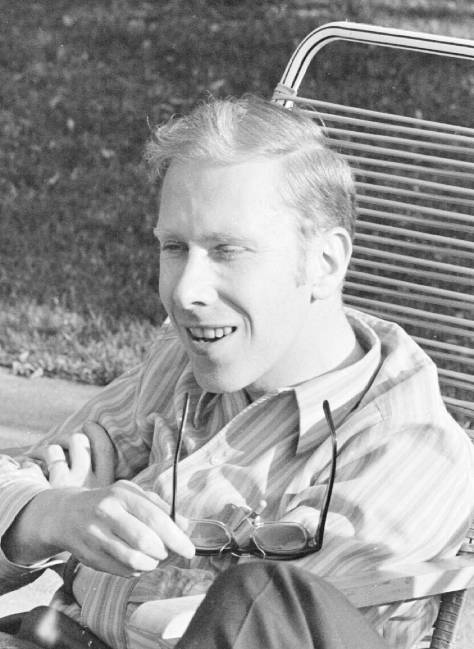
Niklaus Wirth (1969)

- Thaworn Wiratchant (1966), Thais golfer
- C(u)onradus de Wirdeberch, Frans voor Koenraad I van Württemberg (1060-1110), Heer van Württemberg (1083-1110)
- Björn Wirdheim (1980), Zweeds autocoureur
- Nicky Wire, pseudoniem van Nicholas Allen Jones (1969), Welsh bassist
- Dag Wirén (1905-1986), Zweeds componist
- Wirich Philipp Lorenz von und zu Daun (1669-1741), Oostenrijks graaf van Daun, prins van Teano (1710-1741) en veldmaarschalk
- Marie-Louise Wirix (1933), Belgisch atlete
- René Paul Wirix (1902-1941), Nederlands verzetsstrijder
- Jan Lambert (Bert) Wirix-Speetjens (1946-2008), Vlaams geestelijke en bisschop
- Janne (Warman) Wirman (1979), Fins toetsenist
- Wiro (8e eeuw), Nederlands missionaris, kloosterstichter en heilige
- Billy Wirth (1962), Amerikaans acteur, filmproducent, filmregisseur en scenarioschrijver
- Gabriella Wirth (1971), Hongaars tafeltennisster
- Herman Felix Wirth (1885-1981), Nederlands-Duits filoloog, historicus en musicoloog
- Karl Joseph (Joseph) Wirth (1879-1956), Duits rijkskanselier
- Niklaus Wirth (1934-2024), Zwitsers ontwikkelaar van programmeertalen
- Oscar Raúl Wirth Lafuente (1955), Chileens voetballer en voetbalcoach
- Wilhelm Wirtinger (1865-1945), Oostenrijks wiskundige
- Konrad von Wirtinisberc, Duits voor Koenraad I van Württemberg (1060-1110), Heer van Württemberg (1083-1110)
- Jacques Wirtz (1924), Belgisch tuinarchitect
- Jeffrey Wirtz (1996), Nederlands youtuber en livestreamer
- William Willard Wirtz (1912-2010), Amerikaans politicus en advocaat
- Paul Wirz (1892-1955), Zwitsers antropoloog en een verzamelaar
- Rudolf Wirz (1918-onbekend), Zwitsers handballer

## Wis
- Sigvard Oscar Frederik van Zweden, graaf van Wisborg (1907-2002), Zweeds prins, hertog van Uppland
- Michael Wisbrun, Nederlands topfunctionaris
- Ermgard van Wisch (1520-1587), gravin van Wisch en van Bronckhorst
- Hendrik II van Wisch (1350-1387), heer van Wisch
- Hendrik III van Wisch (1390-1448), heer van Wisch
- Hendrik V van Wisch, Heer van Wisch (1517-1519)
- Joachim van Wisch (16e eeuw), Heer van Wisch (1519-1544), Borculo, Wildenberg, Lichtenvoorde en Overhagen
- Johan II van Wisch (15e eeuw-16e eeuw), Heer van Wisch en roofridder
- Steven I van Wisch (1285-1329), Heer van Wisch
- Anke Wischnewski (1978), Duits rodelaarster
- John Wisdom (1904-1993), Brits filosoof
- Norman Joseph Wisdom (1915-2010), Engels acteur en komiek
- Robert Wisdom (1953), Amerikaans acteur
- Andrew Wise (16e eeuw), Brits uitgever
- David Wise, Brits componist
- David Wise (1990), Amerikaans freestyleskiër
- Dennis Frank Wise (1966), Engels voetballer, voetbaltrainer en technisch directeur
- Greg Wise (1966), Brits acteur
- Raymond Herbert (Ray) Wise (1947), Amerikaans acteur
- Robert E. Wise (1914-2005), Amerikaans regisseur en producent
- Samuel Iperusz. Wiselius (1769-1845), Nederlands patriot, dichter, jurist en geridderde
- Reine Wisell (1941-2022), Zweeds autocoureur
- James Wiseman (2001), Amerikaans basketballer
- Joseph Wiseman (1918-2009), Canadees acteur
- Len Wiseman (1973), Amerikaans filmregisseur en -scriptschrijver
- Nicholas Patrick Stephen Wiseman (1802-1865), Brits geestelijke en kardinaal
- Rosalind Wiseman, Amerikaans schrijver
- Jayne Wisener (1987), Noord-Iers actrice en zangeres
- Peter Wisgerhof (1979), Nederlands voetballer
- Stevie Wishart (ca. 1960), Brits violist, zanger, muziekpedagoog en improvisator
- Casper A. Joseph (Jef) Wishaupt (1940), Nederlands edelsmid en beeldhouwer
- Wish Bone, pseudoniem van Charles Scruggs (1975), Amerikaans rapper
- Doris Wishman, bekend als Louis Silverman (1912-2002), Amerikaans sexploitation regisseuse
- Mick Wishofer (1999), Oostenrijks autocoureur
- Wisimar (†335), koning van de Vandalen
- Henk Wiskamp (1916-2002), Nederlands voetballer
- Hermann Wislicenus (1825-1899), Duits kunstschilder
- Dieter Wisliceny (1911-1948), Duits SS-lid en holocaustpleger
- Henk Wisman (1957), Nederlands voetbaltrainer
- João Carlos Campos Wisnesky (1943), Braziliaans arts en guerrilla en voetballer
- Alain Wisniak, Frans filmproducent en filmcomponist
- Piotr Wiśnicki (2003), Pools autocoureur
- Karina Szymańska-Wiśniewska (1975), Pools atlete
- Mieczysław Wiśniewski (1892-1952), Pools voetballer
- Michaël (Michal) Korybut Wiśniowiecki (1640-1673), koning van Polen en grootvorst van Litouwen (1669-1673)
- Egon Wisniowski (1985), Belgisch voetballer
- Wisnoewardhana, koning van Singhasari (1248-1268)
- Rebecca Wisocky, Amerikaans actrice
- Chris De Wispelaere (1947), Belgisch politicus en burgemeester
- Erik De Wispelaere, Belgisch politicus en burgemeester
- Paul de Wispelaere (1928), Vlaams auteur, criticus en hoogleraar
- Pieter Wispelwey (1962), Nederlands cellist
- Jarkko Wiss (1972), Fins voetballer
- Anjolie Engels-Wisse (1976), Nederlands atlete
- Arjan Wisse (1985), Nederlands voetballer
- Barbara Marta Wisse (1968), Nederlands psycholoog en hoogleraar
- Clemens Wisse (1935), Nederlands schrijver
- Gerard Wisse (1873-1957), Nederlands predikant en docent
- Yvonne Wisse (1982), Nederlands atlete
- Abraham Jacobus Frederik Egter van Wissekerke (1784-1871), Nederlands rechter, stadsbestuurder en Tweede Kamer-lid
- Frederik Jacobus Daniël Cornelis Egter van Wissekerke (1864-1945), Nederlands burgemeester
- Frits Julius Wissel (1907-1999), Nederlands marinepiloot
- Max van der Wissel (1906-1999), Nederlands graficus, kunstschilder en tekenaar
- Maximilian (Max) Wissel (1989), Duits autocoureur
- Herman Wisselink (1918-1995), Nederlands politicus
- Adrianus Leonardus van Wissen (1878-1955), Nederlands architect
- Eefje van Wissen (1947), Nederlands atlete
- Fons van Wissen (1933-2015), Nederlands voetballer en winkelhouder
- Hans van Wissen (1946-1999), Nederlands journalist
- Henricus Cornelis (Driek) van Wissen (1943-2010), Nederlands dichter
- Hermanus Johannes (Herman) van Wissen (1910-2000), Nederlands architect en kunstschilder
- Mabel Martine Wisse Smit, geboren als Mabel Martine Los (1968), Nederlands econoom en politicologe, echtgenote van prins Johan Friso
- Bernard (Benno) Wissing (1923-2008), Nederlands ontwerper, schilder, graficus en architect
- Willem Wissing (1656-1687), Nederlands kunstschilder en tekenaar
- Willem Wissing (1920-2008), Nederlands architect en stedenbouwkundige
- Gerardus Antonius (Gerrit) Wissink (1928-2010), Nederlands sociaal geograaf, planoloog en hoogleraar
- Mark Wissink (1962), Nederlands rechtsgeleerde en hoogleraar
- Marleen Wissink (1969), Nederlands voetbalster en voetbaltrainster
- Rogier Wissink (1986), Nederlands voetballer
- Johan Lukas Wissman (1982), Zweeds sprinter
- Hermann von Wissmann (1853-1905), Duits ontdekkingsreiziger

## Wit

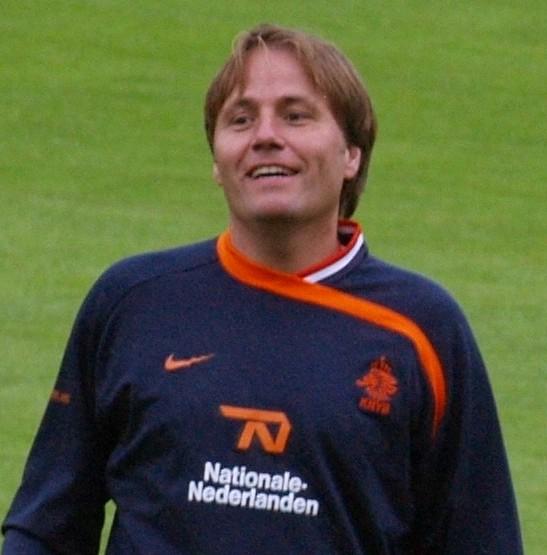
Rob Witschge

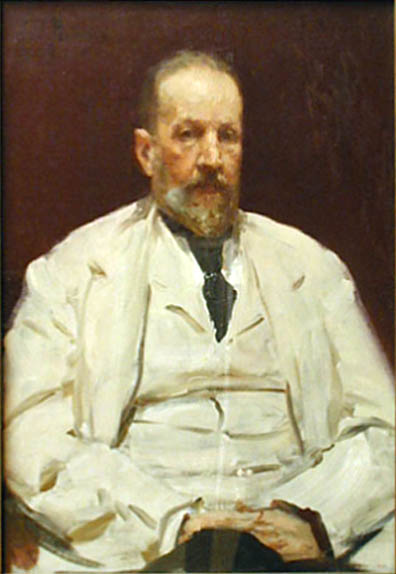
Sergej Witte

- Adriana (Jeanne) Fortanier-de Wit (1907-1993), Nederlands politica
- Antoni Wit (1944), Pools dirigent
- Albertus Johannes de Wit (1861-1944), Nederlands organist en componist
- Augusta de Wit (1864-1939), Nederlands romanschrijfster
- Cor de Wit (1920-1998), Nederlands historicus
- Cor de Wit (1922-2018), Nederlands architect, publicist en kunstverzamelaar
- Cor Wit (1928-2012), Nederlands ambtenaar en ondernemer
- Cornelis Pieter de Wit (1882-1975), Nederlands kunstschilder
- Cornelis Teunis (Kees) de Wit (1924-1993), Nederlands hoogleraar
- Dani de Wit (1998), Nederlands voetballer
- Emmie de Wit (?), Nederlands-Amerikaanse virologe
- Ferron de Wit (2002), Nederlands acteur
- Frank de Wit (1996), Nederlands judoka
- Frans de Wit (1901-1981), Nederlands kunstschilder
- Frans de Wit (1942-2004), Nederlands beeldhouwer en landschapskunstenaar
- Frans de Wit (1957), Nederlands acteur
- Frederik de Wit (1630-1706), Nederlands graveur, cartograaf en uitgever
- Gerard de Wit (1918-1988), Nederlands golfspeler
- Gerard de Wit (1985), Nederlands organist, klavecinist, componist en dirigent
- Gerrit de Wit (1934), Nederlands voetballer
- Gerrit de Wit (1957), Nederlands politiefunctionaris en rijksambtenaar
- Gregorius de Wit (1892-1978), Nederlands ontwerper en benedictijner monnik
- Hans de Wit (1946-2018), Nederlands hoogleraar
- Harry de Wit (1952), Nederlands componist en ontwerper van elektroakoestische installaties
- Hein de Wit (1914-1988), Nederlands politicus
- Hendrik Cornelis Dirk de Wit (1909-1999), Nederlands botanicus
- Hendrik de Wit (1888-onbekend), Nederlands politicus
- Jacob Wit (1952-2024), Nederlands jurist en rechter
- Jacob de Wit (1695-1754), Nederlands kunstschilder
- Jacques de Wit (1932-2023), Nederlands voetballer en voetbalcoach
- Jan Wit (1914-1980), Nederlands predikant, dichter en hymnoloog
- Jan de Wit (1945), Nederlands politicus
- Jeroen de Wit (2000), Nederlands filmmaker en editor
- Johan de Wit (1979), Nederlands schaatser en schaatscoach
- Johanna Martina (Tineke) Duyvené de Wit, Nederlands schrijfster, gekend onder het pseudoniem Tessa de Loo
- Johannes Aloysius Gregorius (Gregorius) de Wit (1892-1978), Nederlands ontwerper en benedictijner monnik
- Johannes Marijnus Antonius Maria (Jan) de Wit (1945), Nederlands advocaat-procureur en politicus
- Joost de Wit (1963), Nederlands voetbalbestuurder
- Juliette de Wit (1958), Nederlands illustratrice
- Karina de Wit (1976), Nederlands badmintonspeelster
- Kees de Wit (1924-1993), Nederlands hoogleraar
- Maarten de Wit (1883-1965), Nederlands zeiler
- Mattheus de Wit (1995), Nederlands voetballer
- Mees de Wit (1998), Nederlands voetballer
- Monne de Wit (1945), Nederlands voetballer en fysiotherapeut
- Nikolaas Joseph (Niko) de Wit (1948), Nederlands beeldhouwer en medailleur
- Peter de Wit (1958), Nederlands striptekenaar
- Pierre de Wit (1949), Nederlands botanicus en hoogleraar
- Petrus Jacobus Joseph (Piet) de Wit (1869-1947), Nederlands textielfabrikant
- Piet de Wit (1946), Nederlands wielrenner
- Riet de Wit-Romans (1948), Nederlands politica
- Rob de Wit (1963), Nederlands voetballer
- Robert Hubert Maria (Rob) de Wit (1962), Nederlands meerkamper
- Roelof Josephus (Roel) de Wit (1927-2012), Nederlands natuurbeschermer en politicus
- Sem de Wit (1995), Nederlands voetballer
- Simon de Wit (1912-1976), Nederlands roeier, zeiler, ondernemer en bestuurder
- Tex de Wit (1986), Nederlands cabaretier en tekstschrijver
- Theo de Wit (1953), Nederlands filosoof
- Tula de Wit (1992), Nederlands voetbalster
- Walter de Wit, Nederlands programmamaker, regisseur en eindredacteur
- Yannick de Wit (1986), Nederlands voetballer
- Hendrik Witbooi (ca. 1830-1905), Namibisch leider van de Witbooi-Nama en verzetsstrijder
- Hans Witdoeck (1615-na 1645), Vlaams graveur
- Mariusz Witecki (1981), Pools wielrenner
- Karen Witemeyer, Amerikaans schrijster van historische romans
- Bror With (1900-1985), Noors uitvinder en verzetsstrijder
- Julian Samuel With (1954), Surinaams publicist en schrijver
- Witte Corneliszoon de With (1599-1658), Nederlands vlootvoogd
- Humbert Withand (ca. 975-ca. 1048), graaf van Savoye (1003-1048)
- Withburga (633-743), Engels prinses en heilige
- William Withering (1741-1799), Brits botanicus, geoloog, mycoloog, scheikundige en natuurkundige
- Jones M. Withers (1814-1890), Amerikaans generaal
- Pick Withers, pseudoniem van David Withers (1948), Engels drummer
- William Harrison (Bill) Withers (1938-2020), Amerikaans soulzanger en componist
- Laura Jeanne Reese (Reese) Witherspoon (1976), Amerikaans actrice
- Arent Winter (Kees) Witholt (1912-1987), Nederlands officiervlieger en bestuurder
- Alida Withoos (ca. 1661-1730), Nederlands kunstschilderes
- Matthias Withoos (1627-1703), Nederlands kunstschilder
- Berend Jan (Berry) Withuis (1920-2009), Nederlands journalist, schaker en schaakorganisator
- Jolande Withuis (1949), Nederlands schrijfster en sociologe
- Onne Witjes (1983), Nederlands diskjockey
- Witkacy, pseudoniem van Stanisław Ignacy Witkiewicz (1885-1939), Pools schrijver, filosoof, fotograaf en schilder
- Anton Witkamp (1929-2011), Nederlands journalist
- Ellen Henriëtte Albertine (Elly) Witkamp (1935), Nederlands atlete
- Ernest Sigismund (Ernst) Witkamp (1854-1897), Nederlands kunstschilder
- Renger Witkamp (1959), Nederlands bioloog en farmacoloog
- Karin Witkiewicz, bekend als Katja Ebstein (1945), Duits zangeres en actrice
- Stanisław Ignacy Witkiewicz, bekend als Witkacy (1885-1939), Pools schrijver, filosoof, fotograaf en schilder
- Isaac Witkin (1936-2006), Engels-Amerikaans beeldhouwer
- Joseph Witlox (1867-1941), Nederlands missionaris en schrijver
- Heerman Witmont (1605-1684), Nederlands zeeschilder
- Cor Witschge (1925-1991), Nederlands acteur
- Richard Peter Witschge (1969), Nederlands voetballer en voetbal-assistent
- Robert (Rob) Witschge (1966), Nederlands voetballer
- Axel Witsel (1989), Belgisch voetballer
- Cornelis Jan Witsen (1605-1669), Nederlands raad, schout en burgemeester
- Gerrit Jacobsz. Witsen (†1626), Nederlands koopman
- Jenno Witsen (1927), Nederlands jurist en planoloogj1
- Jonas Witsen (1676-1715), Nederlands kunstverzamelaar, bewindvoerder en schepen
- Nicolaes Witsen (1641-1717), Nederlands cartograaf, verzamelaar, schrijver, diplomaat, politicus en burgemeester van Amsterdam
- Willem Arnoldus Witsen (1860-1923), Nederlands kunstschilder, fotograaf en etser
- Herman Witsius (1636-1708), Nederlands hoogleraar, predikant en theoloog
- Alicia Roanne Witt (1975), Amerikaans actrice
- Andries de Witt, raadpensionaris van Holland (1619-1621)
- Cornelis de Witt (1623-1672), Nederlands ruwaard van Putten, politicus en bestuurder
- Cornélis de Witt (1824-1909), Frans politicus
- Cornelis Johansz de Witt (1696-1769), Nederlands politicus en burgemeester
- Jacob de Witt (1589-1674), Nederlands burgemeester, lid van de Gecommitteerde Raad, ambassadeur en rekenmeester
- Joachim Witt (1949), Duits zanger en acteur
- Johan de Witt (1625-1672), Nederlands politicus, edelman en raadpensionaris
- Johan de Witt (1662-1701), Nederlands regent
- Katarina Witt (1965), Duits kunstschaatsster
- Otto Nikolaus Witt (1853-1915), Russisch scheikundige
- Pauline de Witt, geboren als Pauline Guizot (1831-1874), Frans historica
- Herman Bernard Jan Witte (1909-1973), Nederlands ingenieur, ambtenaar en minister
- Chris De Witte (1978), Belgisch voetballer
- Christian Gottlieb Friedrich Witte (1802-1873), Nederlands orgelbouwer
- Desideratus Johannes Maria (Dirk) De Witte (1934-1970), Vlaams prozaschrijver
- Dirk Hermanus Witte (1885-1932), Nederlands tekstschrijver en zanger
- Els Witte (1941), Belgisch historica
- Emanuel de Witte (1617-1692), Nederlands kunstschilder
- Heinrich Witte (1829-1917), Nederlands botanicus en publicist
- Ivan De Witte (1912-2010), Belgisch ondernemer
- Ivan De Witte (1948), Belgisch voetbalbestuurder
- Jaap de Witte, pseudoniem van Jaap Schilder (1954), Nederlands muzikant, tekstschrijver en componist
- Jan (Everardus) Witte (1868-1950), Nederlands geestelijke
- Johan Frederik Witte (1840-1902), Nederlands orgelbouwer
- Johannes de Witte (1475-1540), Vlaams humanist, predikheer en bisschop
- Jozef De Witte (1953), Belgisch bestuurder
- Laura de Witte (1995), Nederlands atlete
- Leopold Witte (1959), Nederlands acteur
- Lisanne de Witte (1992), Nederlands atlete
- Lodewijk (Lode) De Witte (1954), Vlaams politicus en gouverneur
- Ludo De Witte (1956), Vlaams socioloog
- Marianne Witte (1951), Nederlands jeugdboekenschrijfster
- Otto Witte (1872-1958), Duits circusartiest en koning van Albanië
- Patrick De Witte (1958-2013), Vlaams columnist en televisieproducent
- Piet Witte (1910), Nederlands golfspeler
- Ronny De Witte (1946), Belgisch wielrenner
- Sergej Joeljevitsj Witte (1849-1915), Russisch staatsman
- Seth De Witte (1987), Belgisch voetballer
- Didier Wittebole (1965), Belgisch voetballer
- Joseph Wittebols (1912-1964), Belgisch bisschop en missionaris
- Wittekind, pseudoniem van Widukind (743-807), hertog der Saksen (ca. 777-785)
- Janneke Wittekoek, Nederlands cardioloog
- Casper Adriaensz. van Wittel, geboren als Jasper van Wittel (1653-1736), Nederlands landschapsschilder
- Giel Wittelings (1917-1989), Nederlands voetballer
- Otto IV van Wittelsbach (ca. 1090-1156), graaf van Wittelsbach en Lengenfeld, en paltsgraaf van Beieren
- Hendrik I van Wittem (1375-1444), heer van Beersel en van Witthem
- Hendrik II van Wittem, geboren als Hendrik II Corsselaar (1419-1456), heer van Beersel, Braîne-Laleux, Ruijsbroeck, Isques en Plancenoit
- Johan I van Wittem, pseudoniem van Johan I Corsselaar (1310-1371), heer van Wittem (1310-1371) en heer van Waltwilder, Mechelen, La Rochette, IJse en Colonster
- Johan II van Wittem, pseudoniem van Johan II Corsselaar (1340-1405), heer van Wittem en Beersel
- Johan III van Wittem, pseudoniem van Johan III Corsselaar (1365-1443), heer van Witthem
- Agatha Catharina Cornelia (Agaath) Witteman (1942), Nederlands politica en theatermaakster
- Connie Witteman (1951), Nederlands actrice en zangeres (Vanessa)
- Marcus Johannes Dominicus (Marc) Witteman (1961-2018), Nederlands politicus
- Mina Witteman (1959), Nederlands schrijfster van jeugdboeken en thrillers
- Paulus Godefridus (Paul) Witteman (1946), Nederlands journalist en televisiepresentator
- Petrus Johannes Witteman (1892-1972), Nederlands politicus
- Sylvia Witteman (1965), Nederlands culinair journaliste en columniste
- Franciscus Joannes Hermanus Wittemans (1872-1963), Belgisch advocaat, senator, rozenkruiser, theosoof en vrijmetselaar
- Edward Witten (1951), Amerikaans wiskundig natuurkundige en professor
- Arvid Wittenberg von Debern (1606-1657), Zweeds graaf, veldmaarschalk en lid van de Zweedse Kroonraad
- Henry Wittenberg (1918-2010), Amerikaans worstelaar
- Peer Wittenbols (1965), Nederlands schrijver
- Margreta van Wittenhorst (1604-1654), vrouwe van Deurne (1619-1645)
- Willem Vincent van Wittenhorst (†1674), heer van Besoyen, Dronghelen, Gansoyen en Horst
- Wolfaart Evert van Wittenhorst (na 1575-1619), Nederlands bestuurder en heer van Deurne (1606-1619)
- Joop Wittermans (1946), Nederlands acteur
- Mads Wittermans (1977), Nederlands acteur
- Everardus Bonifacius François Frederik Wittert van Hoogland (1875-1959), Nederlands politicus
- Reyndert Willem Carel Godard Adriaan (René) Wittert van Hoogland (1906-2004), Nederlands luchtmachtofficier
- Antoon Jozef Witteryck (1865-1934), Belgisch uitgever en volkskundige
- Dieter Wittesaele (1989), Belgisch voetballer
- Maarten Witte van Leeuwen (1924-1997), Nederlands keramist
- Dirk Egbert Witteveen (1949-2007), Nederlands bankier
- Gepke Witteveen (1951), Nederlands actrice
- Hendrikus Johannes (Johan) Witteveen (1921), Nederlands politicus en econoom
- Hermanus Willem Witteveen (1815-1884), Nederlands predikant
- Lucien Witteveen, bekend als MC Miker G, Nederlands rapper
- Merel Witteveen (1985), Nederlands zeilster
- Rik Witteveen (1990), Nederlands acteur
- Solange Witteveen (1976), Argentijns atlete
- Sybrand Witteveen (1823-1893), Nederlands burgemeester
- Thea Witteveen (1929-2017), Nederlands schrijfster
- Tineke Witteveen-Hevinga (1947), Nederlands ambtenaar en politicus
- Willem Gerrit Witteveen (1891-1979), Nederlands ontwerper
- Willem Johannes Witteveen (1952-2014), Nederlands rechtsgeleerde en politicus
- Antoon Wittevrongel (1884-1939), Belgisch syndicalist en politicus
- Roger Wittevrongel (1933), Vlaams kunstschilder, tekenaar en graficus
- Petrus Wittewrongel (1609-1662), Nederlands predikant en schrijver
- Karl August Wittfogel (1896-1988), Duits-Amerikaans historicus en sinoloog
- Johannetta van Sayn-Wittgenstein (1561-1622), dochter van graaf Lodewijk I van Sayn-Wittgenstein
- Ludwig Josef Johann Wittgenstein (1889-1951), Oostenrijks-Brits filosoof
- Paul Wittgenstein (1887-1961), Oostenrijks-Amerikaans pianist en componist
- Gustav Albrecht zu Sayn-Wittgenstein-Berleburg (1907-vermist 1944), Duits prins
- Nathalie zu Sayn-Wittgenstein-Berleburg (1975), dochter van prins Richard zu Sayn-Wittgenstein-Berleburg en prinses Benedikte van Denemarken
- Michael Wittgraf (1962), Amerikaans componist, muziekpedagoog, dirigent en fagottist
- Maria Corsselaar van Witthem (1425-1497), echtgenote van Daniël IV van Horne
- Christophorus Wittichius (1625-1687), Nederlands theoloog
- Georg Friedrich Karl Wittig (1897-1987), Duits chemicus en Nobelprijswinnaar
- Rolf Johan Witting (1879-1944), Fins oceanograaf en politicus
- Willem Richard Jacobus (Jack) Wittkampf (1924-1992), Nederlands interviewer en schrijver
- Franz Wittmann (1950), Oostenrijks rallyrijder
- Marco Wittmann (1989), Duits autocoureur
- Michael Wittmann (1914-1944), Duits tankcommandant
- Patrizius Wittmann (1818-1883), Duits theoloog en historicus
- Eberhard-Ludwig Wittmer (1905-1989), Duits componist
- Meg Wittner (1950), Amerikaans tv- en theateractrice
- Juliaan Wittock (1825-1880), Belgisch componist en dirigent
- A.R. Wittop Koning (1878-1961), Nederlands architect
- Willem Wittouck (1749-1829), Zuid-Nederlands advocaat, rechtsgeleerde en raadsman
- Susanne Wittpennig (1972), Zwitsers schrijfster
- Carl Wittrock (1966), Nederlands componist, muziekpedagoog, violist en klarinettist
- Finn Wittrock (1984), Amerikaans acteur
- Charlene Lynette Wittstock, bekend als Charlène, Prinses van Monaco (1978), Zuid-Afrikaans rugslagzwemster en echtgenote van Albert II van Monaco
- Andreas Wittwer (1990), Zwitsers voetballer
- Christine (Chris) Diane Witty (1975), Amerikaans schaatsster
- Samuel Stewart (Sam) Witwer (1977), Amerikaans acteur
- Konrad Witz (ca. 1400-ca. 1445), Duits-Zwitsers kunstschilder
- Mendel Witzenhausen (1976), Nederlands voetballer
- Miljuschka Lola Witzenhausen (1985), Nederlands videojockey en soapactrice
- Anita Cornelia Witzier (1961), Nederlands televisiepresentatrice
- Jeanette Josephina Maria (Nettie) Witziers-Timmer (1923-2005), Nederlands atlete
- Rudolf Witzig (1916-2001), Duits officier
- Erwin von Witzleben (1881-1944), Duits generaal-veldmaarschalk
- Karl Ernst Job Wilhelm (Job) von Witzleben (1783-1837), Pruisisch generaal-majoor en minister

## Wiv
- Wivina van Bijgaarden (ca. 1103-1170), Belgisch abdis en heilige

## Wiw
- Kenule Beeson (Ken) Saro-Wiwa (1941-1995), Nigeriaans schrijver, televisieproducent, en milieu-activist
- Piotr Pawel (Peter) Wiwczarek (1965), Pools zanger en gitarist

## Wix

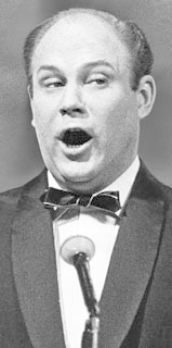
Ingvar Wixell

- Wixel, pseudoniem van Wim Maesschalck, Belgisch muzikant
- Ingvar Wixell (1931-2011), Zweeds zanger en operazanger

## Wiz
- Iz the Wiz, pseudoniem van Michael Martin (1958-2009), Amerikaans graffitikunstenaar